# Art déco
Az art déco az art décoratif (díszítőművészet) francia kifejezés rövidítése, olykor „art moderne”, „zig-zag style”, „jazz-modern” neveken is előfordul, az I. világháború előtt megszületett iparművészeti irányzat, melynek hatásai ugyanakkor az építészetben, festészetben, alkalmazott grafikákban, a szobrászatban és a filmművészetben is megmutatkoznak. Franciaországból indult el világhódító útjára, az 1920-as években. Az 1930-as években legnagyobb hatása már az Amerikai Egyesült Államokban volt, de egész Európában, a Dél-afrikai Köztársaságban és Kínában is szerephez jutott. Az első modern világstílus – gyakran a luxushoz kapcsolható –, amely az élet minden területére kihatott, a kor divatját, sajtóreklámjait is meghatározta.
Az 1930-as években a nagy gazdasági világválság alatt az art déco visszafogottabb lett, a felhasznált anyagok között megjelentek a krómozott felületek, az acél és a műanyag is. Új formai jegyei 1930 körül tűnnek fel, az építészetben az áramvonalas stílus, azaz a streamline modern, az új forma mellett többek között fényes felületekkel. Az art déco az első valóban nemzetközi stílus volt, melynek dominanciája megszűnt a II. világháború kezdetétől, a szigorúan a funkcionalitásra törekvő, díszítéseket mellőző, az építészetben megjelenő modernizmus megjelenésével.

## Jellemzői
Eredete az art nouveau-hoz, azaz a francia szecesszióhoz vezethető vissza, de magába olvasztotta az avantgárd irányzatok egy-egy jellegzetes elemét is: a konstruktivizmusból merítette a geometriai stilizációt, a futurizmusból a modern kor éltetését, a kubizmusból pedig a festészeti alapokat. További jelentős hatása volt az egyiptomi művészetnek is. A szecesszió organikus és hullámzó, kígyózó motívumaival ellentétben az art déco stílusát egyenes vonalak, geometriai tervezés jellemzik. Az ipar fejlődésének köszönhetően elviekben is hátat fordított elődjének, az egyedi termékekről a tömegtermelés vívmányaira helyezte a hangsúlyt. Mégsem díszített minden lakást art déco lámpa vagy bútor, a stílus a luxus és elegancia egyik kifejezője lett. A kor fiatalságának megfelelt és hamar meg is tetszett a merész, leegyszerűsített vonalvezetés, az erős, tiszta színvilág, a korszakban újnak számító anyagok: új ötvözetek, a króm és a bakelit, amelyeket tükörfényesre lehet csiszolni, az art déco újabb stíluselemmel bővült ezáltal. Csúcspontja az 1925-ös párizsi világkiállítás volt, ettől kezdve rohamosan elterjedt a világ minden táján.

## Elnevezése
Az art déco elnevezés a francia arts décoratifs rövidítése, amelyet az 1925-ben Párizsban megrendezett Nemzetközi Iparművészeti Kiállítás (Exposition internationale des arts décoratifs et industriels modernes) óta használnak az irányzatra, bár jellemző stíluselemei már megjelentek Párizsban és Brüsszelben az I. világháború előtt is.
Az arts décoratifs kifejezés először viszont sokkal korábban, az 1858-ban Franciaországban megjelent Bulletin de la Société française de photographie kiadványában látott napvilágot. 
Ebben az időben az arts décoratifs fogalma különböző jelentéstartalommal bírt. A francia napilap, a Le Figaro 1868-ban az ”objets d'art décoratifs” kifejezéssel élt a Théâtre de l'Opéra számára készített színpadi díszletekre.
1875-ben pedig az addig kézműveseknek tekintett bútor-, textil-, ékszer-, üvegtervező mesterembereket művészeknek nyilvánította hivatalosan is a francia kormány, ennek következményeként az 1766-ban a XVI. Lajos által alapított iskolát, az École royale gratuite de dessin-t átkeresztelték Nemzeti Dekoratív Művészeti Iskolára (l'École nationale des arts décoratifs). Így a díszítőművészetek elnevezésévé vált a kifejezés.
A terminológia rövidítésével – azaz art déco – először Le Corbusier élt egy cikksorozatában; az 1925-ös világkiállítás alatt a L'Esprit Nouveau magazinban "1925 Expo: Arts Déco" címmel jelent meg. A cikkeket a „L'art décoratif d'aujourd'hui” – Dekoratív Művészet Ma – című könyvében foglalta össze. A könyv valójában heves támadás volt a túlzásokkal, színes, pazar tárgyakkal teli kiállítással szemben; azzal az alapgondolattal, hogy a gyakorlati tárgyak, például bútorok számára nem szükséges semmilyen dekoráció; véleménye szerint a modern dekoráció a nem dekoráció.

## Kezdetek

### Dekoratív Művészek Társasága (1901–1913)

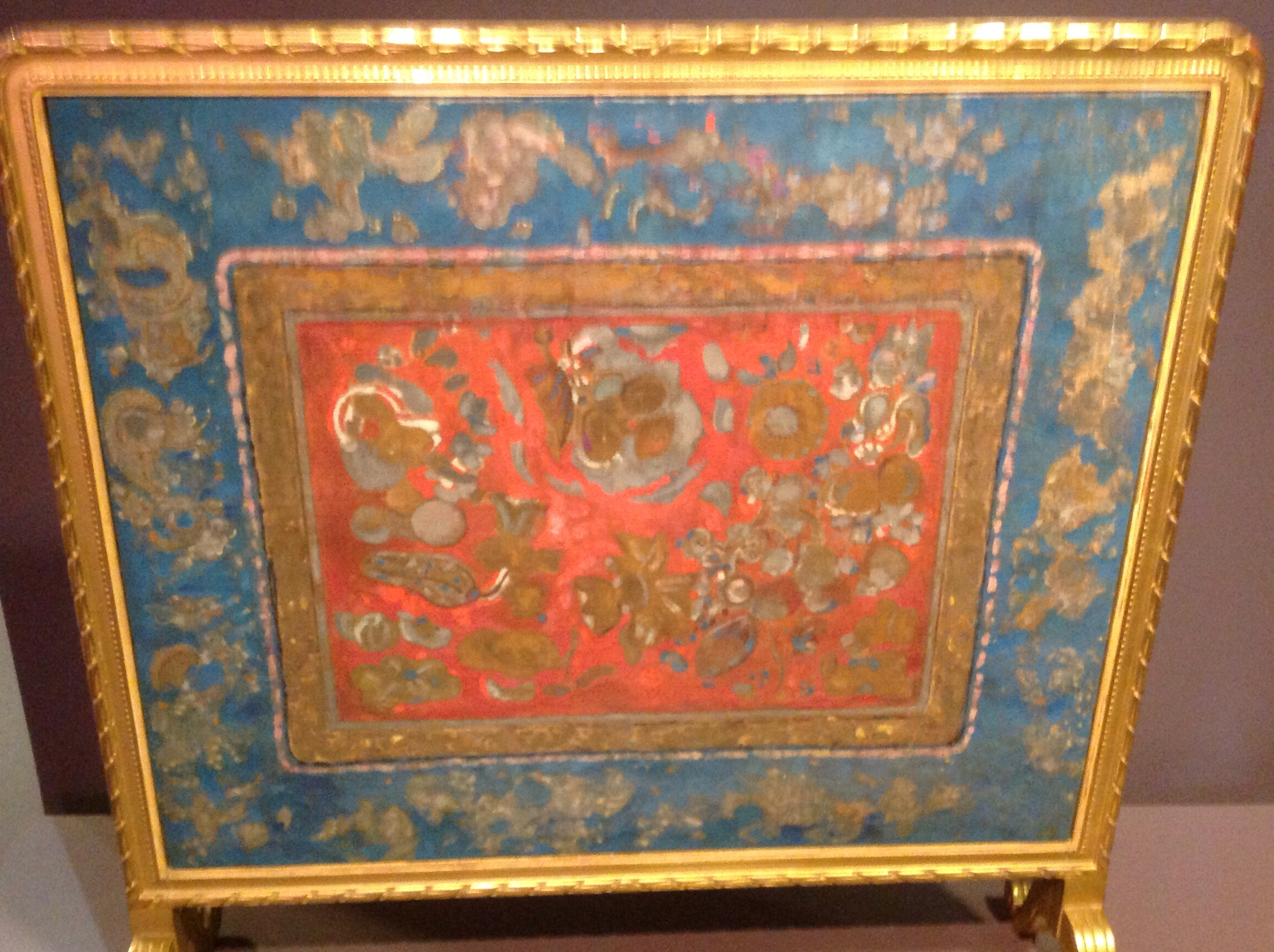
Kandallóelőlap, Odilon Redon szimbolista festő alkotása, Musée d’Orsay, Párizs (1908)

Az art déco megjelenése szorosan kapcsolható a dekoratív művészek státuszának megemelkedéséhez. A késő 19. századig csak kézműveseknek tekintett iparművészek Franciaországban a Dekoratív Művészek Társasága (Société des artistes décorateurs, SAD) 1901-ben történt megalakulása után a festőkkel, szobrászokkal azonos jogokat élvezhettek. Hasonló mozgalom alakult ki Olaszországban is, 1902-ben Torinóban már az első nemzetközi kiállításukat (Esposizione internationale d’Arte decorativa moderna) is megtartották. A 20. századtól a francia művészeti kiállításokon pedig már külön helyet kaptak az iparművészek is, majd 1912-ben a SAD javaslatára rendezték meg a dekoratív művészek első franciaországi nemzetközi kiállítását.
A párizsi áruházak, divattervezők is fontos szerepet játszottak az art déco felemelkedésében, megközelítőleg 1900-tól dekoratív művészeket is kezdtek alkalmazni saját stúdióikban. Több francia designer ugyanakkor nem volt hajlandó a tömegtermelés számára tervezni, ragaszkodtak minden egyes darab egyedi stílusához, egyedileg történő előállításához. A korai art déco stílust a luxus, az egzotikus anyagok, mint az ébenfa, elefántcsont, selyem, a nagyon élénk színek, stilizált motívumok jellemezték.

### Théâtre des Champs-Élysées (1910–1913)

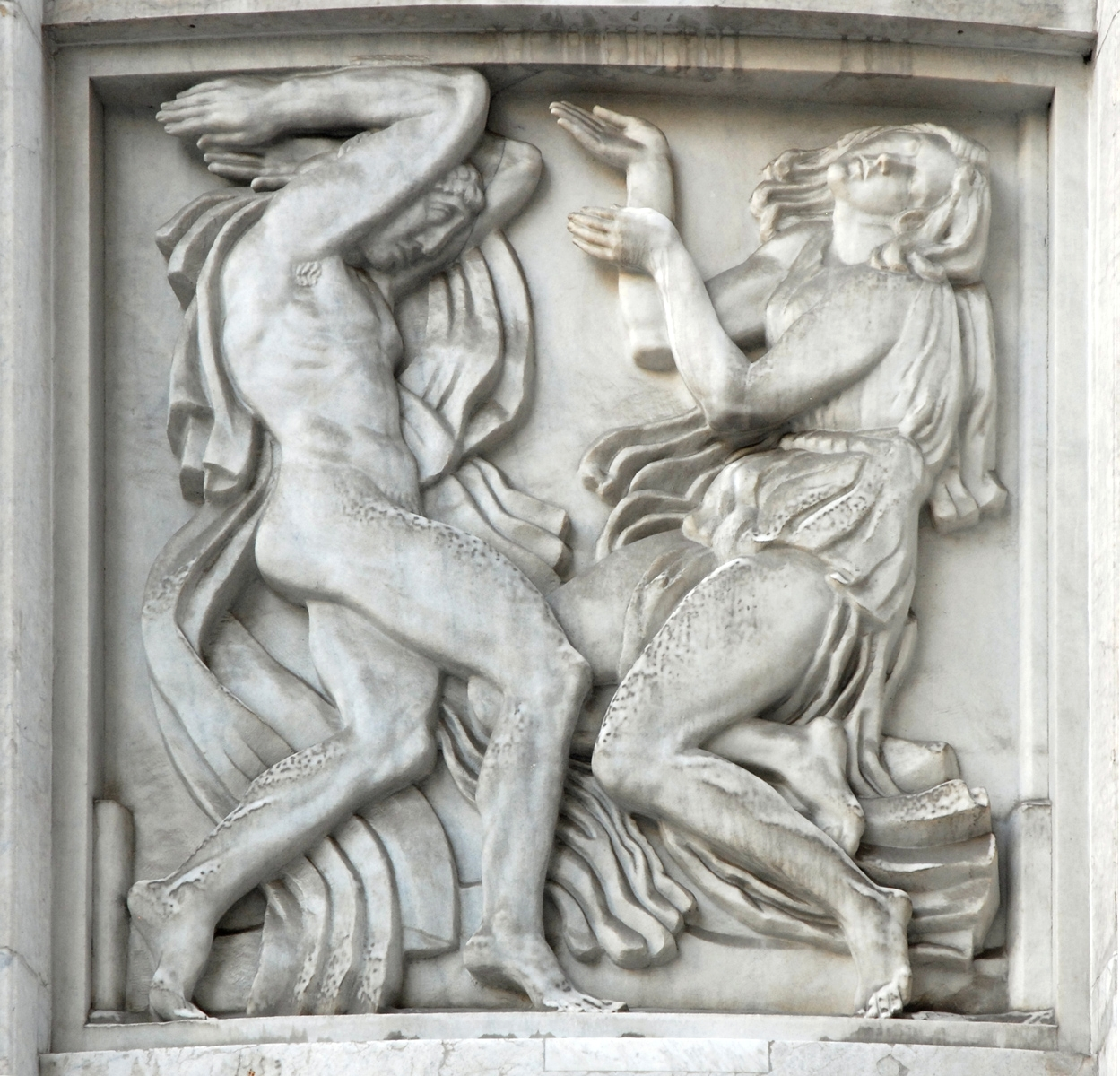
La Danse Antoine Bourdelle domborműve a Théâtre des Champs-Elysées homlokzatán (1912)
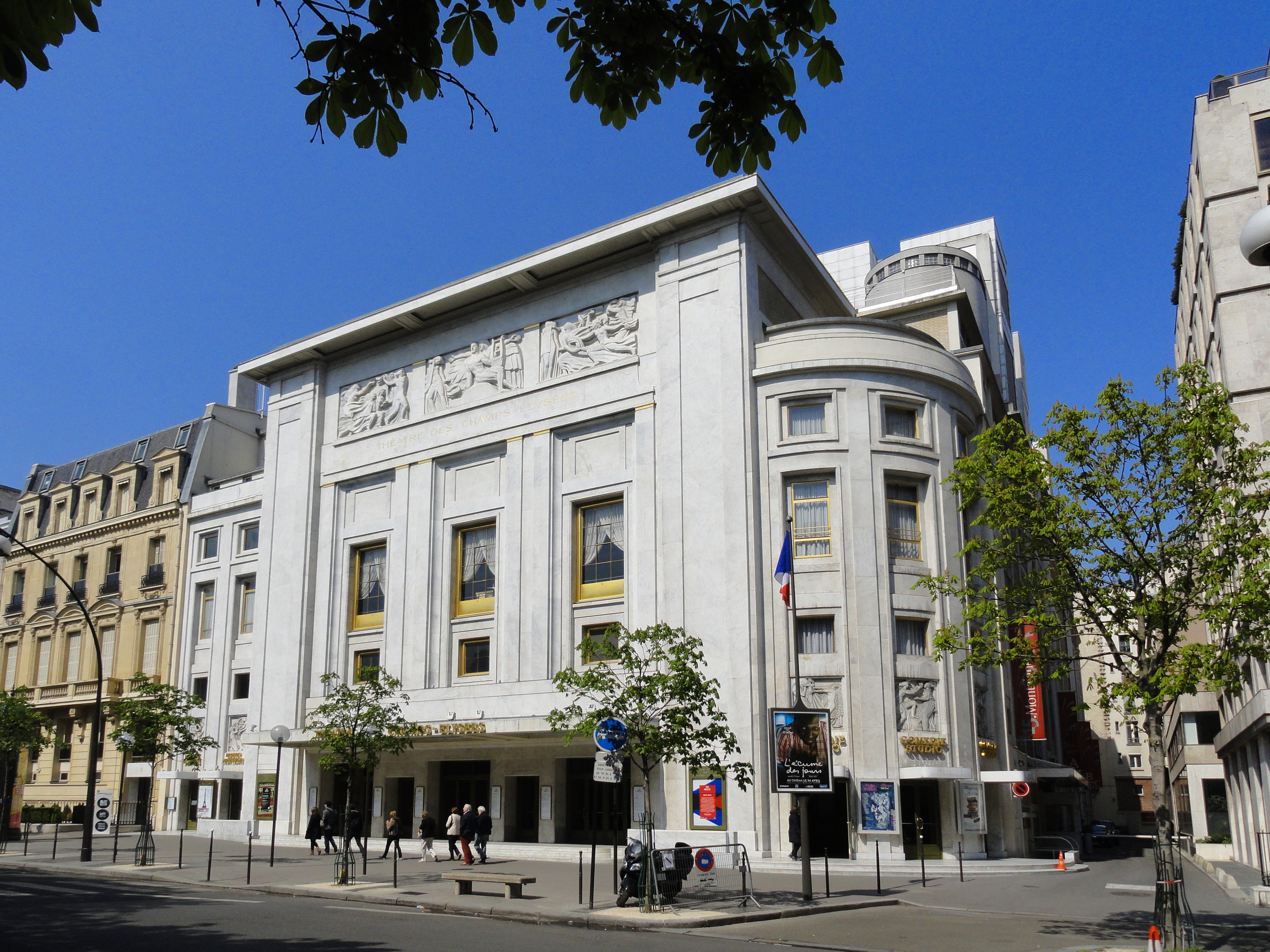
A Théâtre des Champs-Élysées tervezője Auguste Perret (1910–13), Párizs
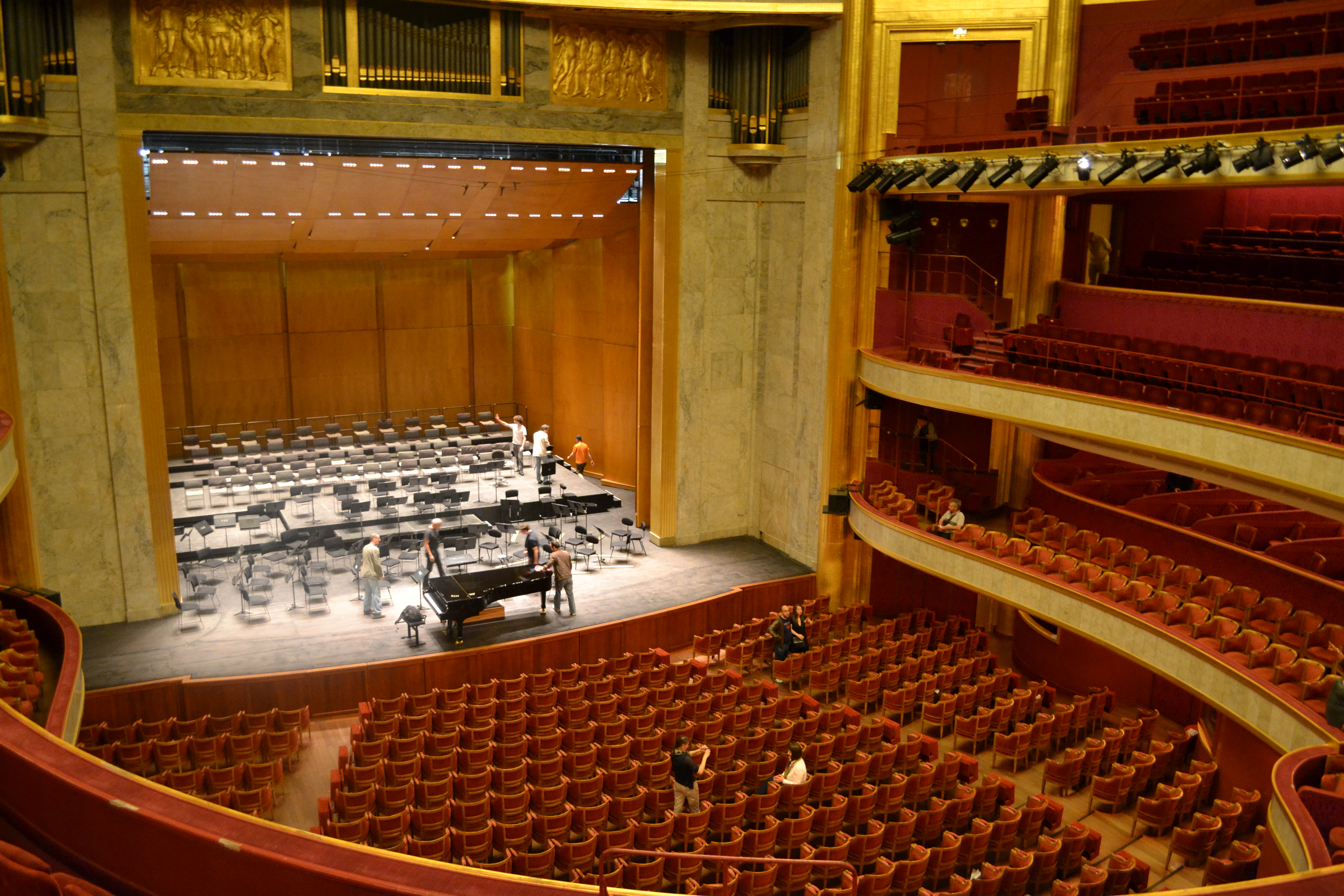
A Théâtre des Champs-Élysées belső tere Bourdelle reliefjeivel a színpad felett
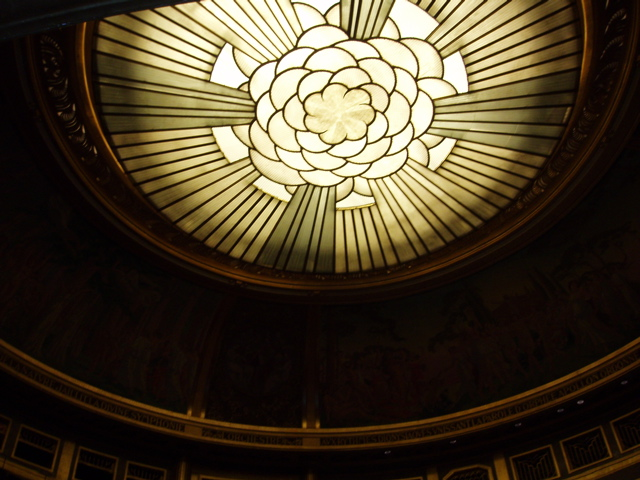
A színház kupoláján Maurice Denis art déco rózsájával

Az 1910–1913 között épült, Auguste Perret által tervezett párizsi Théâtre des Champs-Élysées-t tekintik az art déco építészet első mérföldkövének. Korábban a vasbetont csak ipari célokra, vagy bérházak építésénél használták – a 21 éves Le Corbusier 1908 és 1910 között szintén a Perret építészeti irodában dolgozott, itt ismerhette meg a vasbeton építészeti technikát. Perret színházépülete egyszerű téglalap alakú forma volt, geometrikus díszítéssel, az egyenes vonalak a jövőbeli art déco márkajegyei lettek. A színház belső terét is ilyen alkotások díszítették, Antoine Bourdelle szobrai, Édouard Vuillard festményei, a függönyt Ker-Xavier Roussel tervezte. A Théâtre des Champs-Élysées az Orosz Balett számos produkciója premierjének helyszíneként vált ismertté.

### Salon d’Automne (1912–1913)

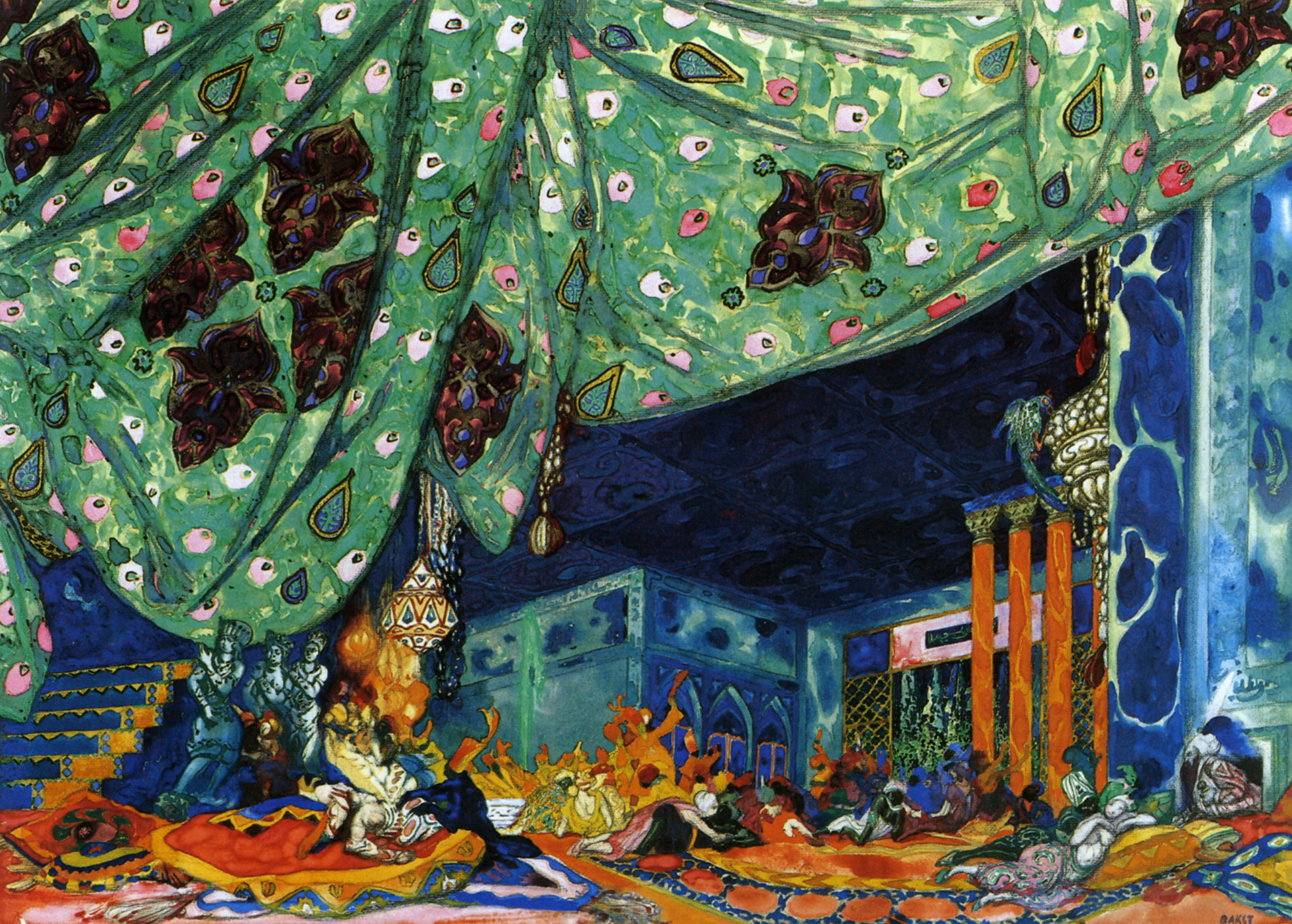
Leon Bakst Rimszkij-Korszakov Seherazádé c. balettjéhez készített díszlete (1910)
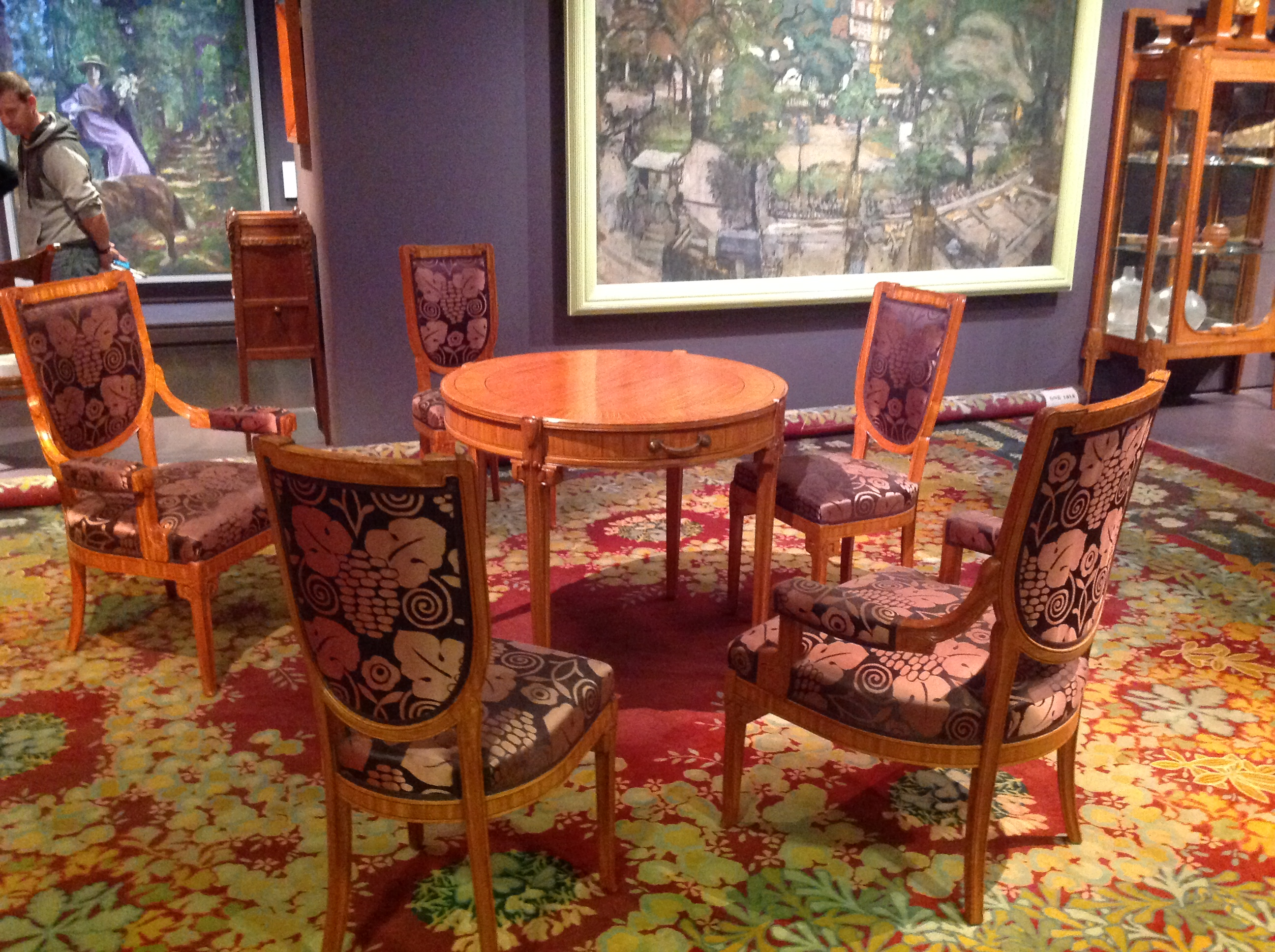
Maurice Dufrene és Paul Follot által tervezett asztal és székek (1912), (Iparművészeti Társaság)
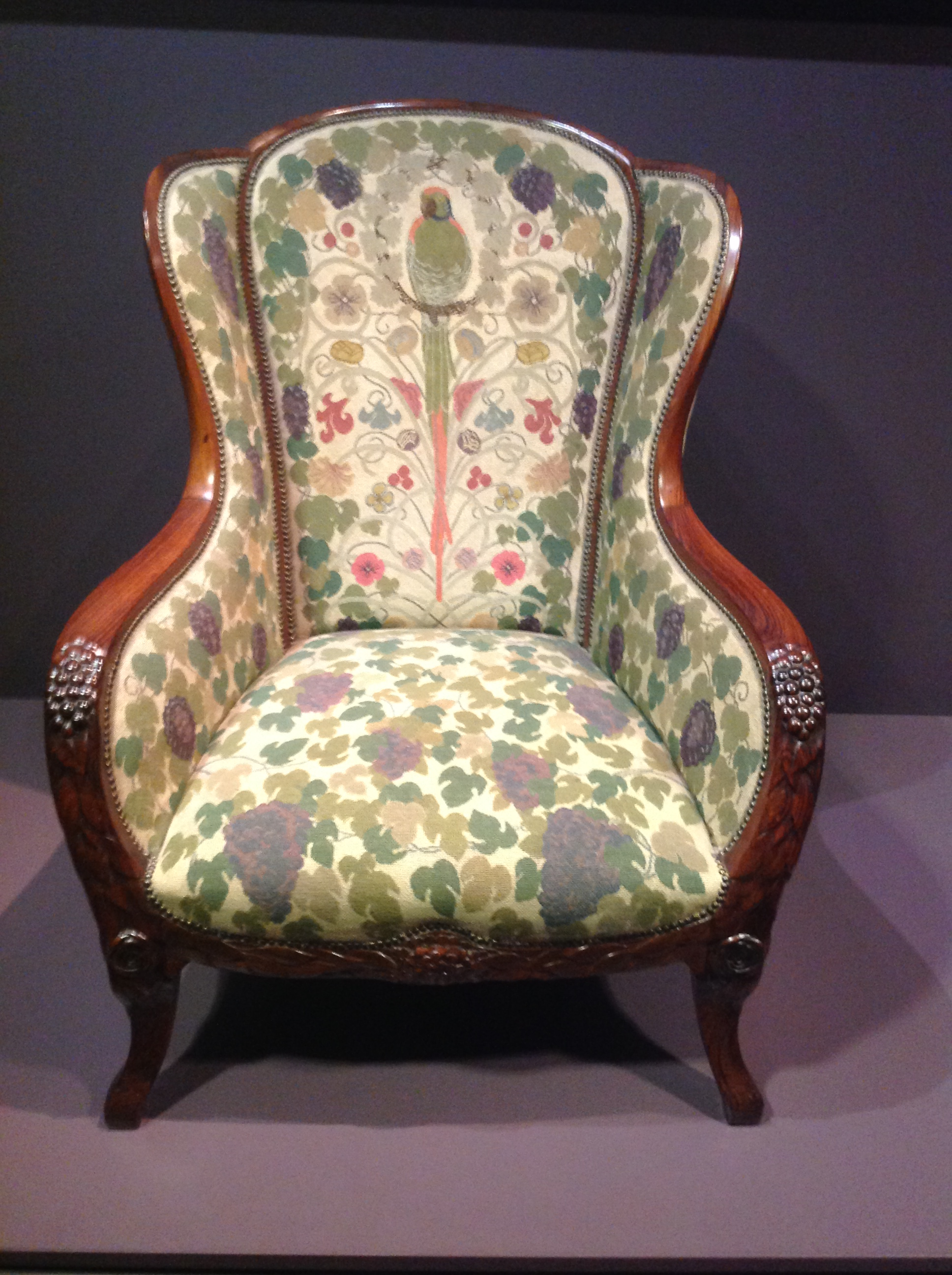
Jacques Doucet részére Adrien Karbowsky által tervezett art déco karosszék (1912–13)
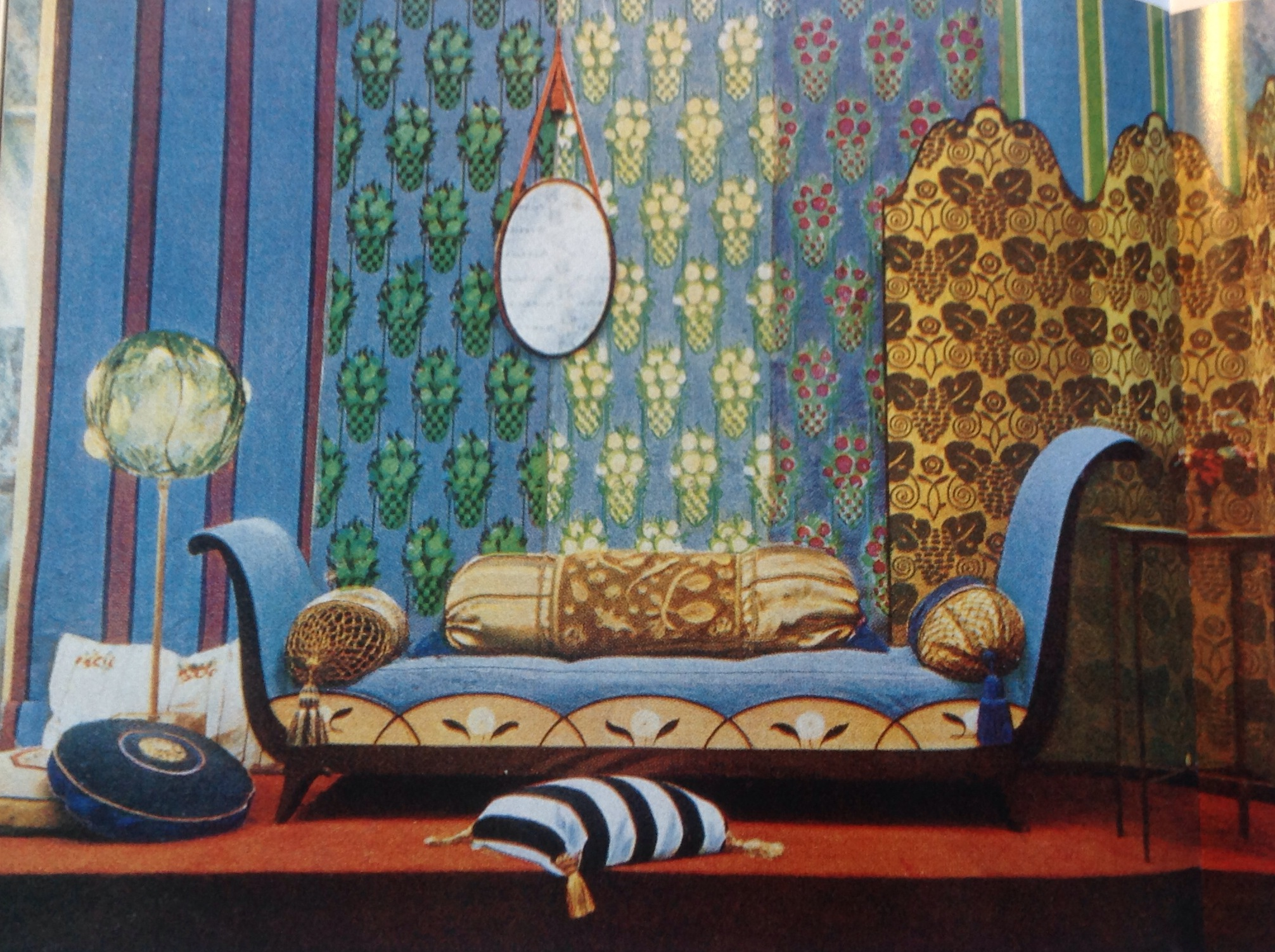
A Salon d’Automne egyik korai art déco enteriőrje (1913) az Art et décoration magazinban (1914)

Az art déco születésekor, 1910 és 1914 között, a francia művészek évente megrendezett kiállításán – Salon d’Automne (Őszi Szalon) – robbant be harsány, akár ellentétes árnyalatú színeivel, virágos mintákkal, gyakran bútorokon, kárpiton, szőnyegen, lámpaernyőkön, tapétán, textíliákon megjelenve. Sok színekben gazdag designt – beleértve Maurice Dufrene tervezte székeket, asztalt, vagy Paul Follot fényes gobelin szőnyegeit – mutattak be az 1912-es Iparművészeti Társaság szalonjában. 1913-ban Adrien Karbowsky virágmintájú, papagájdíszítésű, Jacques Doucet műgyűjtő vadászházába tervezett székkel jelent meg. Louis Süe és André Mare bútorterveikkel először az 1912-es kiállításon mutatkoztak be Atelier Française néven, ötvözve a színes szövetet az egzotikus, drága anyagokkal, beleértve az ébenfát és az elefántcsontot is. Cégük az első világháború után az egyik legjelentősebb francia belsőépítészeti céggé vált, a francia transzatlanti óceánjárók első osztályú szalonjainak és kabinjainak bútorait állították elő. A kiállításon résztvevő német iparművészek az ipari gyártásra tervezett bútoraikkal óhatatlanul meglepték a franciákat, a francia art déco ekkor még az egyedi termékeknél ragadt meg.

### Kubista Ház (1912)

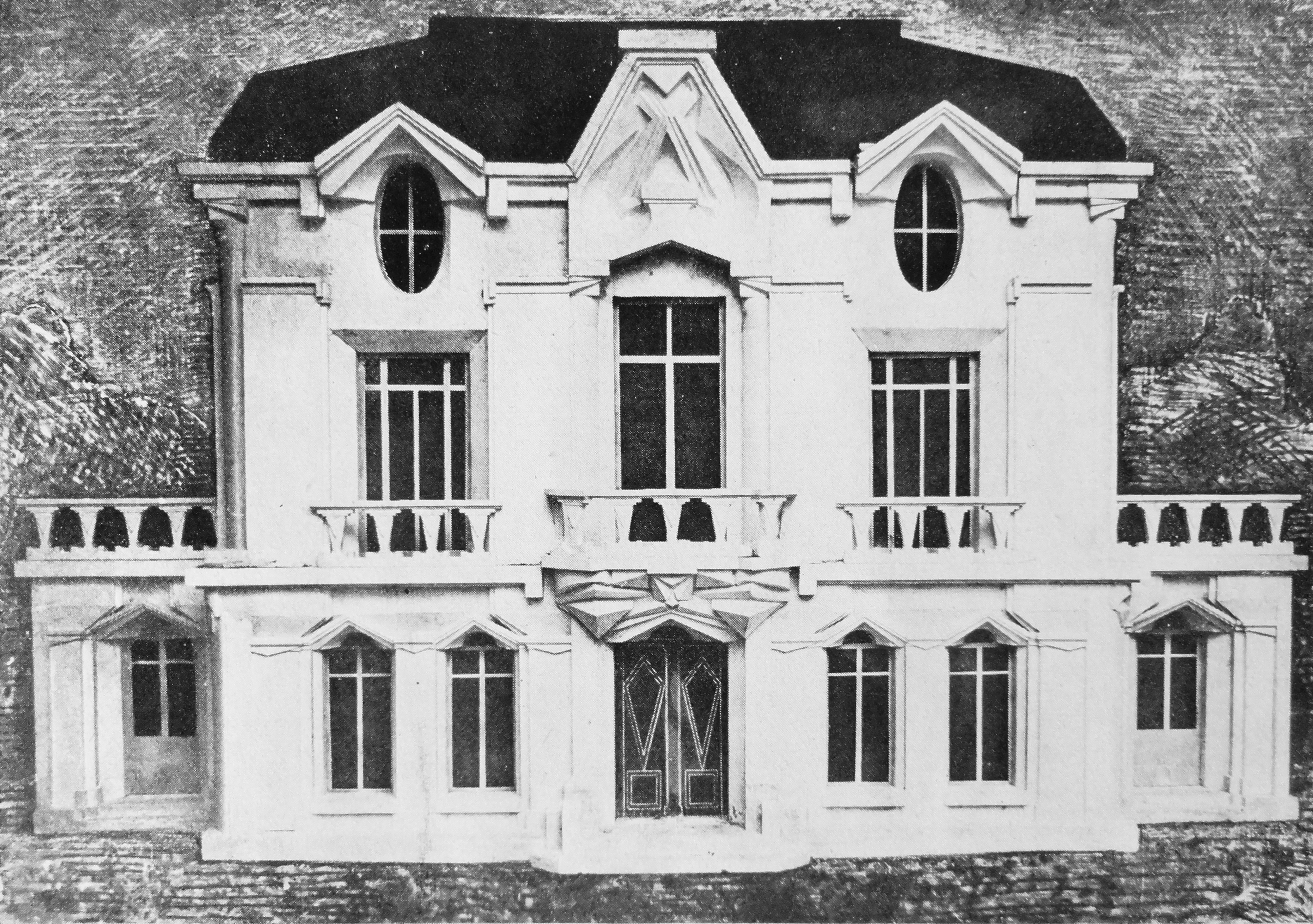
A Kubista Ház homlokzati terve, Raymond Duchamp-Christian Villon (1912)
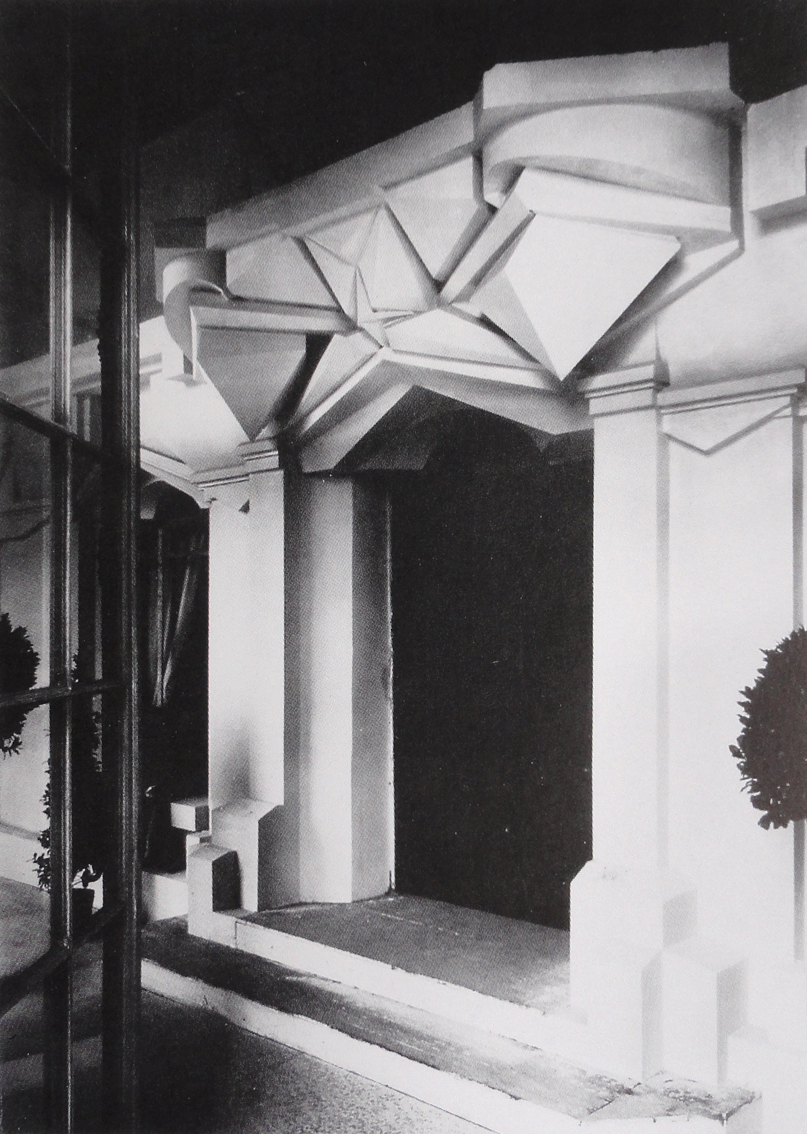
A Kubista Ház bejárata, (1912)
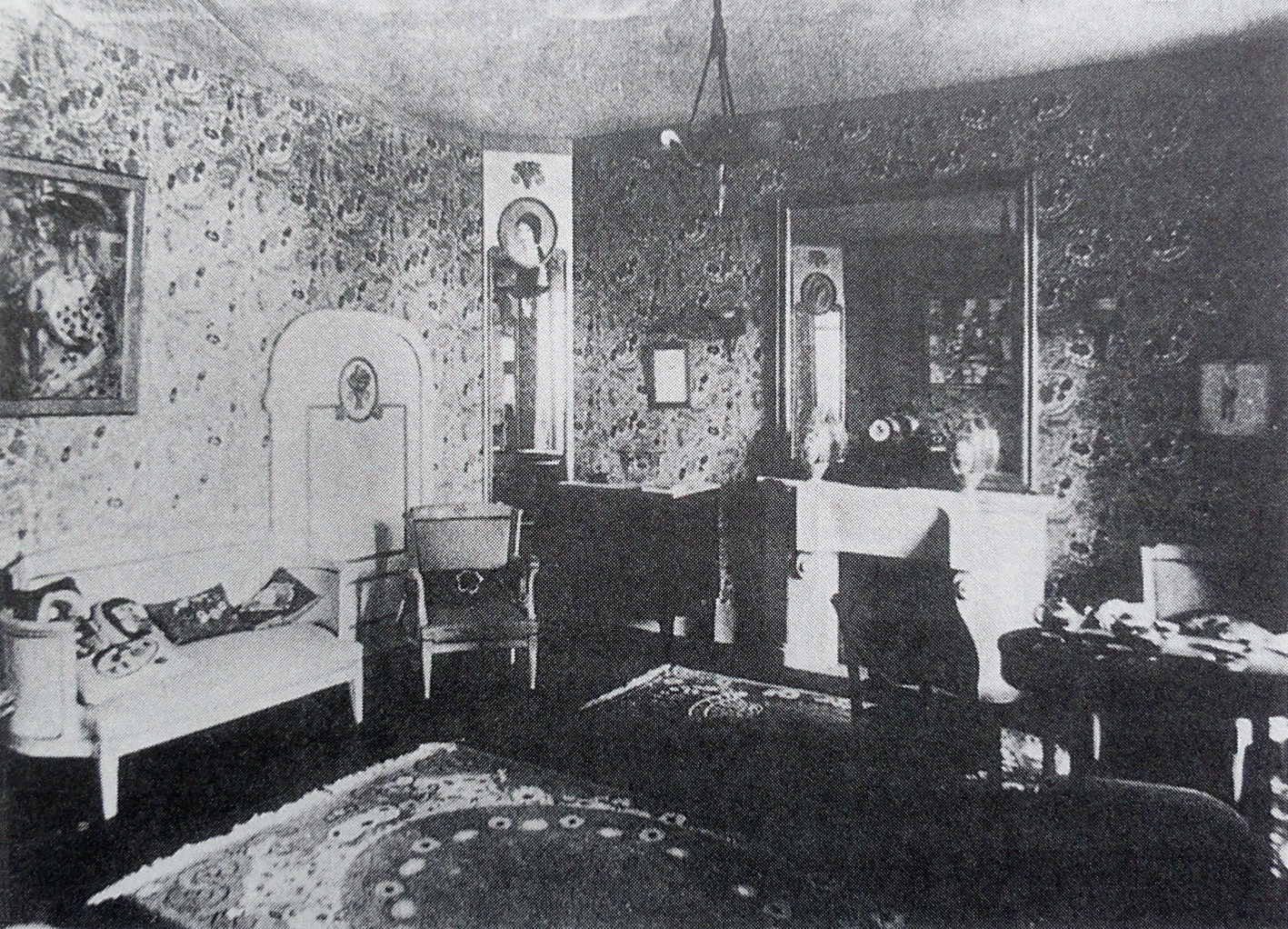
A Kubista Házba André Mare által tervezett Polgári szalon, a bal oldali falon Jean Metzinger Femme à l'Éventail c. festménye Salon d'Automne, 1912, Párizs

Az 1907 és 1912 között Franciaországban megjelent kubizmus hatással volt az art déco fejlődésére is. A kubistákat a formáknak azok geometriai lényegére való leegyszerűsítése érdekelte. 
Az 1912-ben a Section d’or kubista csoport munkái lényegesen befogadhatóbbak voltak egy szélesebb közönség számára, mint Pablo Picasso, Georges Braque analitikus kubista alkotásai. A kubista szókincsbe beszivárgott a divat, bútortervezés és a belsőépítészet témaköre is.

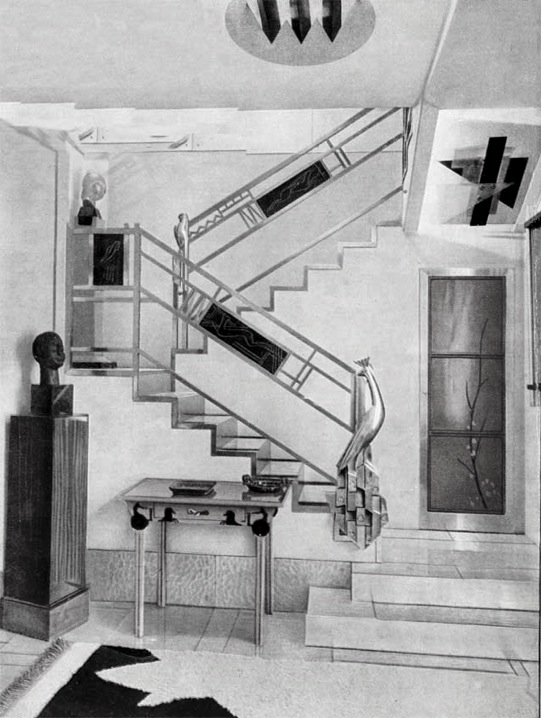
Csáky József által tervezett kubista lépcső

André Vera francia kert- és várostervező 1912-ben a L’Art décoratif iparművészeti folyóiratban megjelent Az új stílus c. kiáltványában kifejezetten elutasítja a szecessziós formákat. Írása felszólítás volt egy egyszerűbb, szimmetrikus, rendezettebben harmonikus irányzatra, ezek a jegyek végül is közösek az art décón belül; bár az idők során a stílusa gyakran rendkívül díszes volt, semmint egyszerű.
Az 1912-es Salon d’Automne (Őszi Szalon) iparművészeti részében a Kubista Ház építészeti installáció volt látható. A homlokzatot Raymond Duchamp-Villon tervezte, a belsőépítészeti kialakítás Louis Süe, André Mare cége, az Atlelier Français tervezésében készült. 
A Kubista Ház bútorozott installációjában több ezer néző tekinthette meg a teljes méretű modellt, melyben lépcsőház is volt kovácsoltvas korláttal, hálószoba, egy nappali – a Polgári Szalon –, a szalon falán Albert Gleizes, Jean Metzinger, Marie Laurencin, Marcel Duchamp, Fernand Léger és Roger de La Fresnaye festményeivel.
A ház Duchamp-Villon általi homlokzati terve nem volt túl radikális, a belső enteriőr sem, XVI. Lajos korát idéző székekkel, kanapéval, de kubizmushoz illő szögletesebb formai sajátossággal, a kubista elemeket inkább a festmények biztosították. Az építészeti installációt később kiállították 1913-ban az amerikai modern művészeti kiállítás (Armory Show) keretén belül New Yorkban, Chicagóban és Bostonban is.
Bár az art déco többfelé ágazott el, a kubista hatás folytatódott az art décón belül. Ennek egyik példája az 1927-ben Neuilly-sur-Seine-ben a Jacques Doucet francia divattervező és műgyűjtő felkérésére kialakított stúdióház, melynek tervezésében együttműködött több kubista művész, köztük Csáky József – a lépcsőt tervezte –, Jacques Lipchitz, Louis Marcoussis, Henri Laurens és egy másik magyar művész, Miklós Gusztáv.

## Hatások

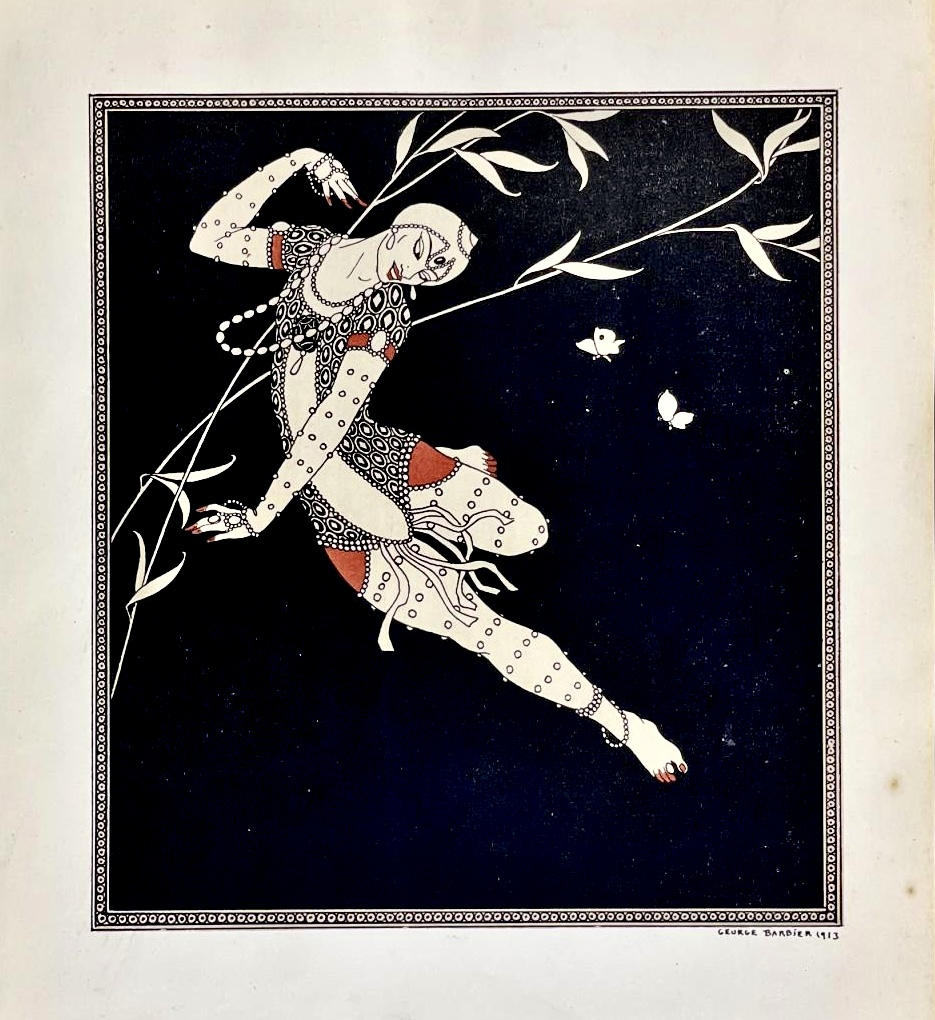
Az Orosz Balett egzotikussága szintén erősen hatott a korai art décóra. Georges Barbier 1913-ban Nyizsinszkijről készített rajza
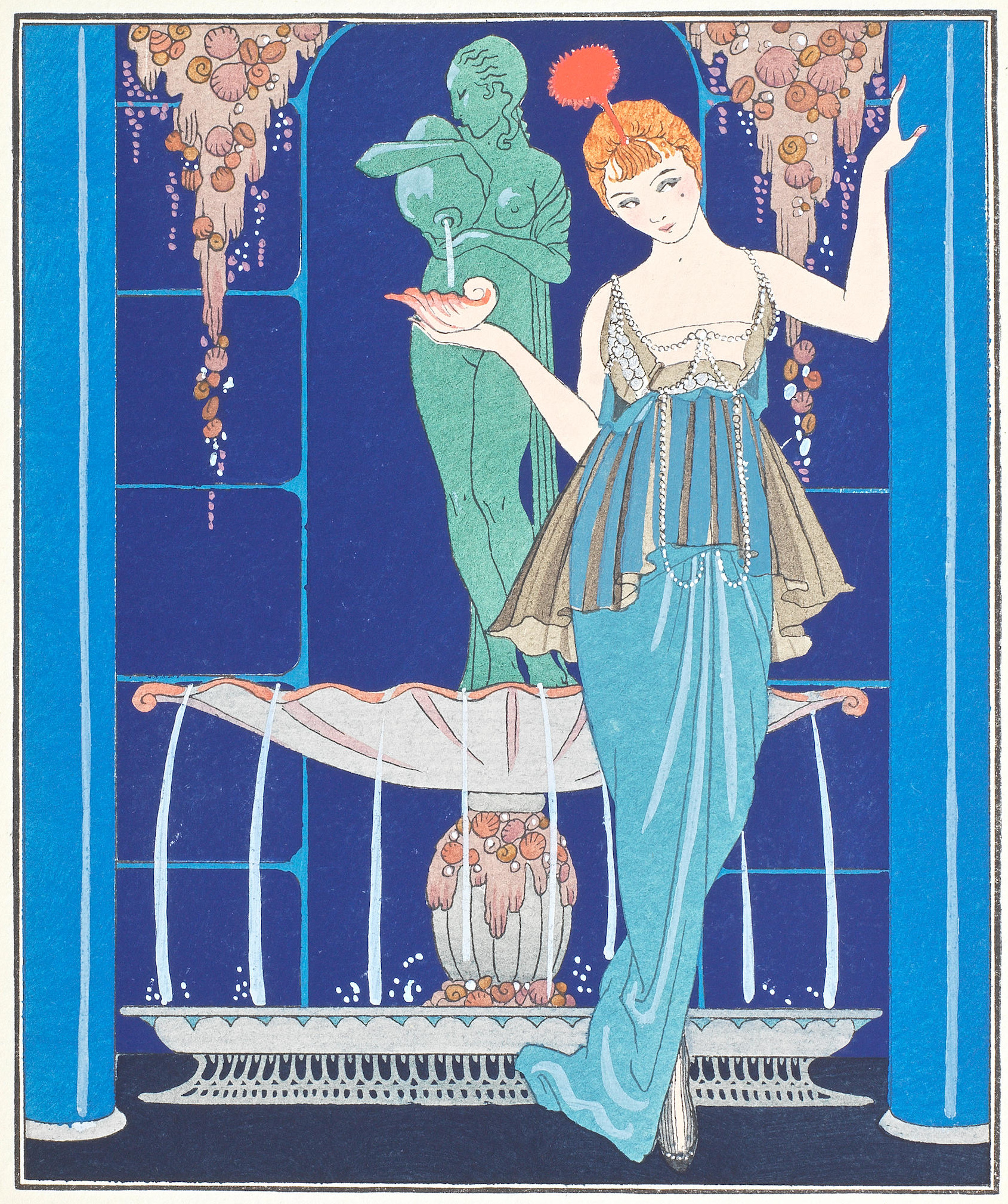
Georges Barbier illusztrációja egy Jeanne Paquin által tervezett ruha alapján (1914). A korai art déco jellemzői többek között a stilizált virágmotívumok és az élénk színek
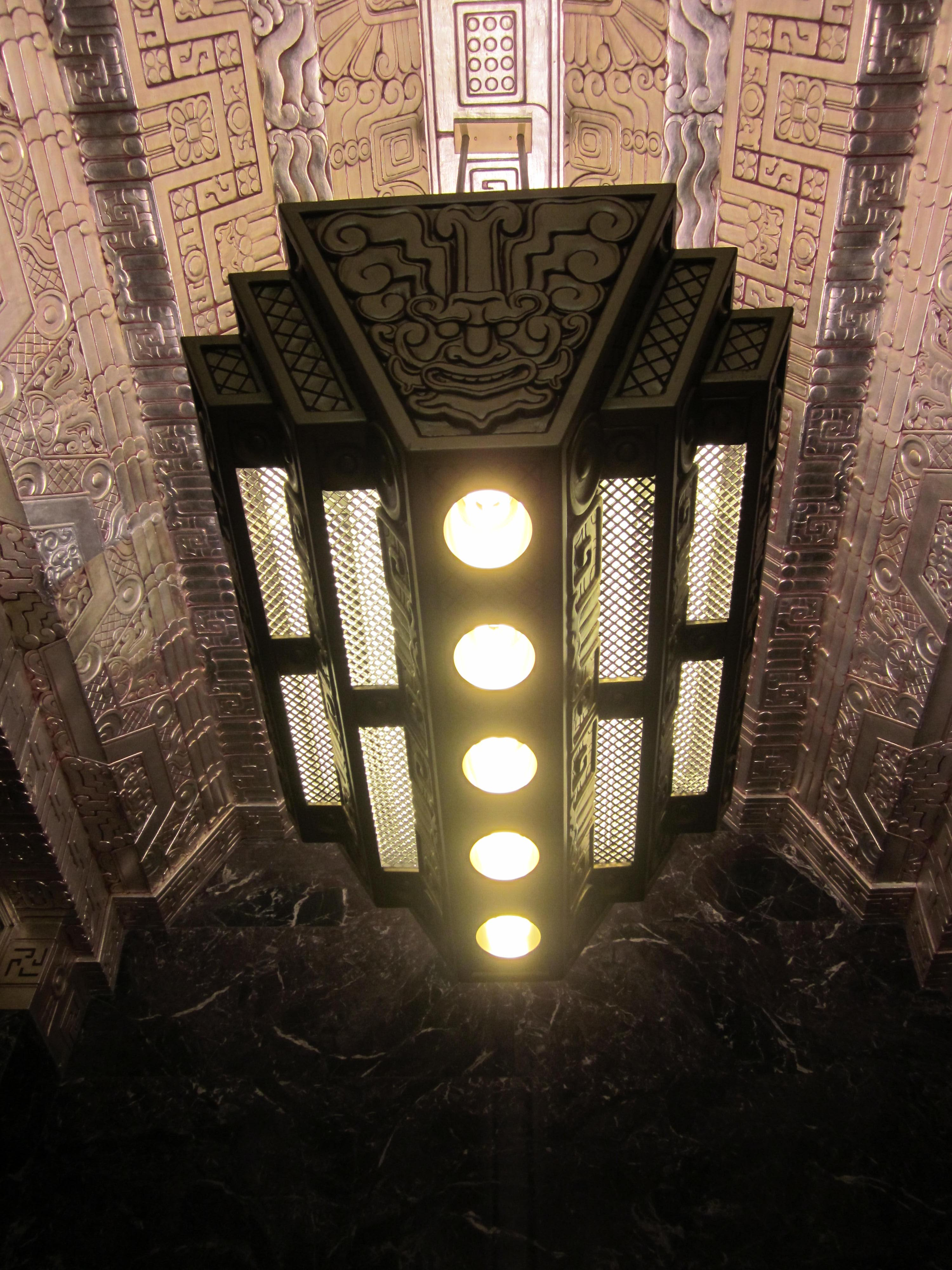
Timothy Pflueger által tervezett épület előcsarnokának maja hatásokat mutató mennyezete (1929)
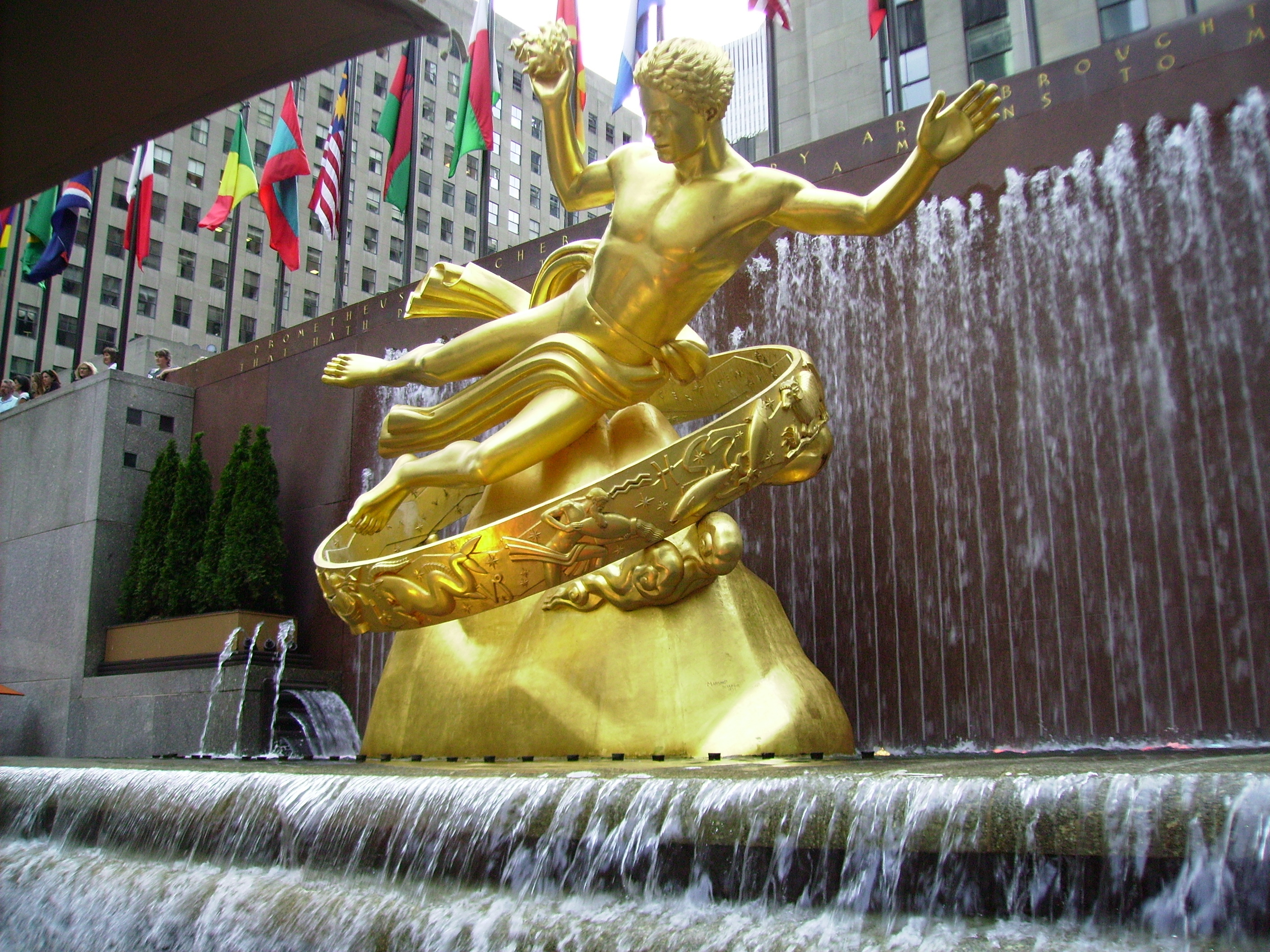
Paul Manship Prométheusz bronzszobra a Rockefeller Centerben, a klasszikus hatások stilizált átvételének példája (1934)
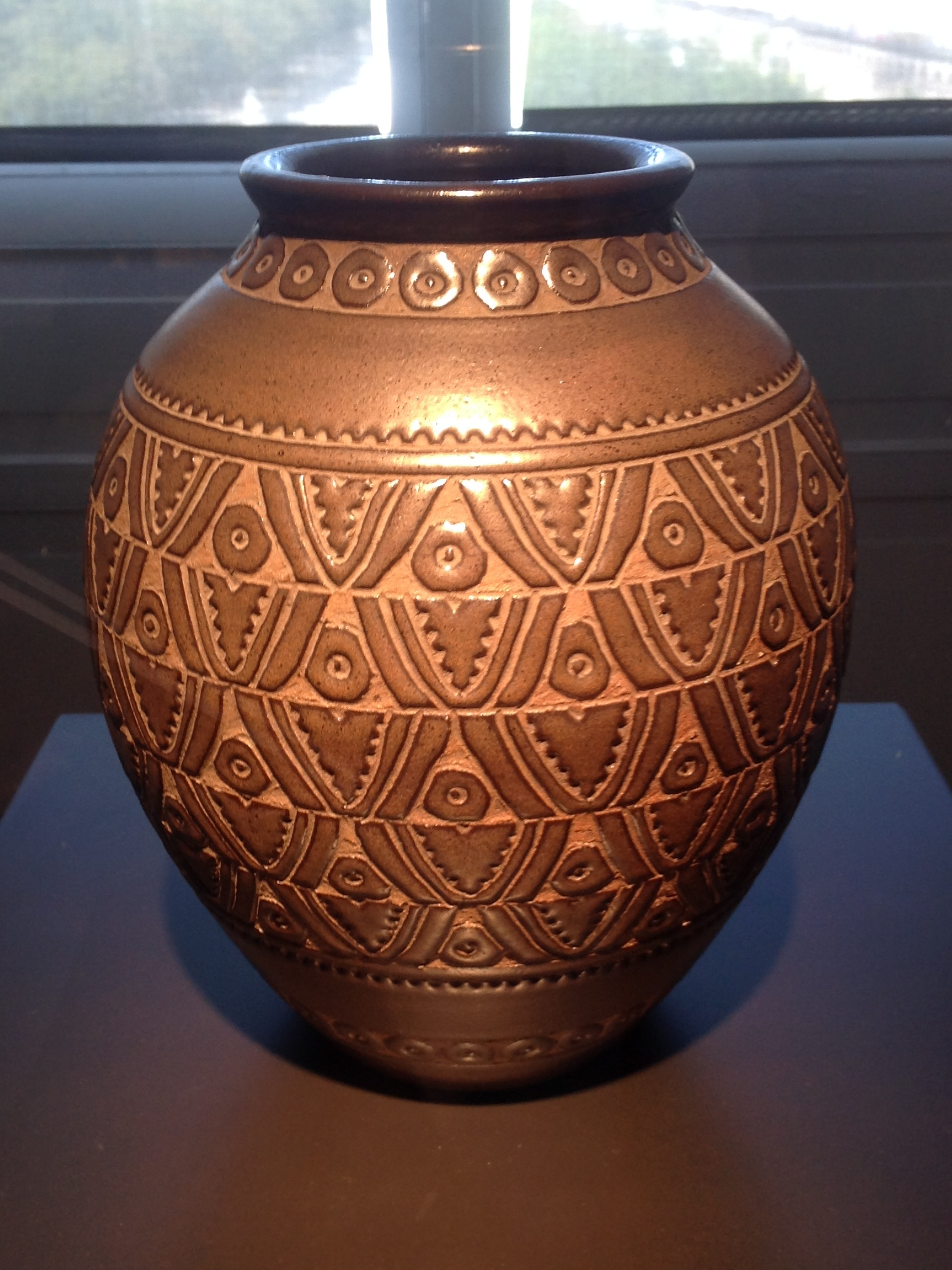
Kerámiaváza afrikai faszobrok motívumaival Emile Lenoble, Iparművészeti Múzeum, Párizs (1937)

Az art déco valójában nem volt egységes irányzat, hanem különböző, néha egymással ellentétes stílusok összessége. Az építészetben az 1895-től Európában virágzó szecesszió, valamint a historizáló építészet utáni és azokkal szembeforduló irányzatnak tekinthető. 1905-ben úttörője, Eugène Grasset Méthode de Composition Ornementale, Éléments Rectilignes c. művében részletesen elemzi a geometrikus elemek lehetőségét mind a forma, mind az ornamentika motivikus variációi mentén, egyúttal el is távolodva az addig kedvelt francia szecessziós építészettől, amelynek jelentős képviselője Hector Guimard volt. Grasset kihangsúlyozta, hogy az egyszerű geometriai formák, mint a háromszög vagy a négyzet, a kompozíciós technika alapvető elemei. Két francia építész, Auguste Perret és Henri Sauvage vasbeton épületei, valamint az első art déco épület, a Theatre des Champs-Elysees jelentette az új stílusirányzat nyitányát az építészetben, melynek új formai konstrukcióját a világban többfelé követték.
A díszítőművészet terén számos eltérő stílus elemeit kölcsönözte az art déco. Így a premodern művészet egzotikuma a világ minden tájáról hatott rá, beleértve a közel-keleti ókori művészetet, a távol-keleti művészetet, a japonizmust, Kína hatását, a törzsi Afrika művészetét, az indián kultúrákat, amelyek alkotásai megtekinthetők voltak a francia múzeumokban. De a régészeti ásatások során feltárt leletek is hatással voltak rá, akár a pompeii, trójai, vagy Tutanhamon sírhelyéből 1922-ben feltárt leletek. Az art déco művészei az ókori egyiptomi, mezopotámiai, görög, latin-amerikai és óceániai hatásokat integrálták az ipari kor elemeivel.
Más irányzatok stílusjegyeit is magába olvasztotta: az orosz konstruktivizmust, az olasz futurizmust, továbbá az orfizmust, a funkcionalizmust és a modernizmust is. Az élénk, kontrasztos színeket a fauvizmusból vették át, Henri Matisse és André Derain hatására az art déco textíliáin, tapétáin, festett kerámiáin jelentek meg. A kor divatos díszítőelemei a geometrikus vonalvezetés, a cikkcakk vagy akár virágminták lettek. 1925-től az új technikai eszközök – óceánjárók, autók, repülők – megjelenése és az ezek iránti szenvedélyes érdeklődés is formálta az új stílusjegyeket, mely 1930 körülre megszülte az új, áramvonalas stílust, a streamline modernt.

## Luxus és a modernitás stílusa

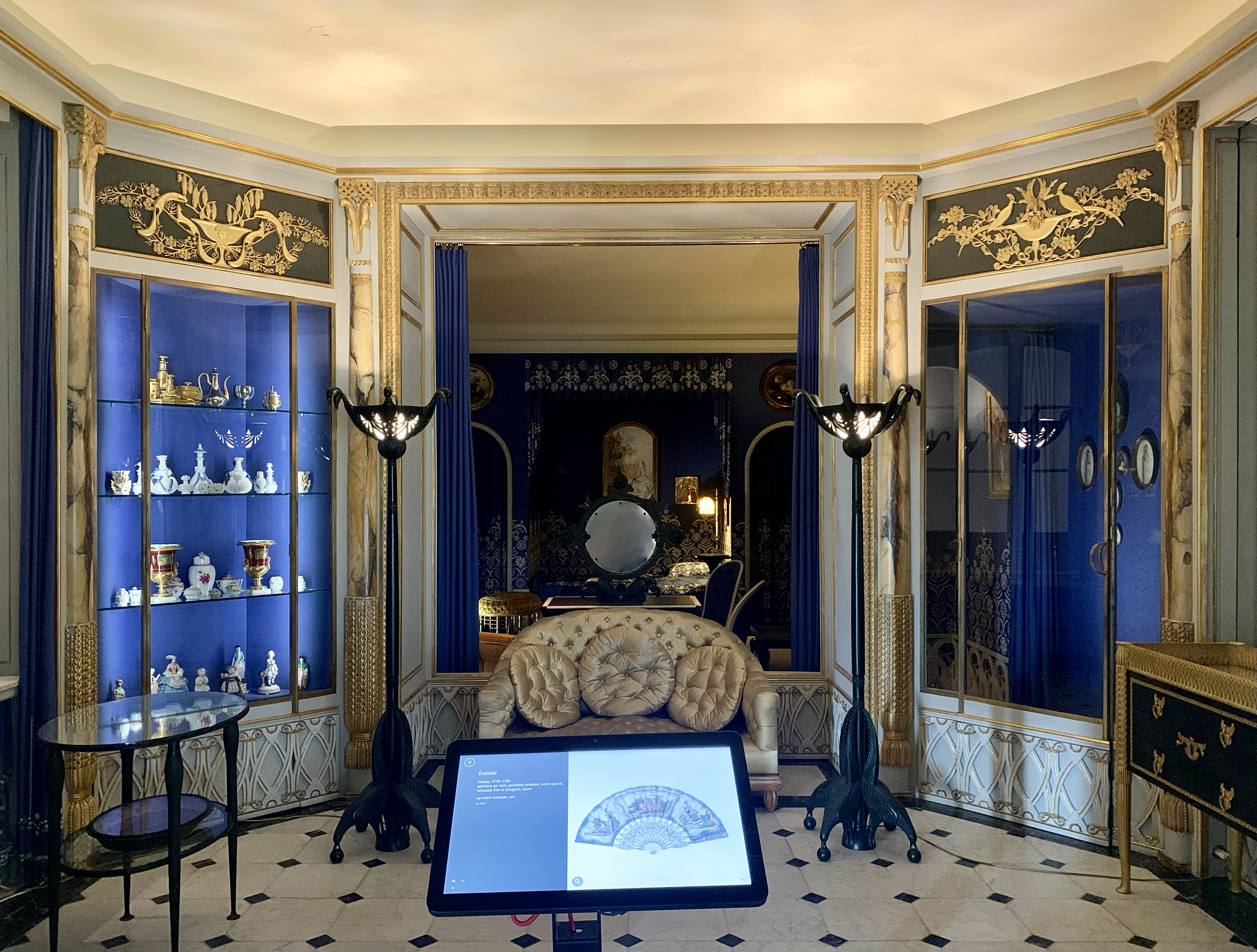
Jeanne Lanvin divattervező budoárja (1922–25), Iparművészeti Múzeum, Párizs
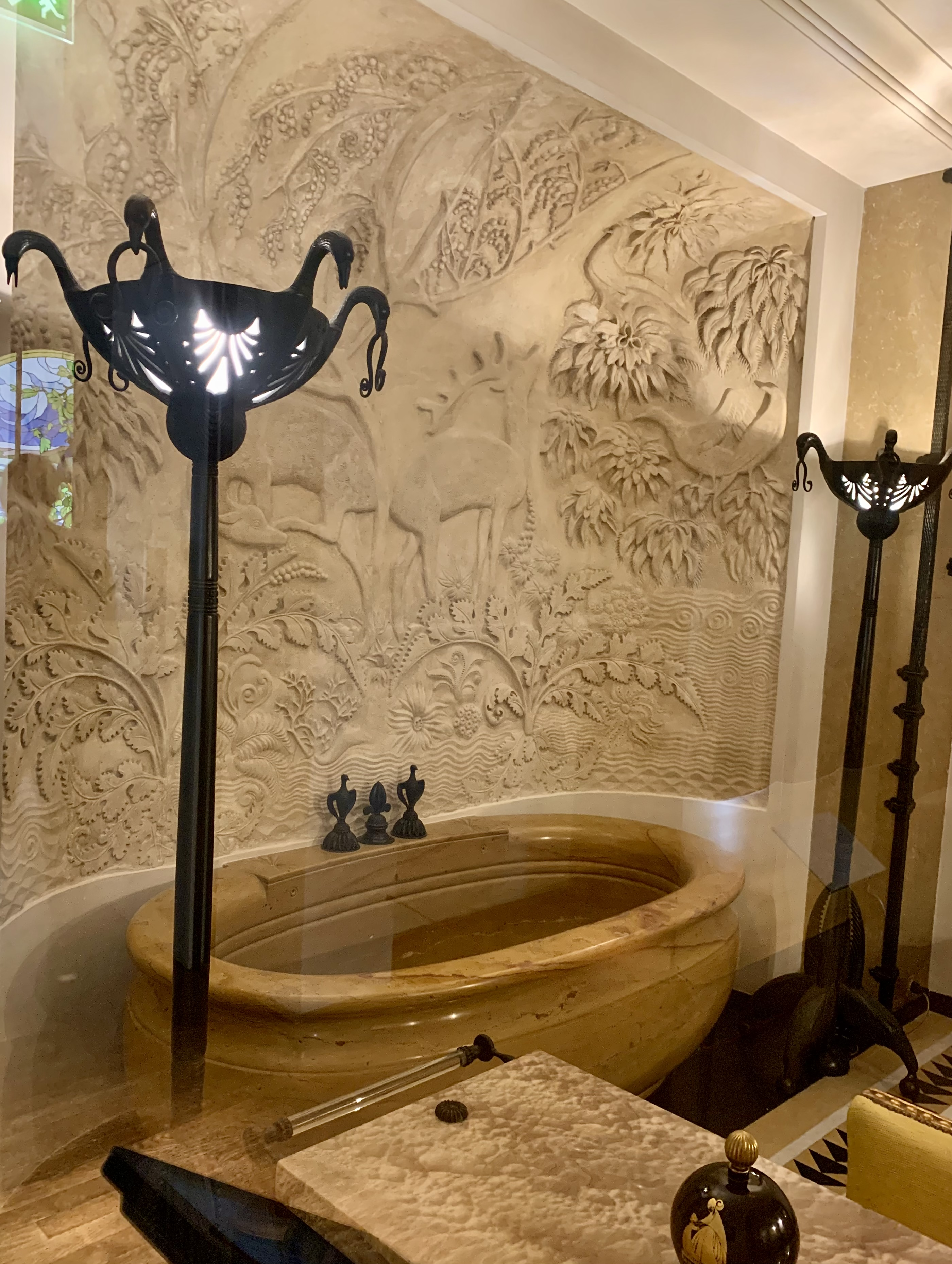
Jeanne Lanvin fürdőszobája, márvány, a dekoráció faragott stukkó és bronz (1922–25)
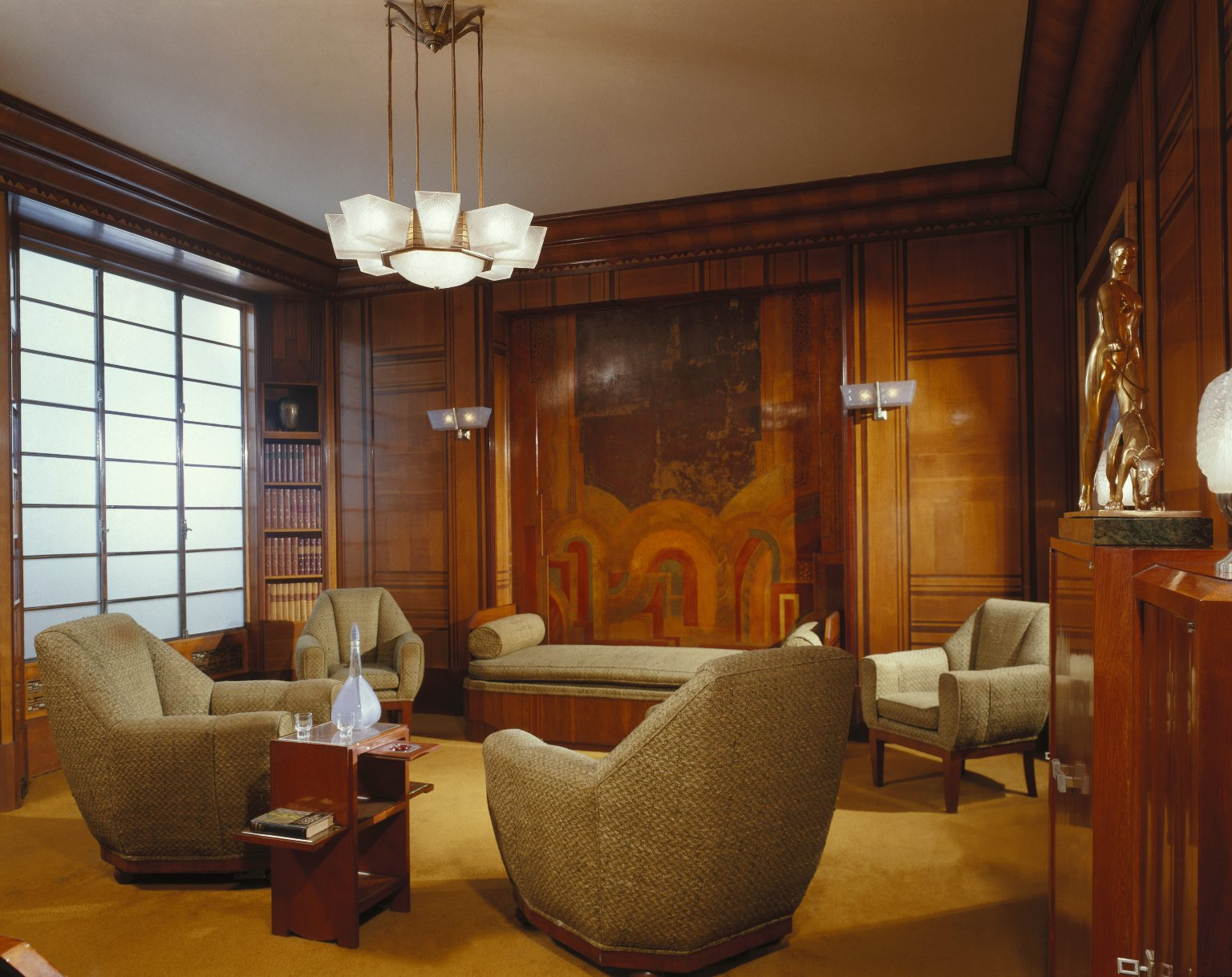
A párizsi design cég, az Alavoine által tervezett szalon (1928–30), Brooklyn Museum
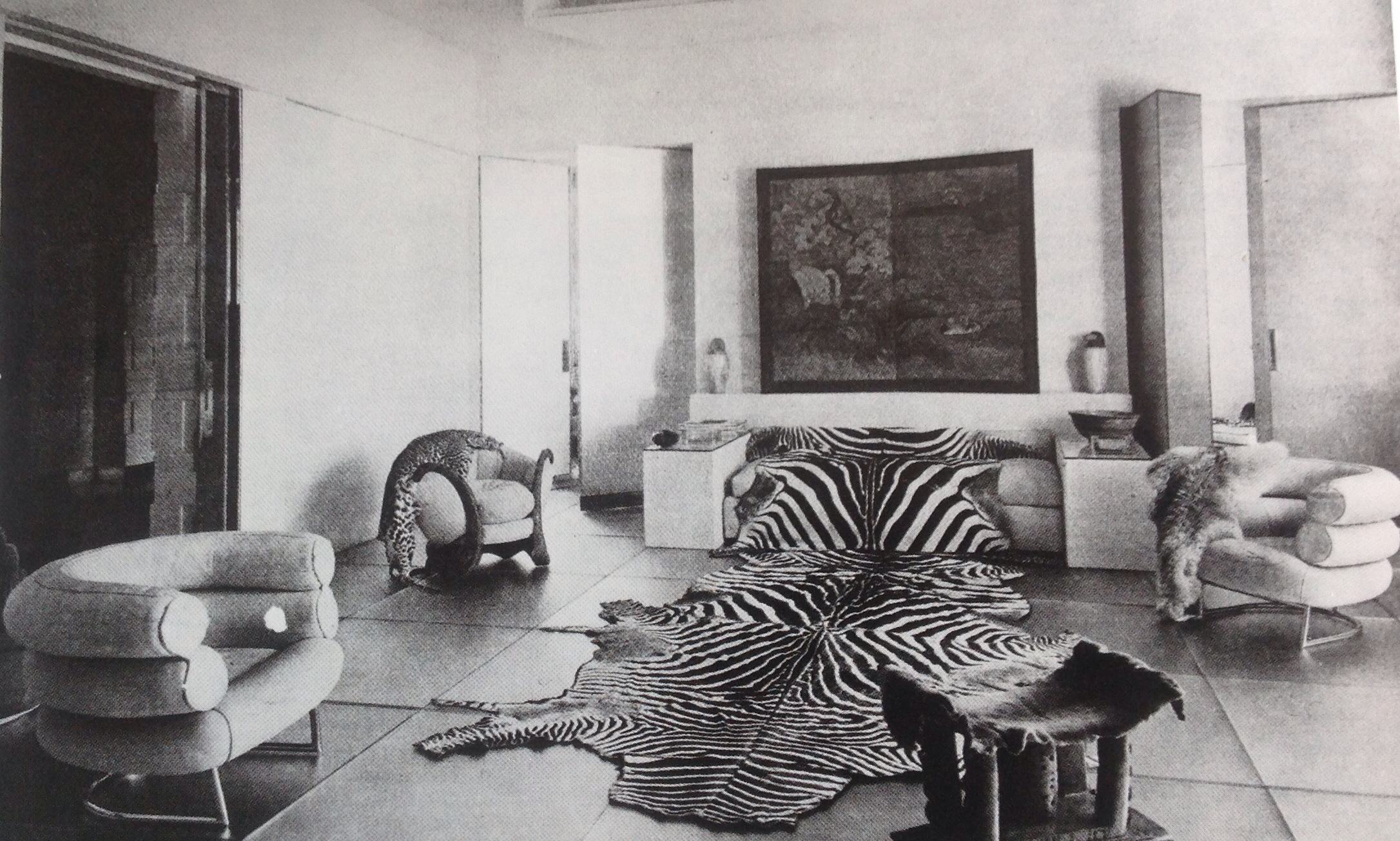
Paul Ruaud által tervezett Üveg Szalon (Le salon de verre), 1922, Párizs, 9, rue de Lota

Az art décót a luxussal és modernitással kapcsolták össze, a drága anyagok, a tökéletes kivitelezés és modern formák jellemezték. Art déco bútorokat akár elefántcsonttal és ezüsttel is díszítettek, az ékszereket gyémánttal, platinával kombinálták, az óceánjárók elsőosztályú kabinjait, a deluxe vonatokat, a felhőkarcolók belsőterét art déco stílusban rendezték be. Később, a nagy gazdasági világválság után a stílus némileg leegyszerűsödött, de még mindig extravagáns maradt, ennek egyik példája az 1932-ben Paul Ruoud lakberendező tervei szerint kialakított Üveg Szalon.

## Az 1925-ös párizsi világkiállítás

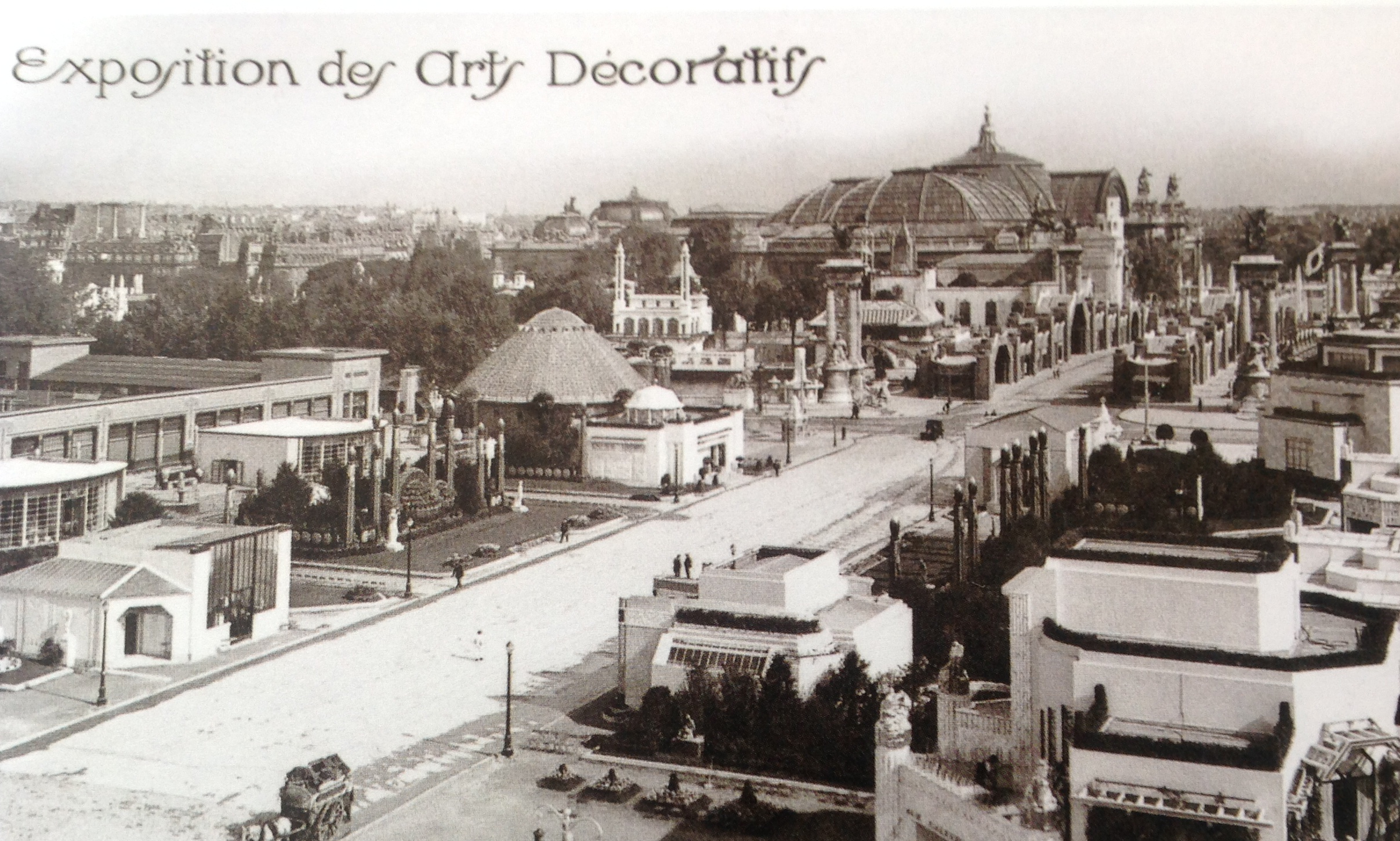
Egy képeslap a kiállításról (1925)
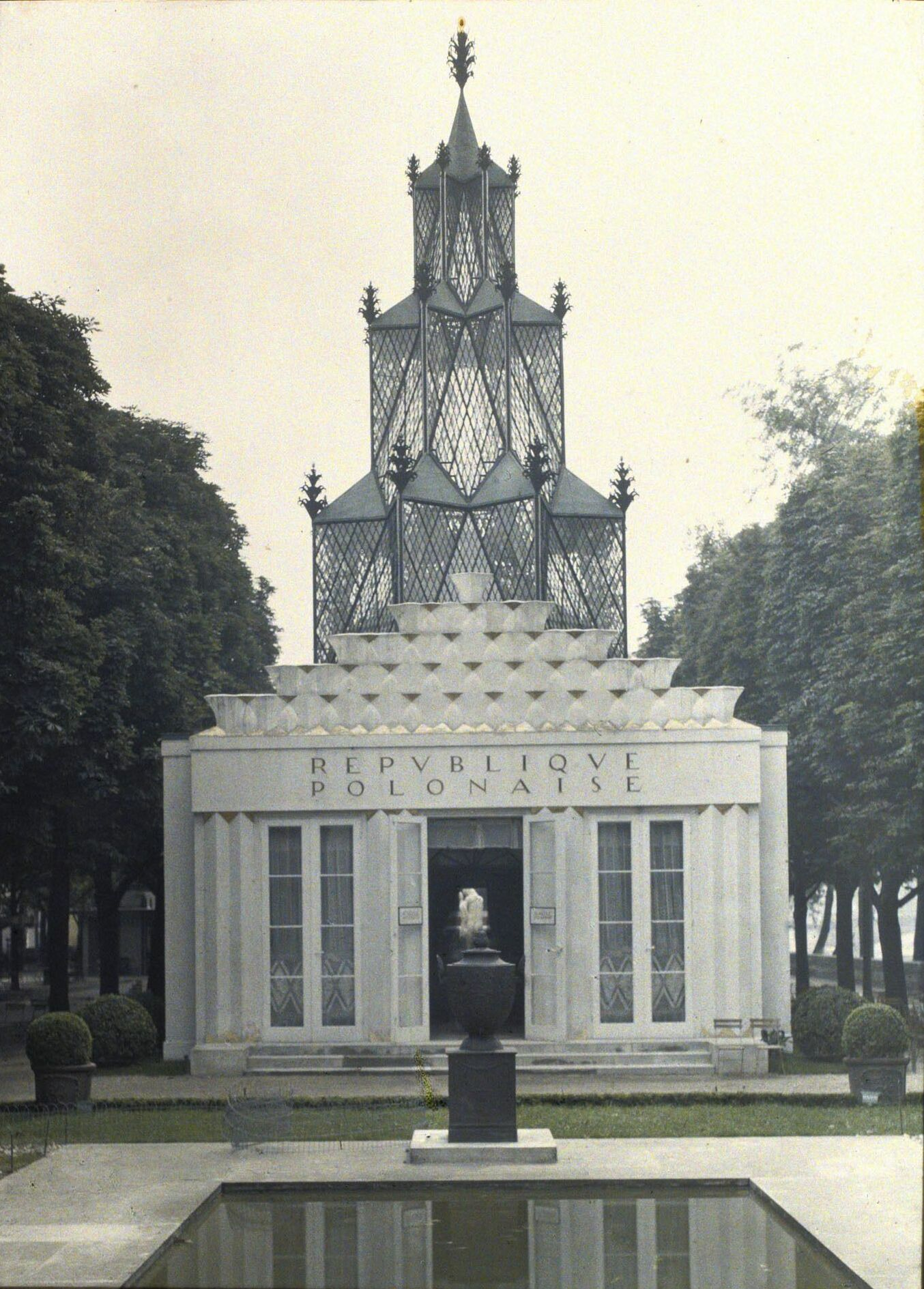
A Lengyel pavilon Párizsban (1925)
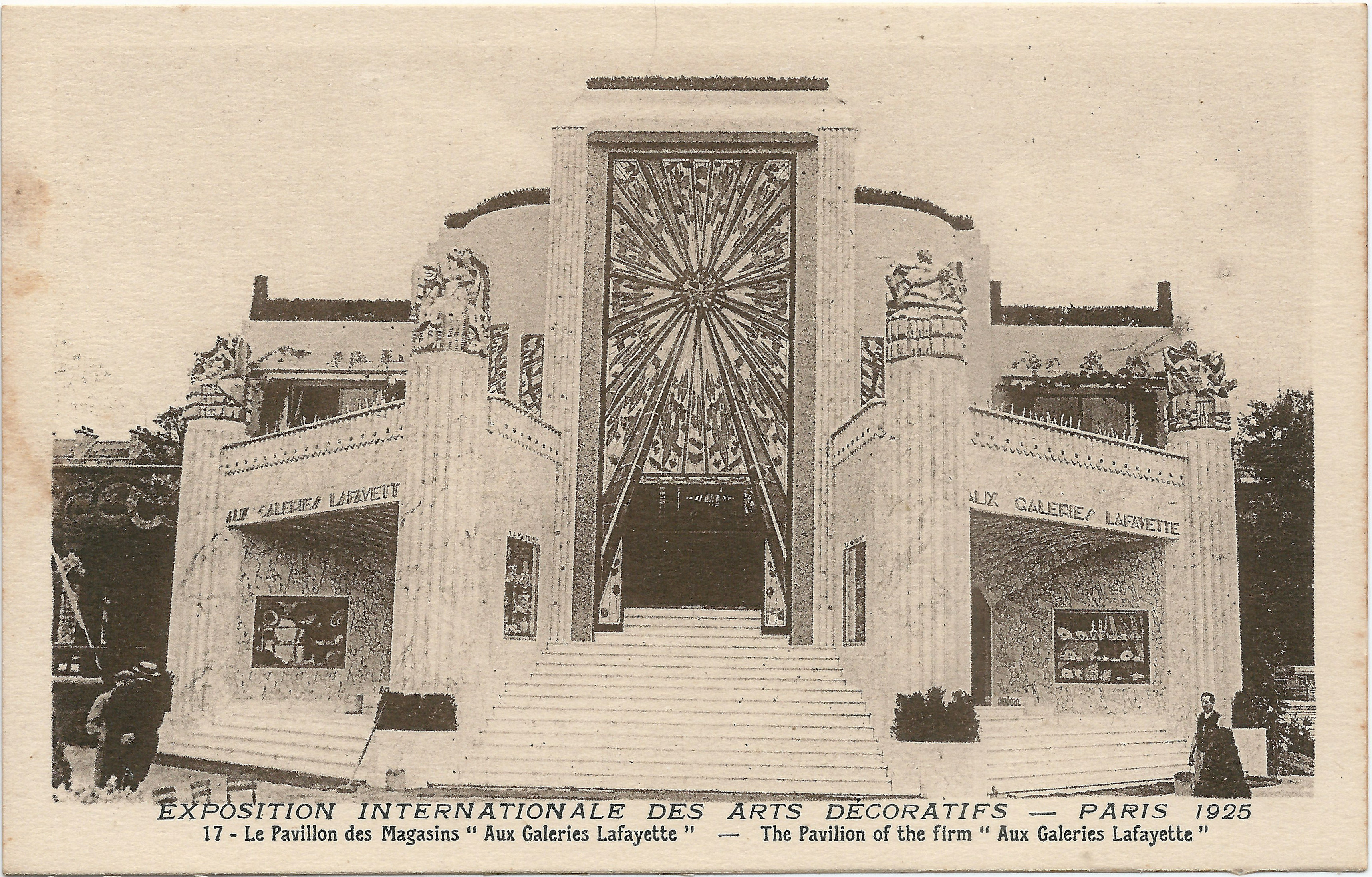
A Lafayette áruház pavilonja, 1925
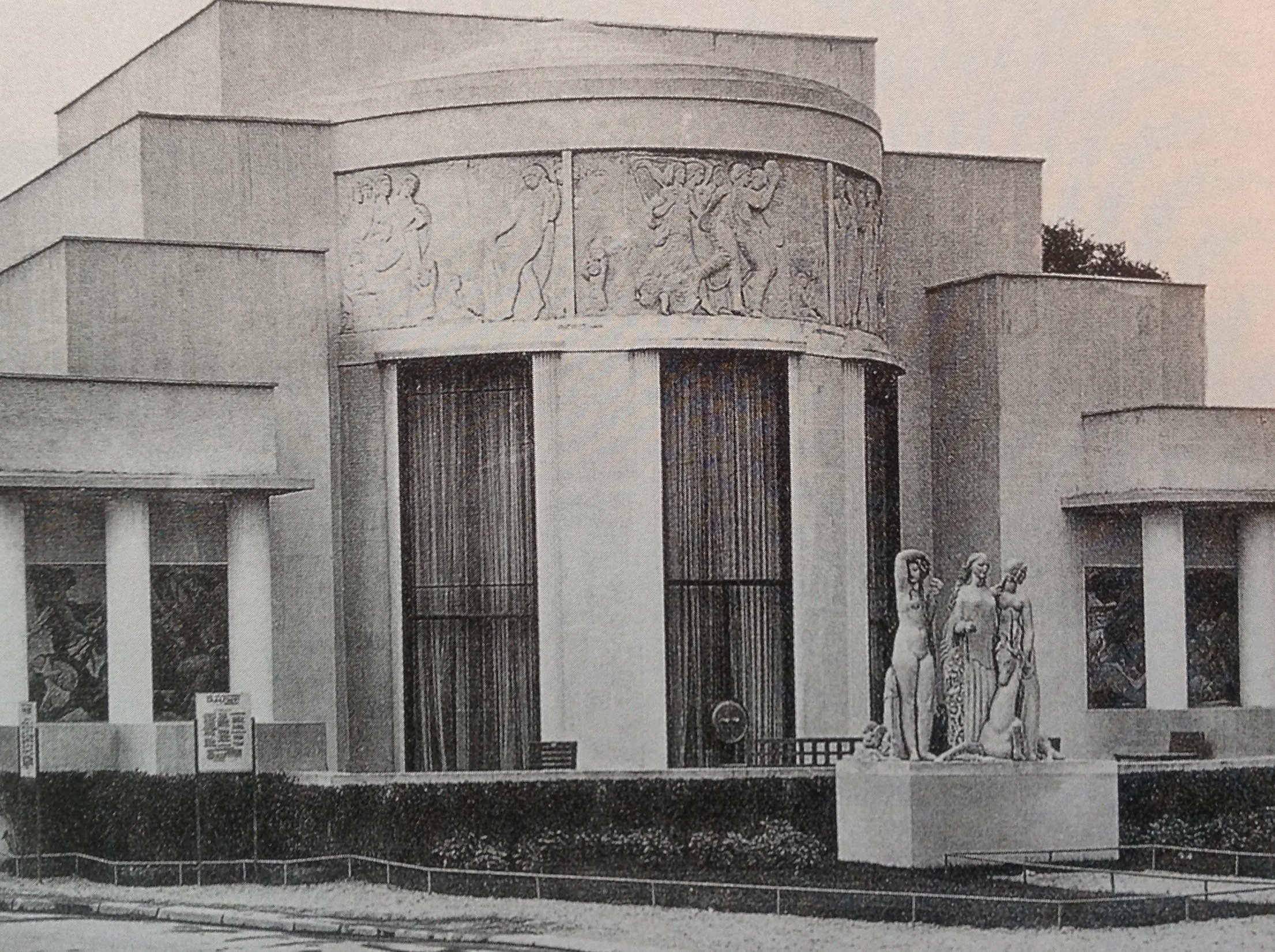
Az Hotel du Riche Collectionneur, az Émile-Jacques Ruhlmann bútorgyártó cég pavilonja
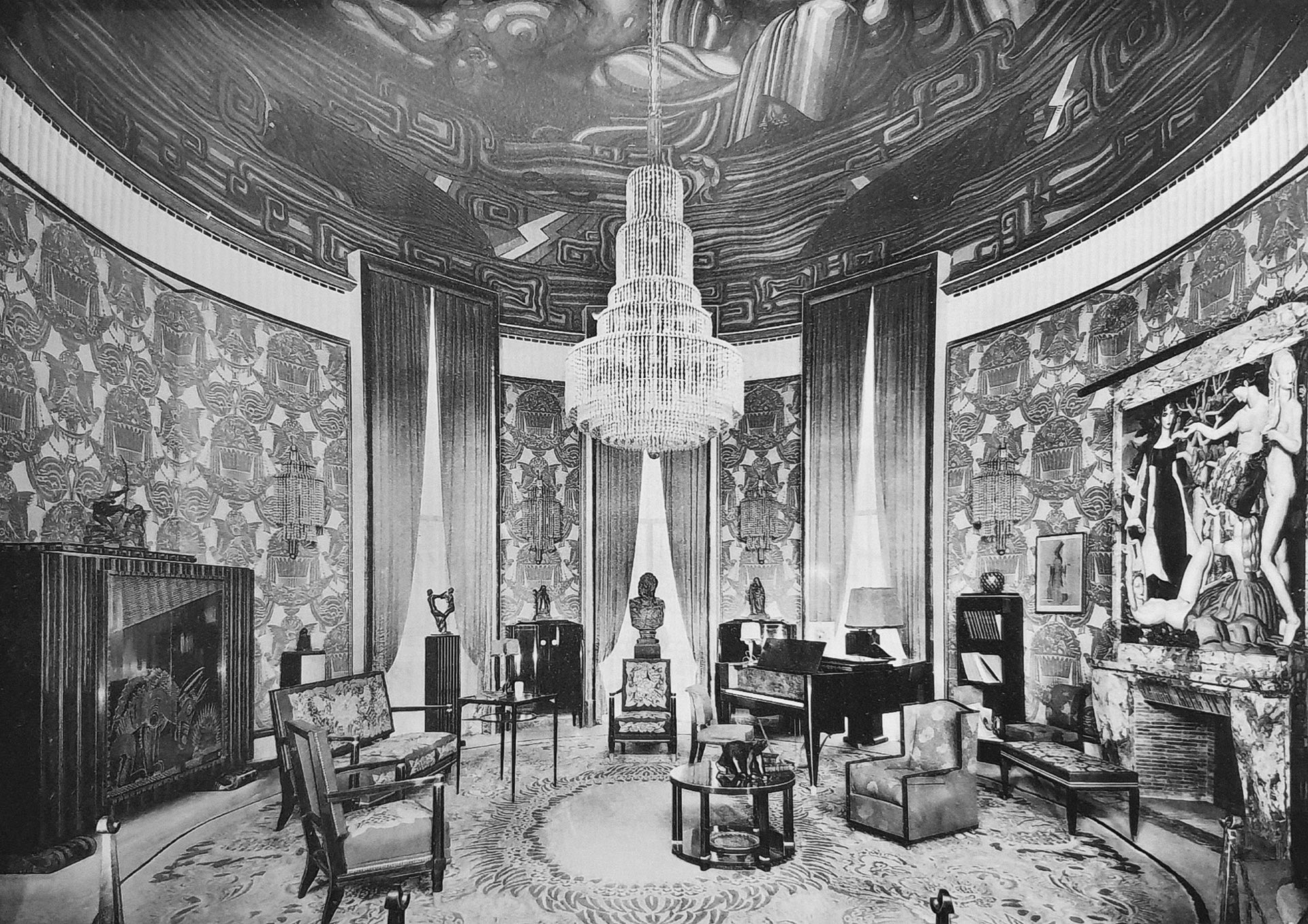
Az Hôtel du Riche Collectionneur szalonja, a bútorokat Émile-Jacques Ruhlmann tervezte, a festmények Jean Dupas alkotásai

Az 1925 áprilisa és októbere között, Párizsban, a Szajna két partján 55 hektárnyi területen megrendezett, a francia kormány által támogatott világkiállítás (Exposition internationale des arts décoratifs et industriels modernes) az art déco csúcsa volt. Húsz különböző országból 15 000 kiállító vett részt, köztük Anglia, Olaszország, Spanyolország, Lengyelország, Csehszlovákia, Belgium, Japán, valamint az új Szovjetunió, bár Németországot szándékosan későn hívták meg, az Egyesült Államok pedig félreértés miatt visszautasította a részvételt. Magyarország anyagi okok miatt nem képviseltette magát, bár pavilonját Maróti Géza megtervezte. A kiállításnak tizenhatmillió látogatója volt, fő célja a francia luxus bútor, porcelán, üveg, fém, textil, illetve egyéb dekorációs termékek támogatása volt, valamint a párizsi áruházak és tervezőik alkotásainak bemutatása. A kiállítás lezárulásával a kiállított anyag világkörüli bemutatóútra ment, köztük az Egyesült Államokba, így vált az art deco a felhőkarcoló-építkezési lázban élő USA-ban is népszerűvé.

## Késő art déco

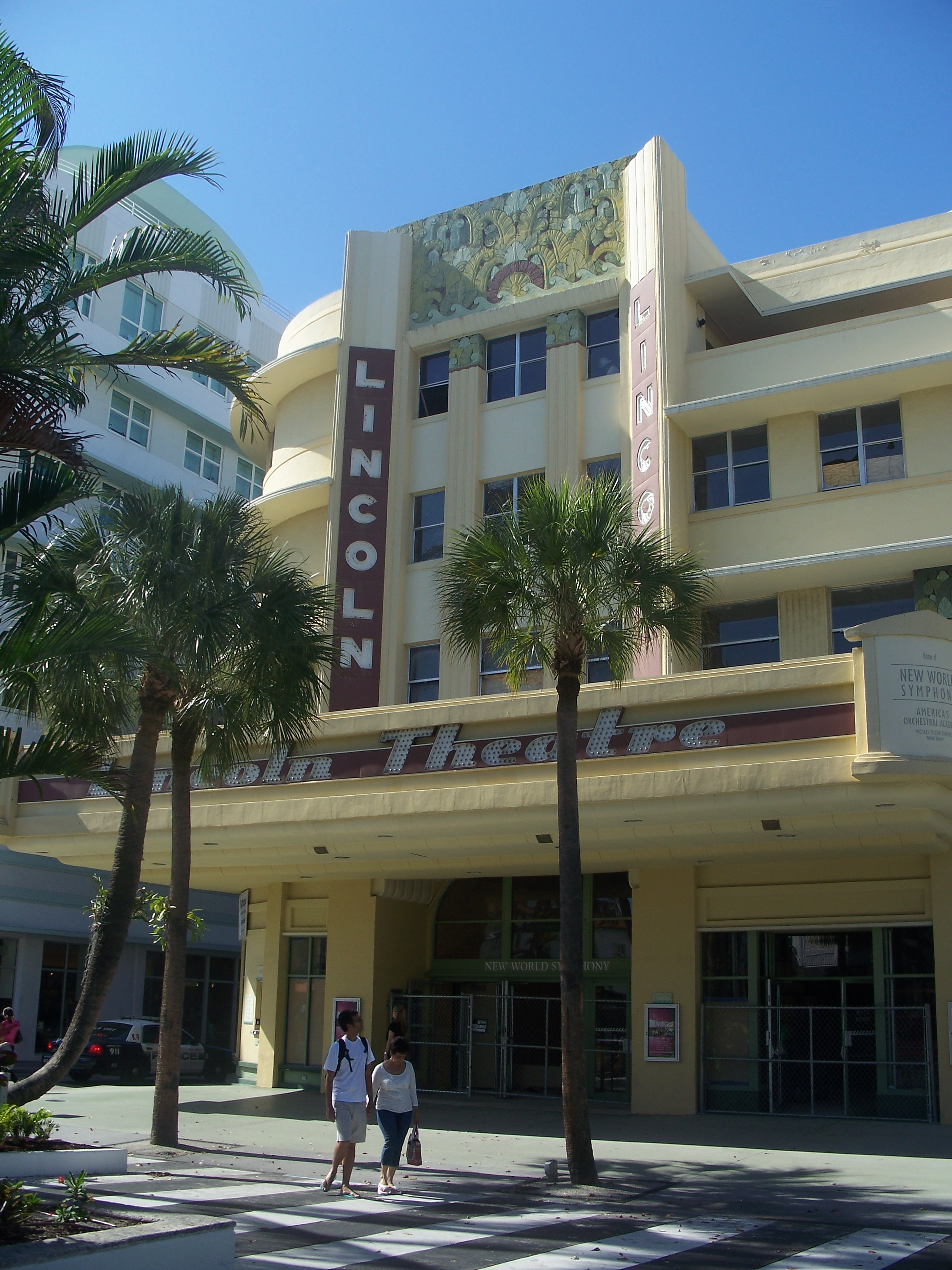
Lincoln Színház, Miami Beach, Florida, Thomas W. Lamb (1936)
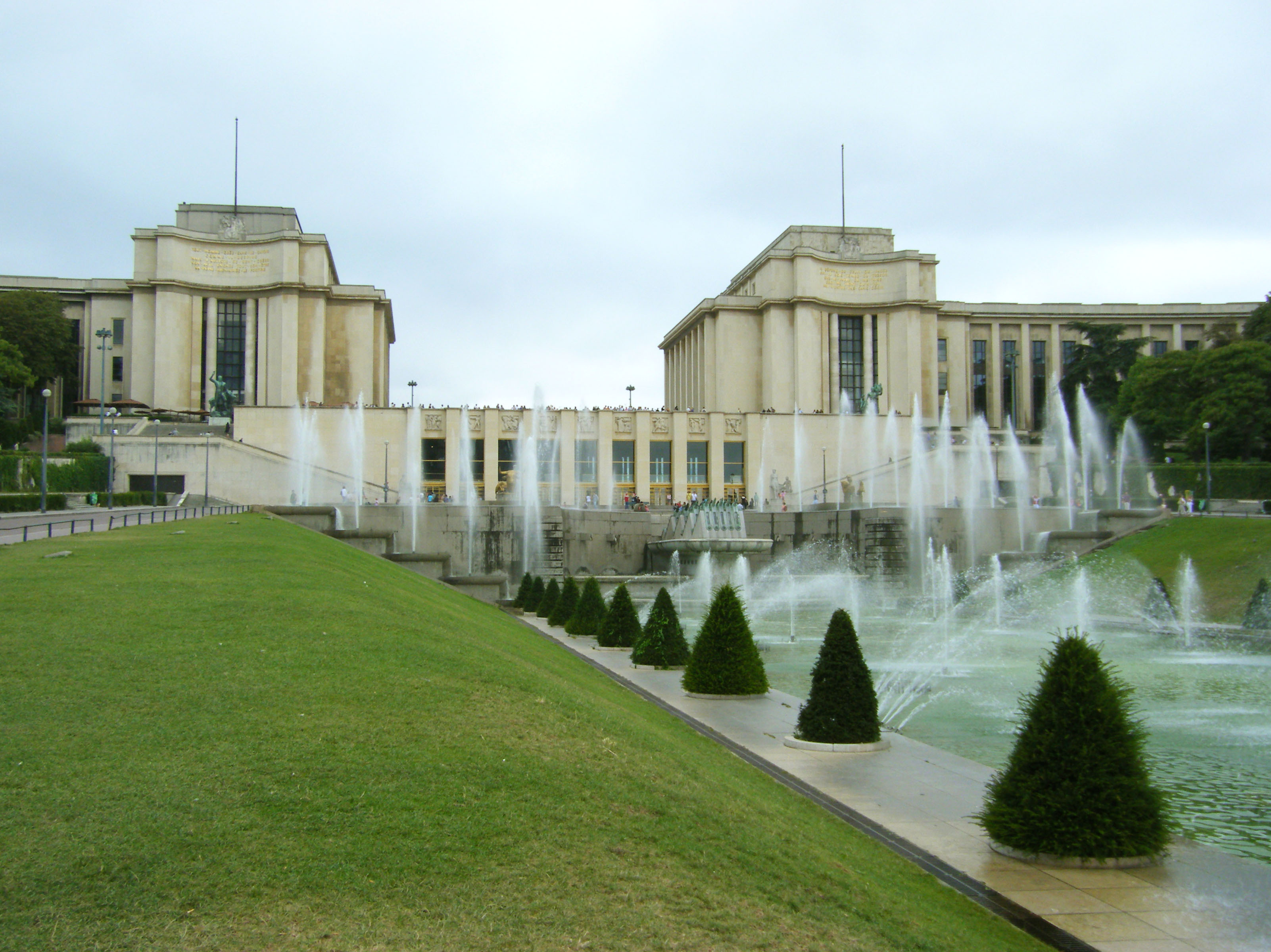
A Palais de Chaillot, az 1937-es Párizsi Világkiállításra Louis-Hippolyte Boileau, Jacques Carlu és Léon Azéma tervezte
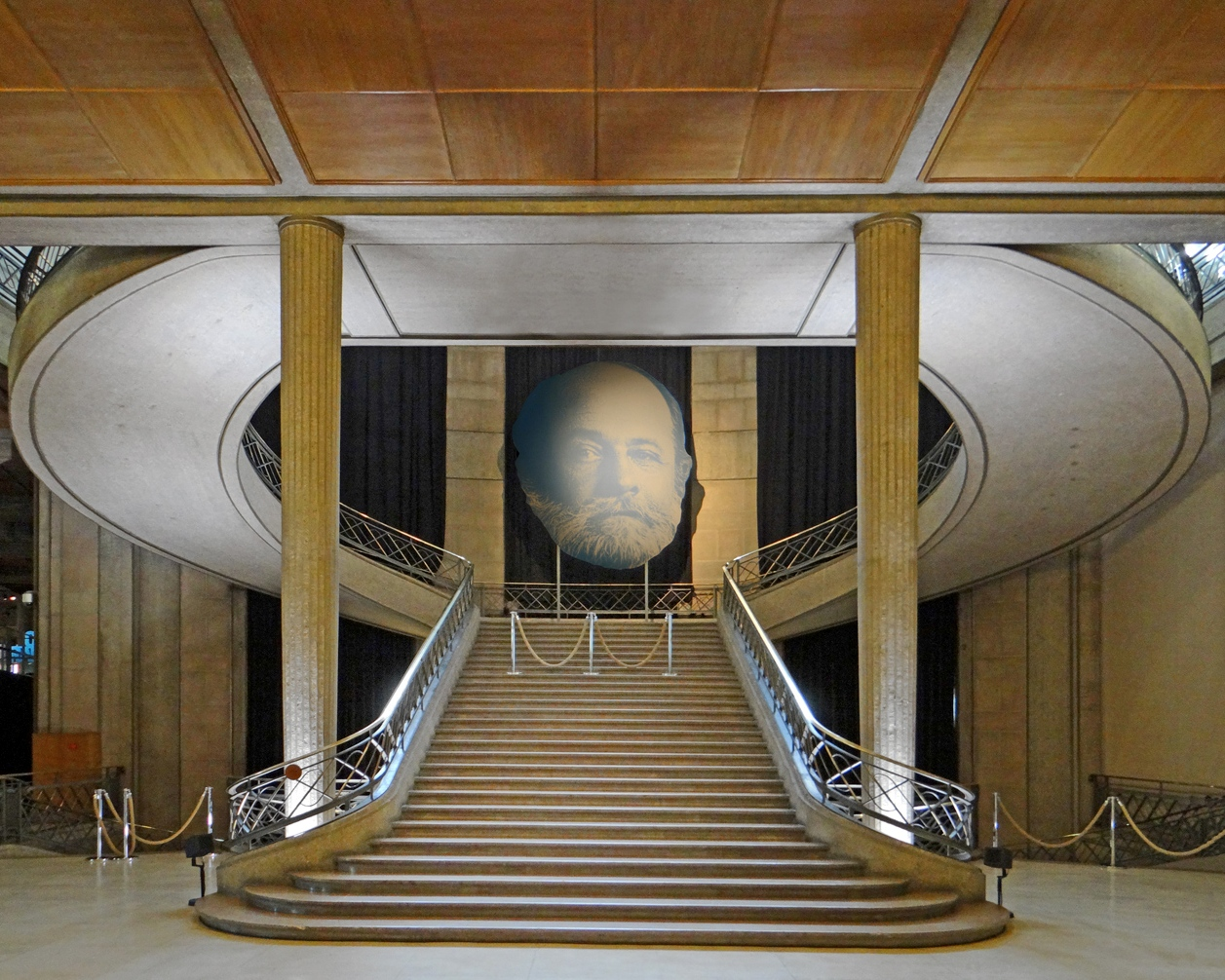
A Francia Társadalmi-Gazdasági Tanács székházának lépcsőfeljárója, Párizs, eredetileg az 1937-es Párizsi Világkiállításra tervezte Auguste Perret (1937)
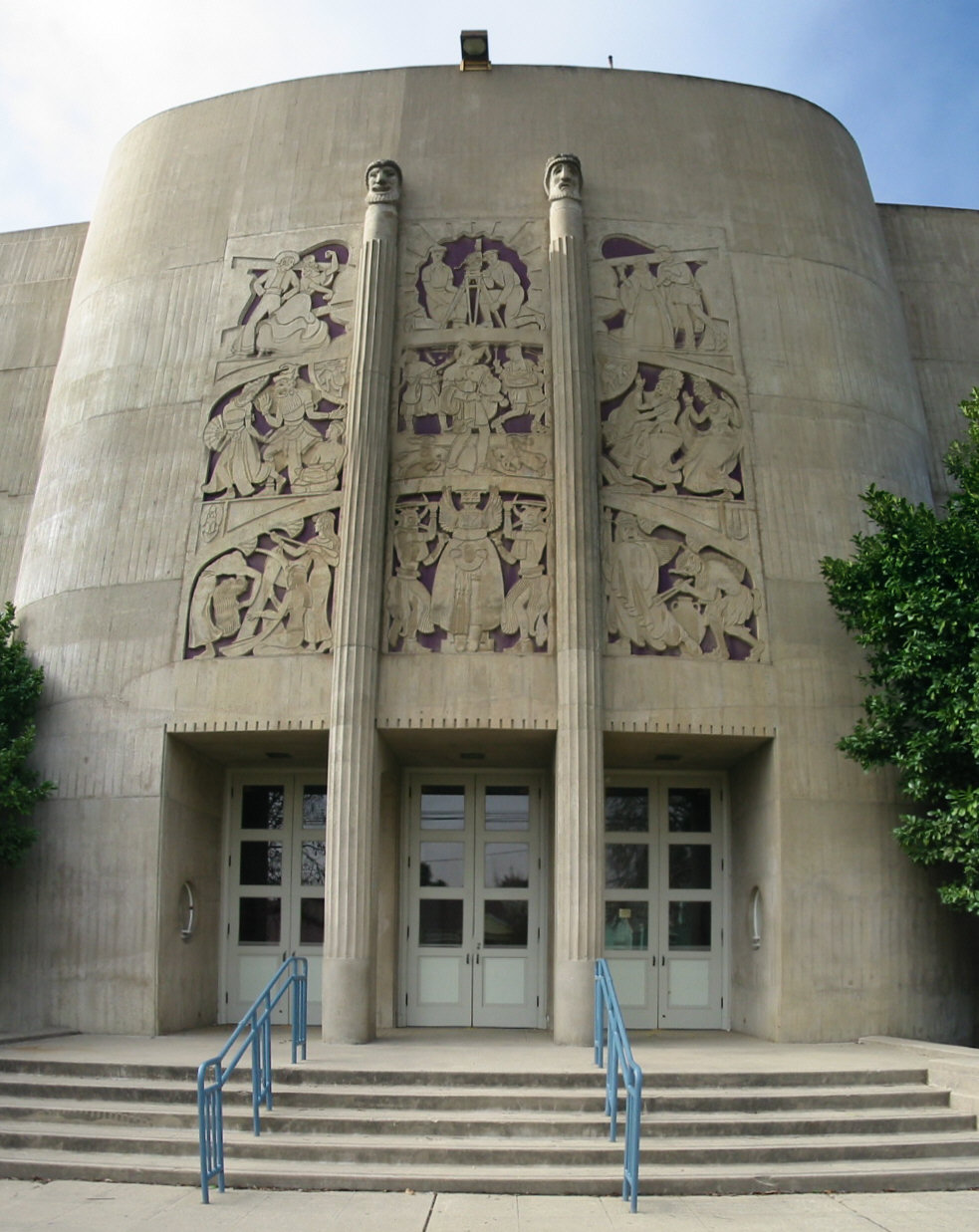
Középiskola King Cityben, Kalifornia, Robert Stanton tervezése (1939)

1925-ben két különböző, egymással versengő iskola létezett az art décón belül, a Dekoratív Művészek Társaságát megalapító tradicionalista, közéjük tartozott a bútortervező Emile-Jacques Ruhlmann, Jean Dunard, valamint Antoine Bourdelle szobrász, Paul Poiret formatervező. A modern formákat ötvözték a hagyományos művességgel, ugyanakkor drága anyagok beépítésével. A másik irányzat a hagyományokat elutasító modernistáké volt, egy teljesen új stílust akartak kialakítani az új technológiákra, az egyszerűségre alapozva, dekoráció mentesen, olcsó anyagokból a tömegtermelés számára tervezett termékekkel. A modernisták 1929-ben egy másik szervezetet alapítottak, a Modern Művészek Francia Egyesületét. A tagok között szereplő építészek között volt Pierre Chareau, Francis Jourdain, Robert Mallet-Stevens, Le Corbusier, majd a Szovjetunióból Konstantin Melnikov; az ír formatervező Eileen Gray, valamint a francia Sonia Delaunay, az ötvösművészek között Jean Fouquet, valamint Jean Puiforcat. Elgondolásaik szerint a formának kell követnie a funkciót, a modern ipari technológiák alkalmazásával pedig az egyedi helyett a tömegtermelést kell megsegíteni.
Le Corbusier fáradhatatlanul védte a modernistákat, elképzelései fokozatosan elfogadottá váltak az építészeti iskolákban, az építészek kezdtek eltávolodni az art déco esztétikájától. Az 1929-ben kirobbant nagy gazdasági világválság is jelentősen csökkentette a drága belsőépítészeti megrendeléseket. Párizsban az art déco stílusjegyeit követő utolsó épületek között az 1937-es Párizsi Világkiállításra tervezett épületek voltak, köztük az Auguste Perret által 1937-ben tervezett Francia Társadalmi-Gazdasági Tanács épülete.
A második világháború után a domináns építészeti stílus a Le Corbusier és Ludwig Mies van der Rohe által elindított modernista építészet lett, az art déco építészet szinte megszűnt. Később viszont, az 1970-es években mind az Egyesült Államokban, mind Európában elkezdődtek az art déco építészet legjobb alkotásait megőrizni, felújítani igyekvő törekvések. Az 1980-as évek posztmodern építészete az art décóhoz hasonlóan szintén használ egyszerűbb, de dekoratív elemeket a belsőépítészetben, valamint a kortárs ötvösművészetben is megjelennek az art déco stílusjegyei.

## Festészet

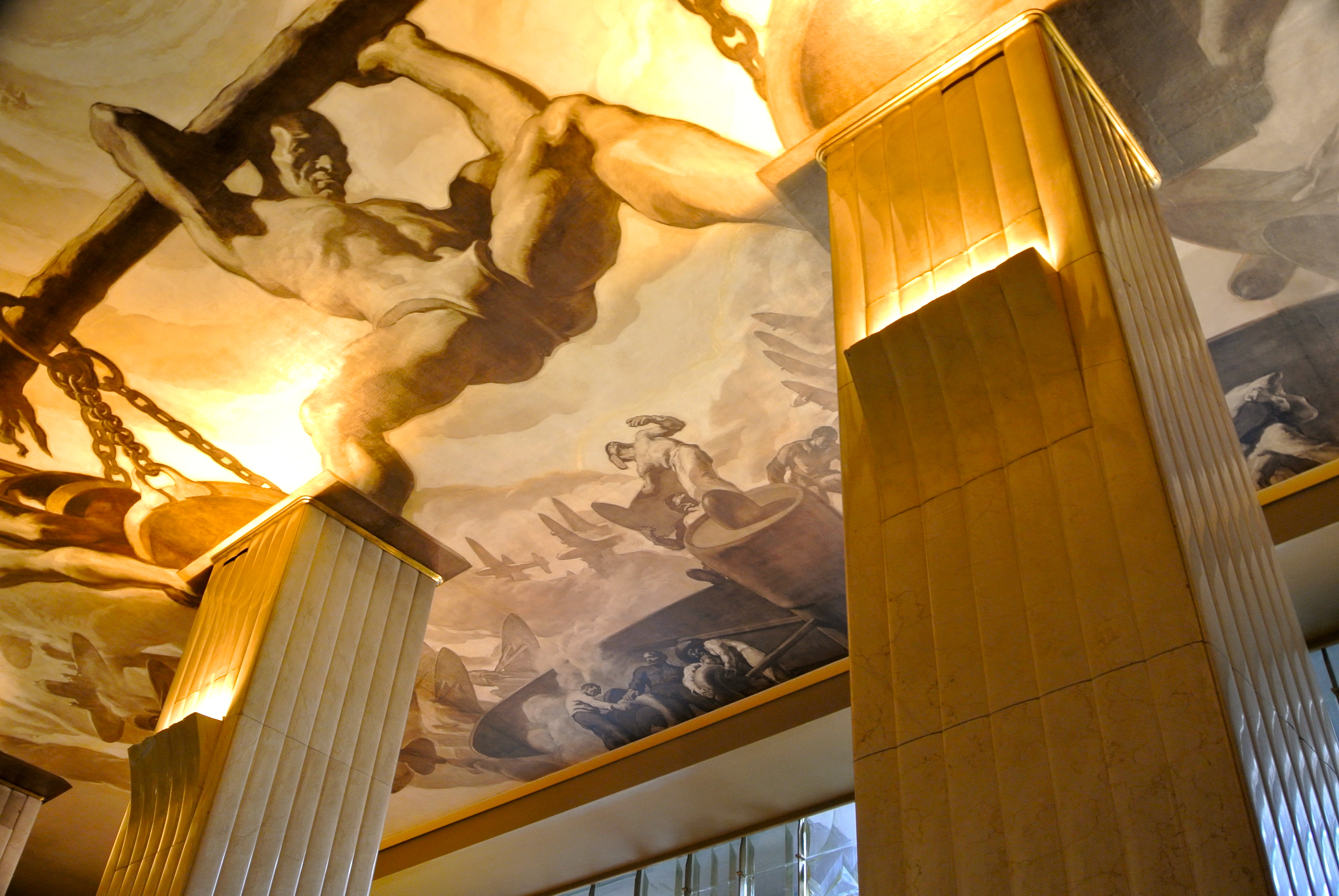
Josep Maria Sert az Idő c. mennyezeti freskójának részlete a Rockefeller Centerben (1941)
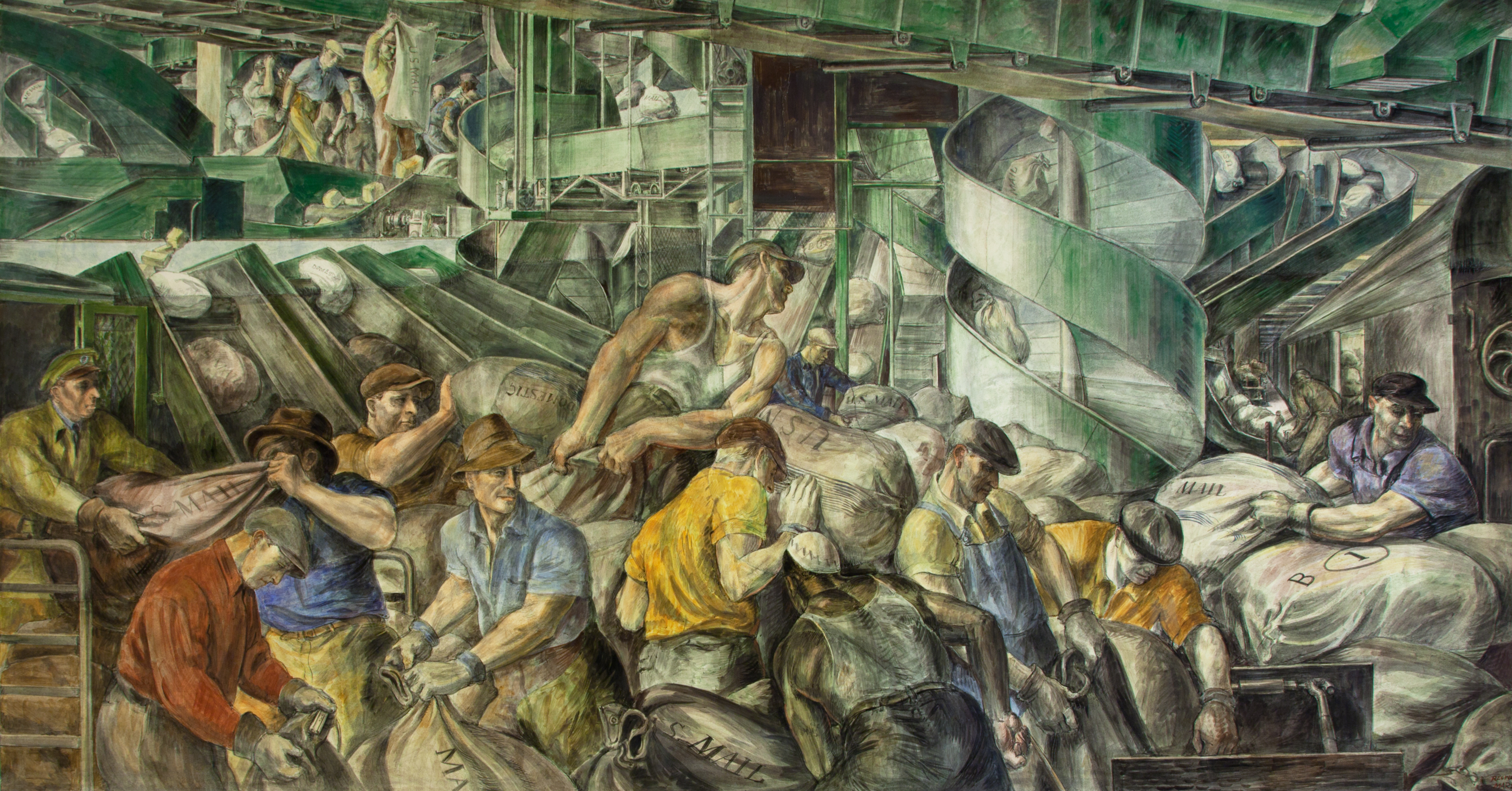
Reginald Marsh Leveleket szortírozó dolgozók c. freskója a New York-i Vámhivatal épületében (1936)
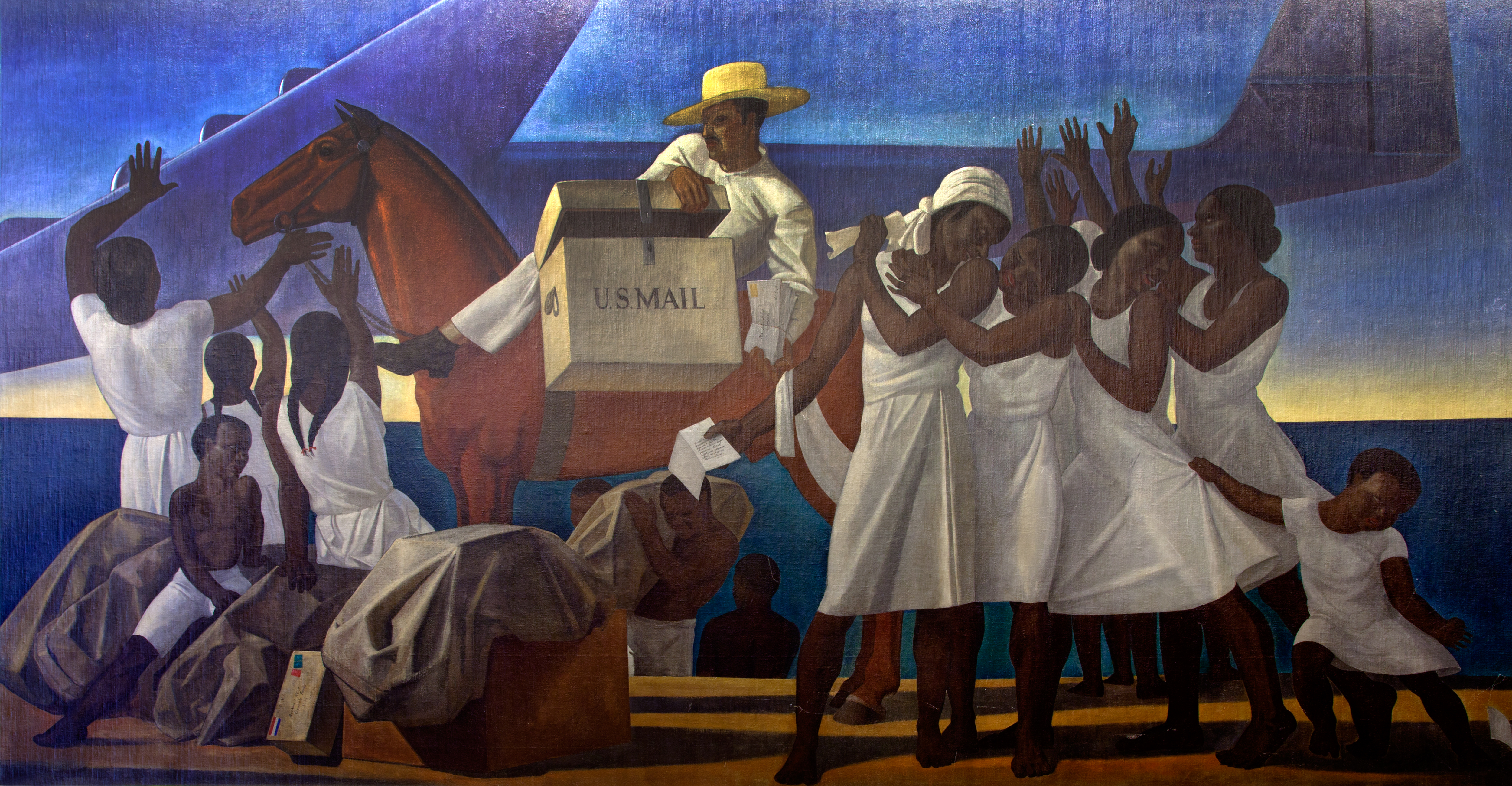
Rockwell Kent Művészet a trópusokon c. falfestménye a William Jefferson Clinton Szövetségi Épületben (1938)

Az 1925-ös világkiállításon nem volt külön festészeti részleg. Különböző definíciók szerint az art déco festmények célja a belső tér puszta dekorációja volt, így csak néhány festő dolgozott kizárólag a stílusban, de két festő neve szorosan kapcsolható az art décóhoz. Az egyik Jean Dupas, aki az 1925-ös kiállításon a Bordeaux-i pavilon falfestményeit készítette, de kandallóvédőt is festett szintén a kiállításra. Falfestményei díszítették a francia óceánjáró, az SS Normandie luxus belső terét is. Művei a többi dekoráció kiegészítő elemei voltak. A másik festő, aki szintén szorosan kapcsolódik a stílushoz, a Lengyelországban született, majd Párizsba emigrált Tamara de Lempicka. Lempicka szinte kizárólag portrékat festett, de realista, dinamikus, színes, art deco stílusban.
Az 1930-as években az art déco stílusú festmények új típusa jelent meg az Egyesült Államokban. A nagy gazdasági világválság idején a munka nélkül maradt művészek megsegítésére a Szövetségi Művészeti Projekt keretén belül a festők számos megbízást kaptak kormányzati épületek, kórházak, iskolák falfestményeinek elkészítésére. Nem egyedi, specifikusan art déco stílusú alkotások születtek, hanem számos hatást egybeötvözők. Reginald Marsh és Rockwell Kent postai dolgozókat ábrázol egy falfestményén, Diego Rivera pedig autógyári munkásokat a Detroit Institute of Arts számára készített alkotásán.

## Szobrászat

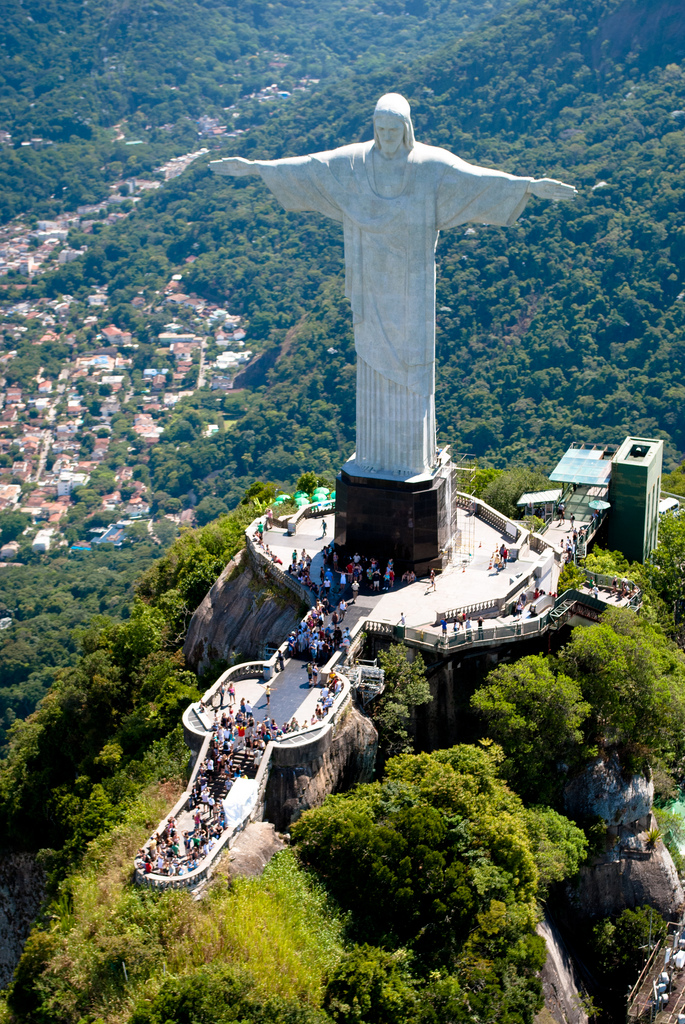
A Megváltó Krisztus szobra Paul Landowski, zsírkő Corcovado-hegyen, Rio de Janeiro (1931)
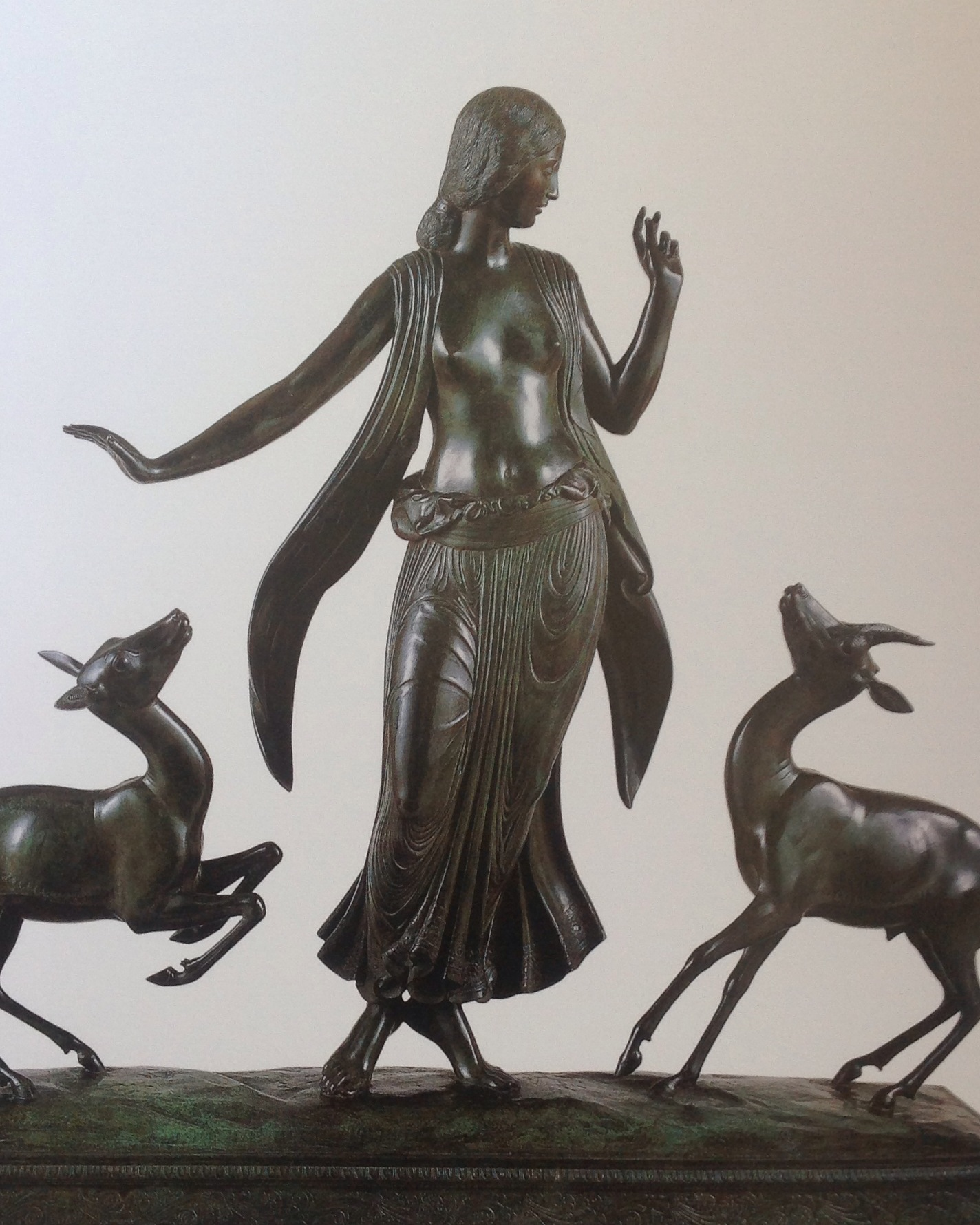
Táncos és gazellák Paul Manship bronzszobra, Metropolitan Művészeti Múzeum, New York (1916)
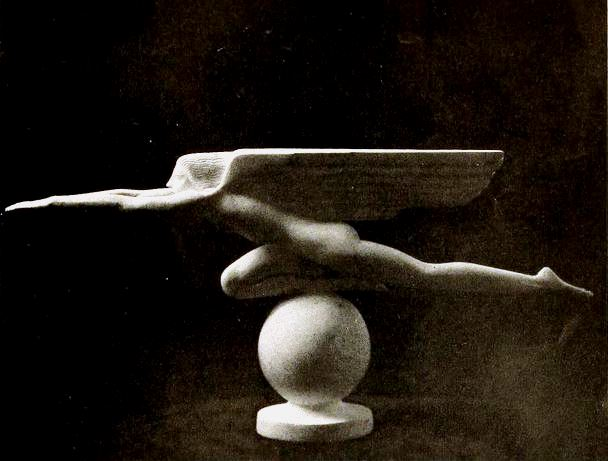
Sebesség Harriet Whitney Frishmuth (1922)
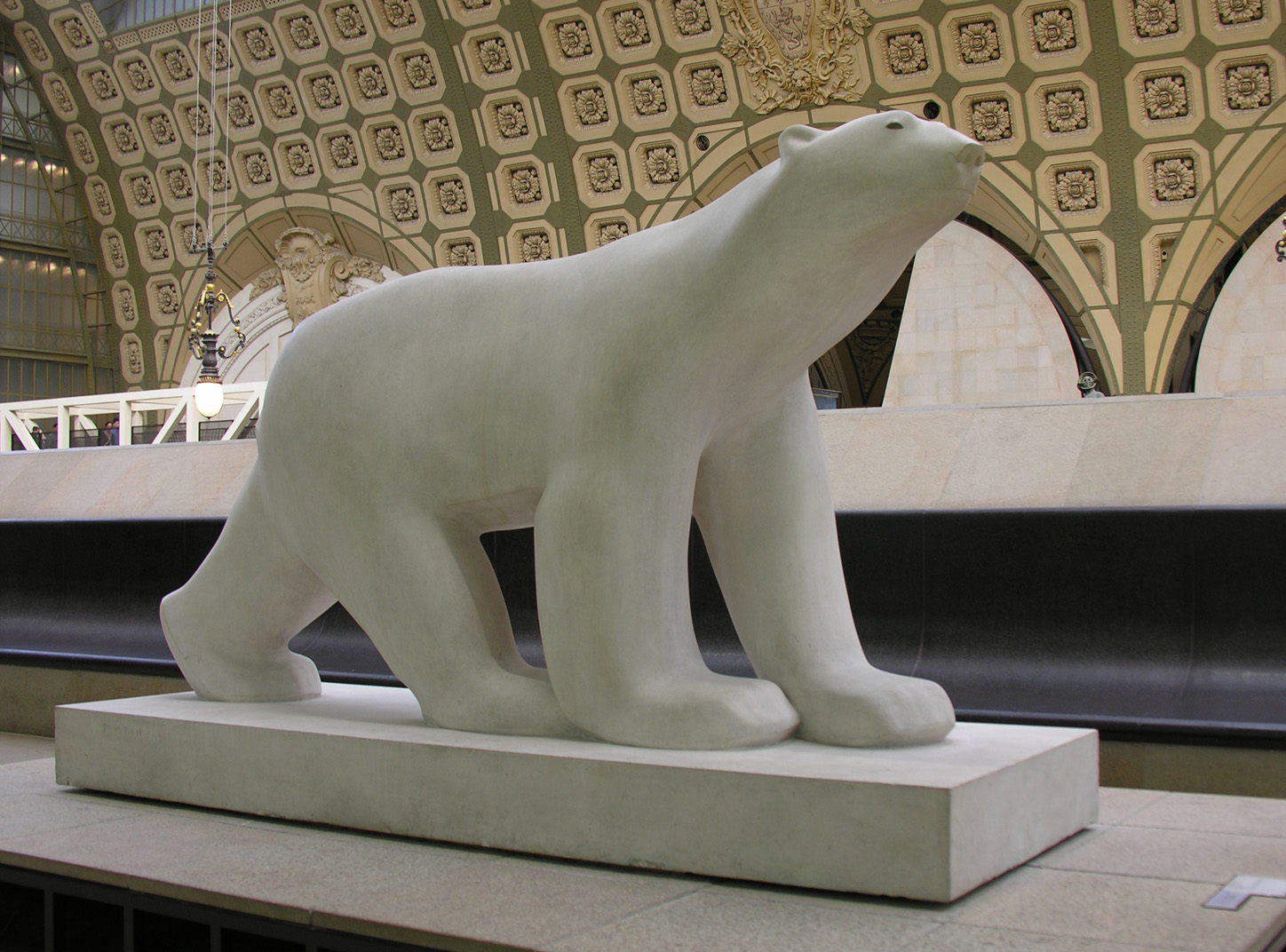
Jegesmedvénk François Pompon, Musée d’Orsay (1922)
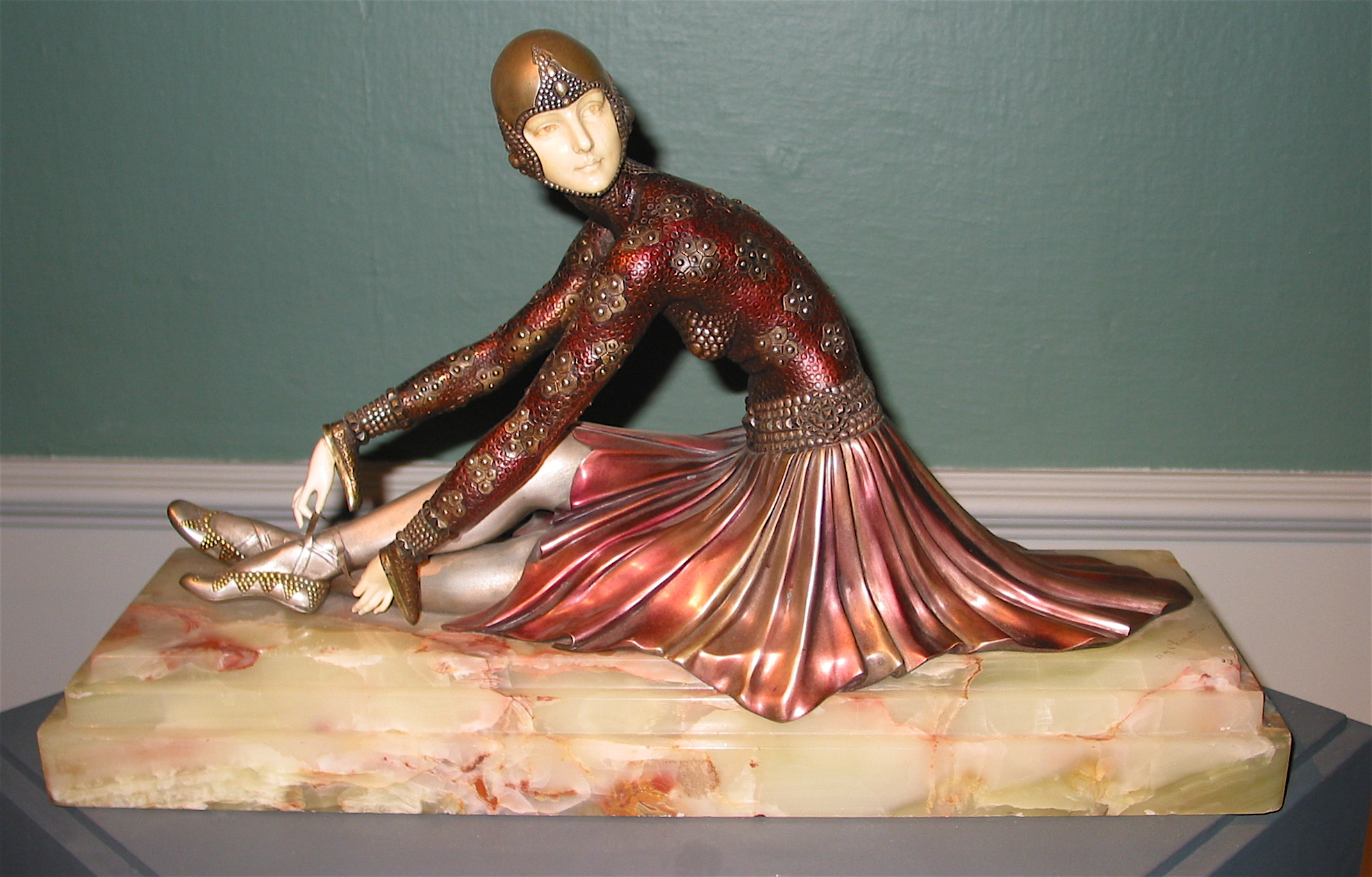
Tanara Demétre Chiparus szobra, bronz, elefántcsont és ónix (1925 körül)
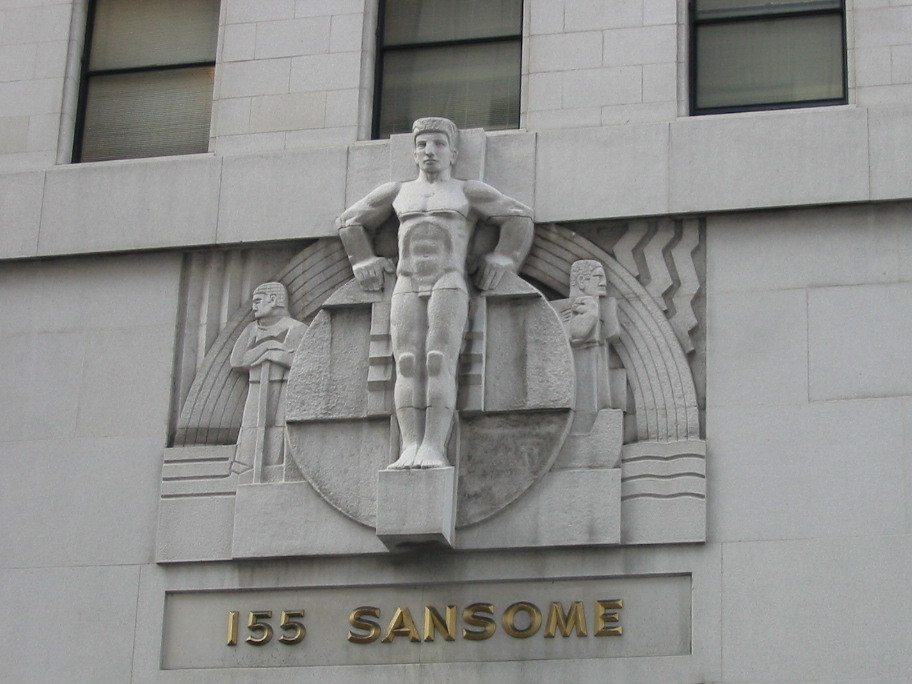
Ralph Stackpole szoborcsoportja a San Franciscó-i tőzsde bejárata felett (1930)
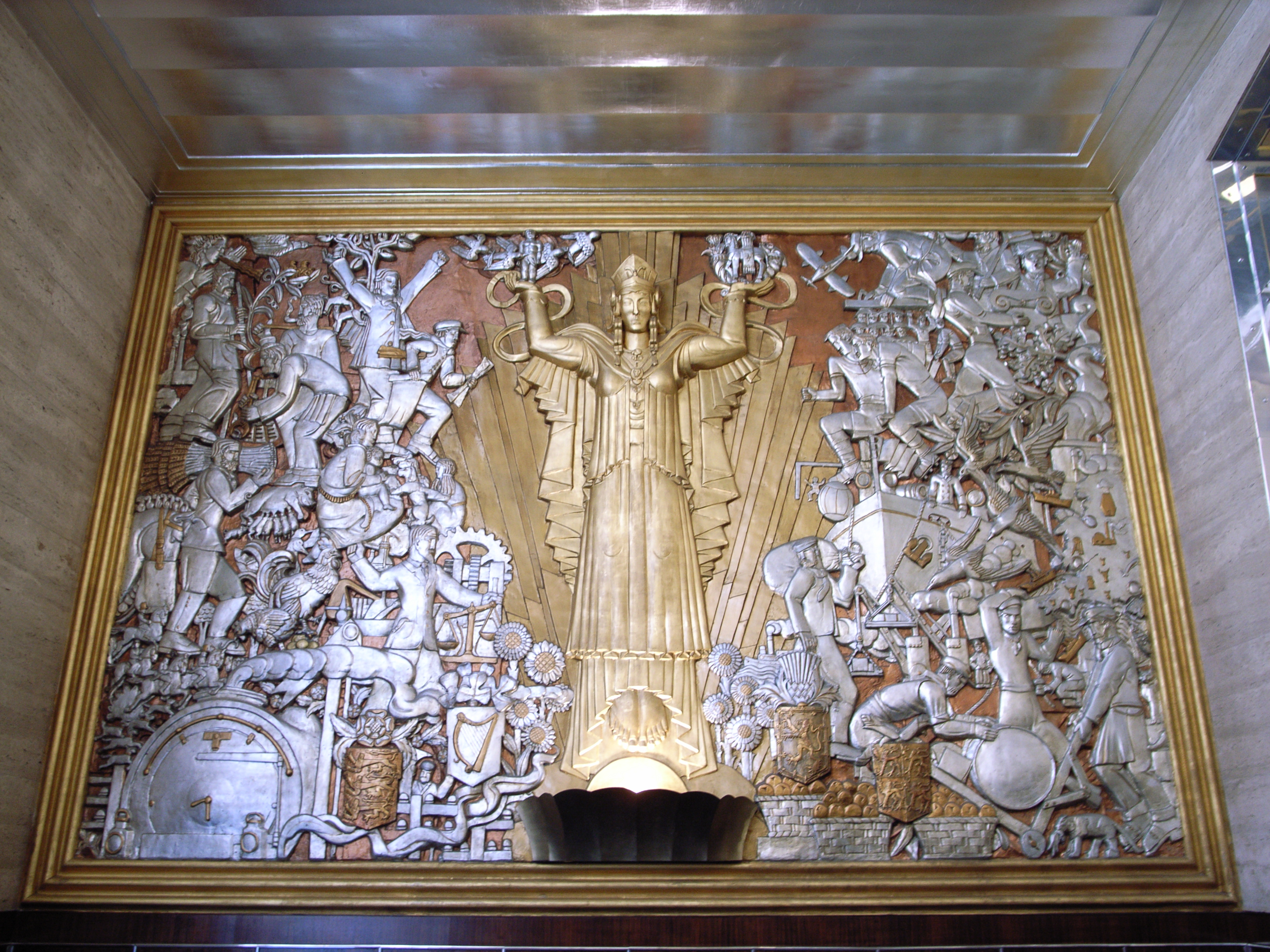
Relief a Daily Express korábbi épületének előcsarnokában London (1932)
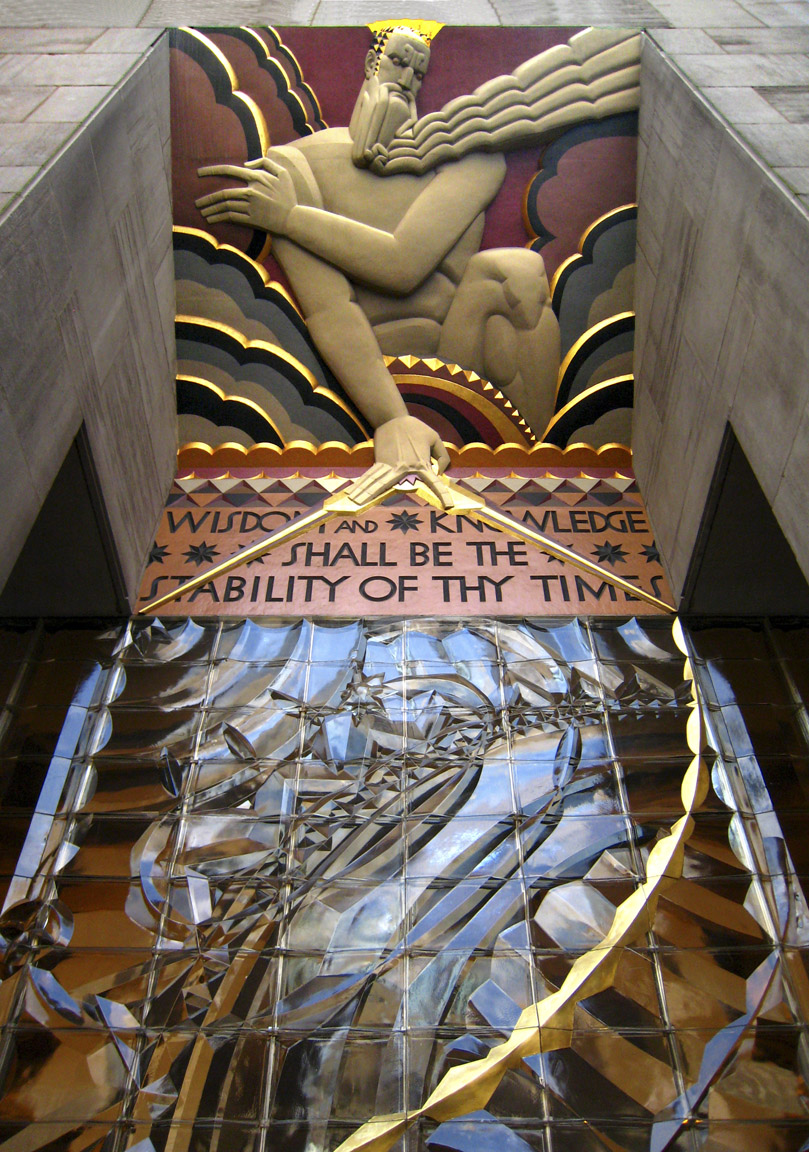
Bölcsesség Lee Lawrie alkotása a 30 Rockefeller Plaza bejárata felett Rockefeller Center New York (1933)
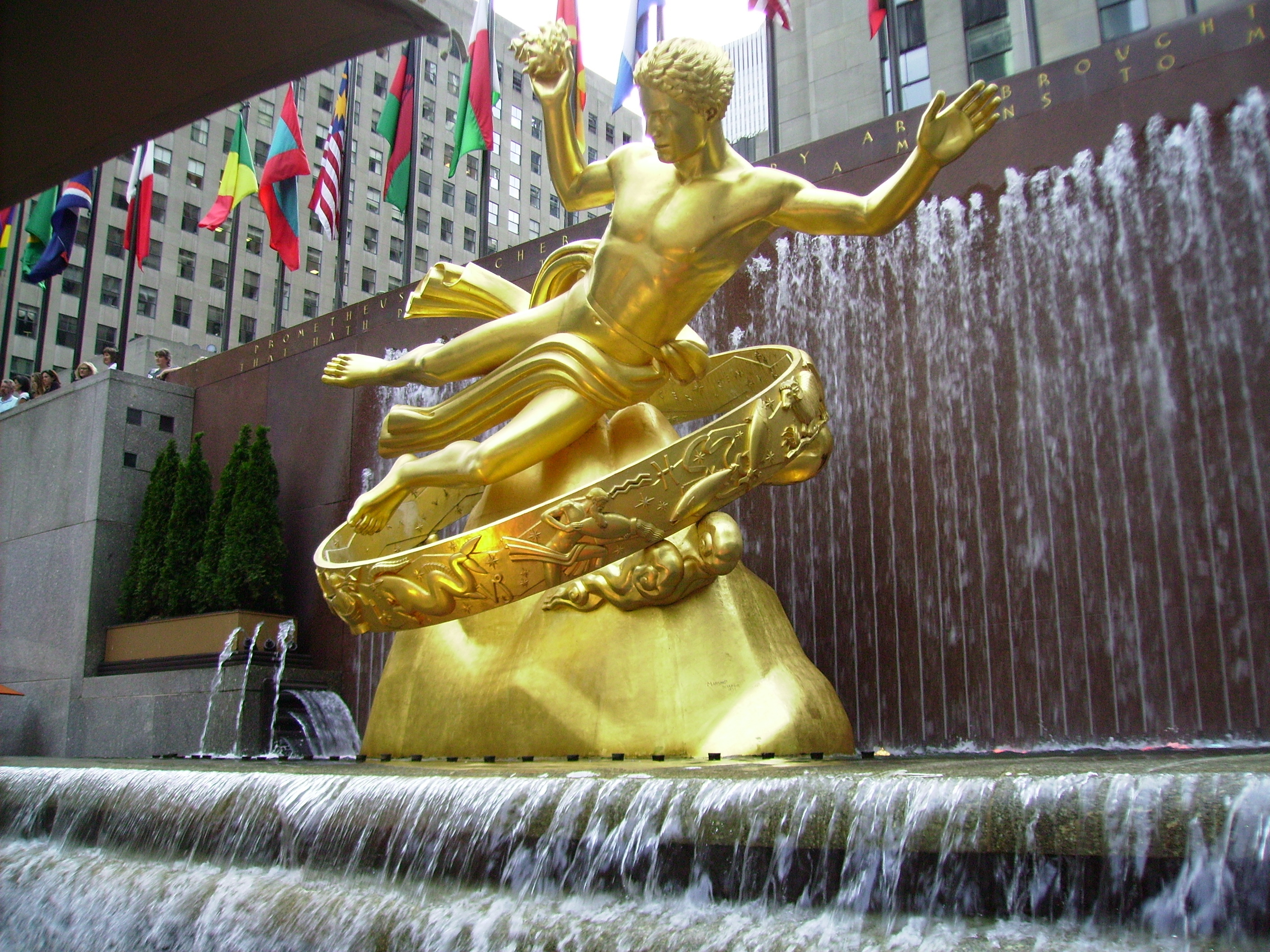
Prométheusz Paul Manship alkotása, Rockefeller Center New York (1937)
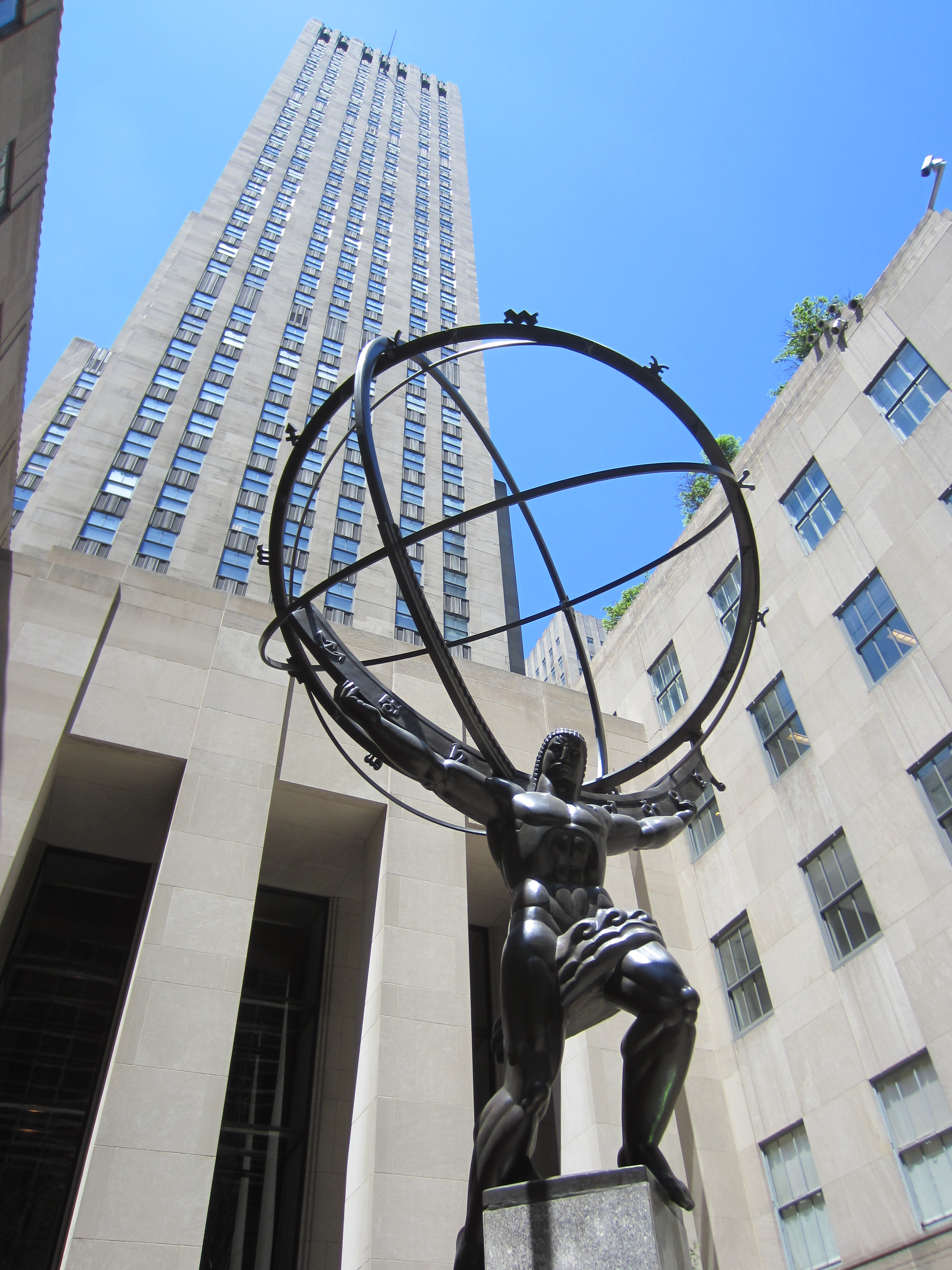
Atlasz Lee Lawrie alkotása, Rockefeller Center New York (1937)
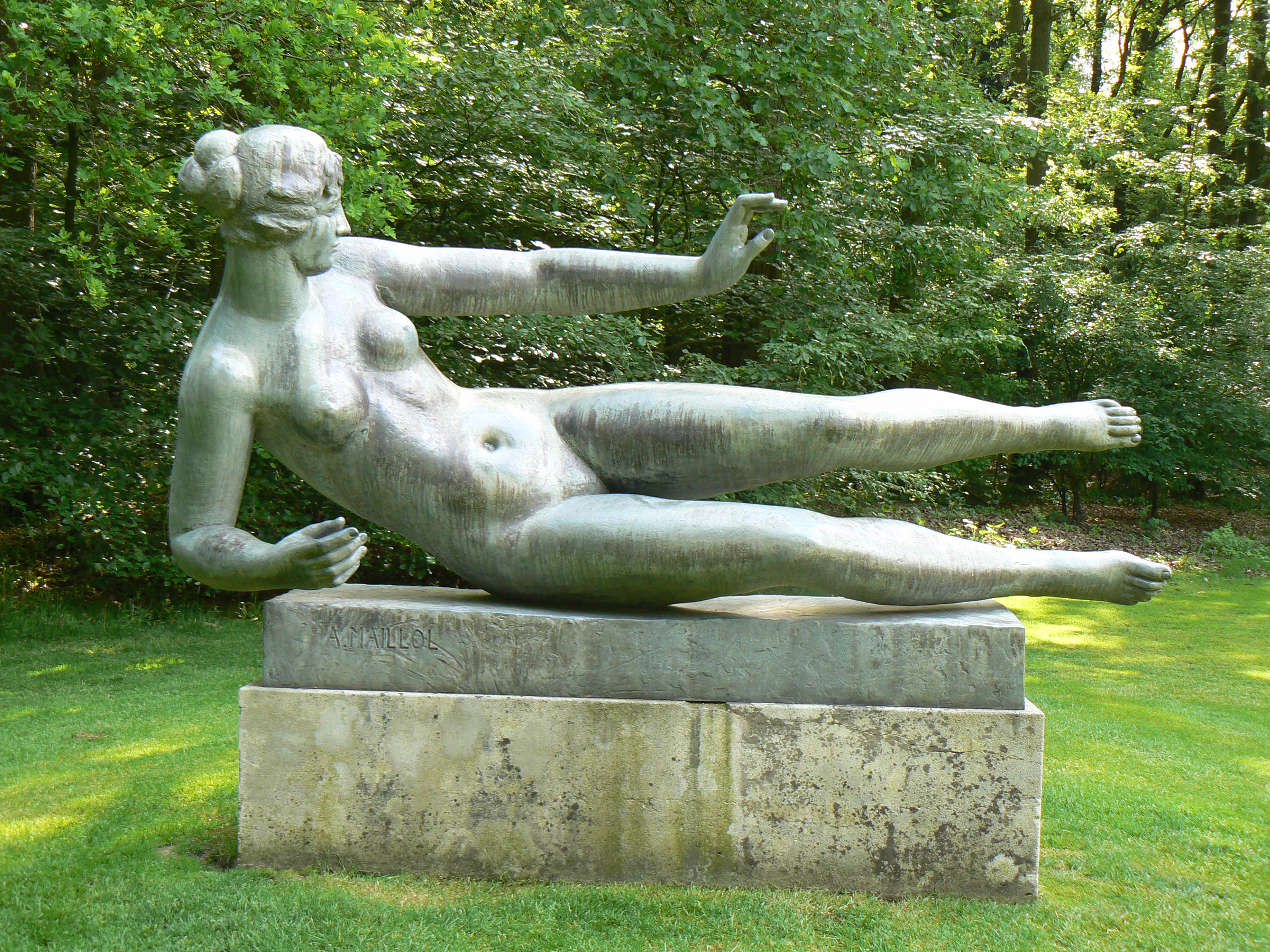
Air Aristide Maillol szobra, Tuileriák Párizs (1938)
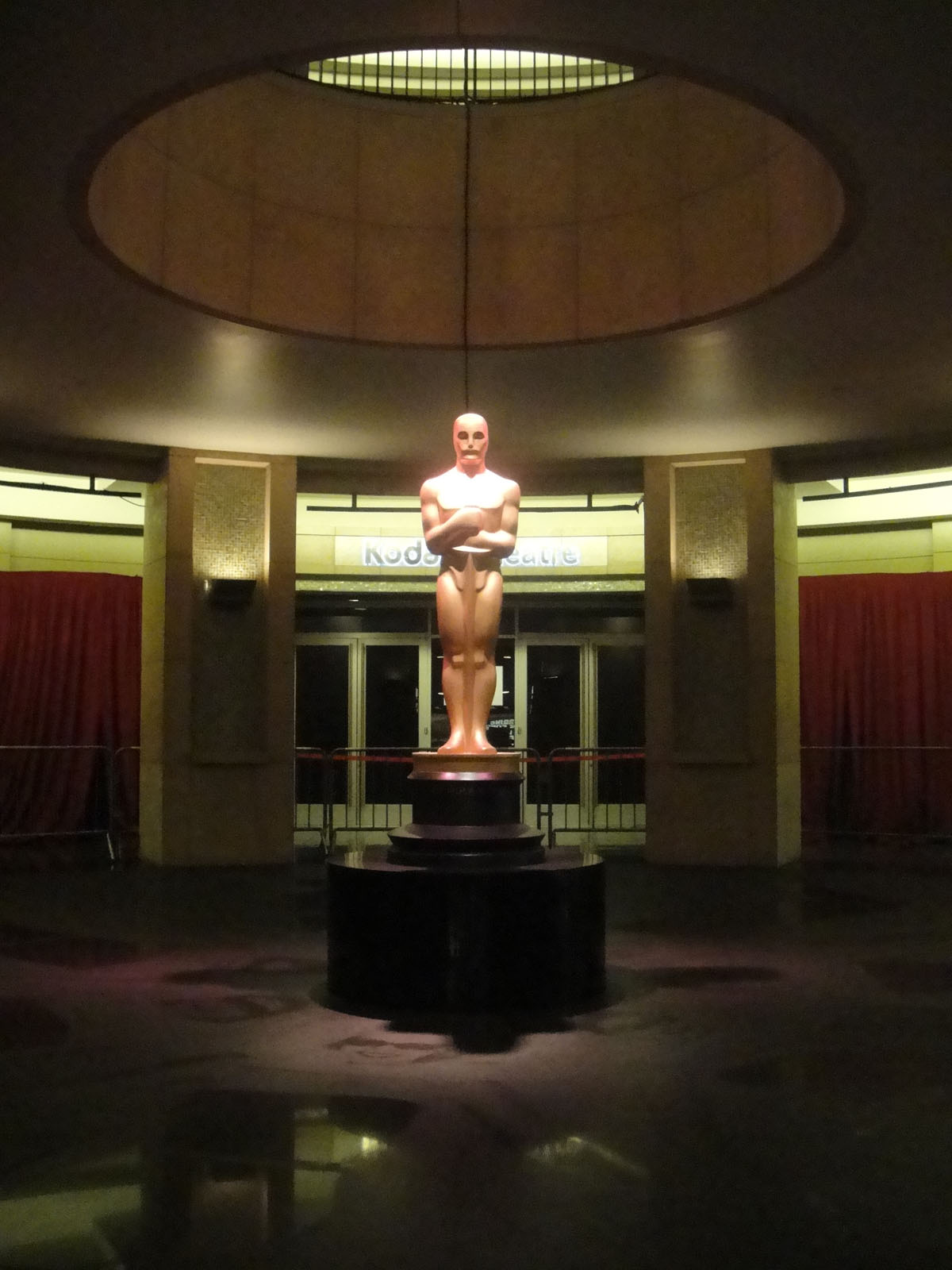
Az Oscar-díj óriás másolata George Stanley és Cedric Gibbons alkotása (1928)
Bandeiras-emlékmű gránitszobor, Victor Brecheret alkotása Ibirapuera Park, São Paulo (1954)

Az art déco időszakában született szobrok, ahogy a neve is sugallja, irodaházak, kormányzati épületek ornamentikájaként, vagy közterek, privát szalonok díszítésére készültek. Majdnem mindig reprezentációs jellegű, általában hősies vagy allegorikus figurákkal az épületet funkciójától, vagy a patrónustól függően, az absztrakt szobor, dekoráció rendkívül ritka. Gyakran az épületek homlokzati – különösen a bejárat feletti – díszét képezték.
Antoine Bourdelle-nek a Théâtre des Champs-Élysées számára 1912-ben készített tánc és a zene témájú allegorikus szobrait az art déco szobrászat mérföldkövének tekintik. Aristide Maillol a Folyó c. szobrával újra értelmezte (1939) a klasszikus ideált, a szobor a New York-i Modern Művészeti Múzeum tulajdona jelenleg. Talán az egyik legismertebb art déco szobor a Rio de Janeiróban álló A Megváltó Krisztus szobra, a francia szobrász Paul Landowski 1922 és 1931 között született alkotása.
Számos, az Egyesült Államokban alkotó szobrász, az École des Beaux Arts képzésében részesült, mások Auguste Rodin mellett tanultak. Az 1929-es tőzsdekrach után viszont nagyrészt megsemmisült a monumentális szobrok piaca, de egy hatalmas projekt megmaradt, az újonnan épülő Rockefeller Center épületegyüttese. Lee Lawrie és Paul Manship hősi, allegorikus alakokat terveztek a Rockefeller Center épületeinek homlokzatára, vagy a szabad tereire.

## Grafikák

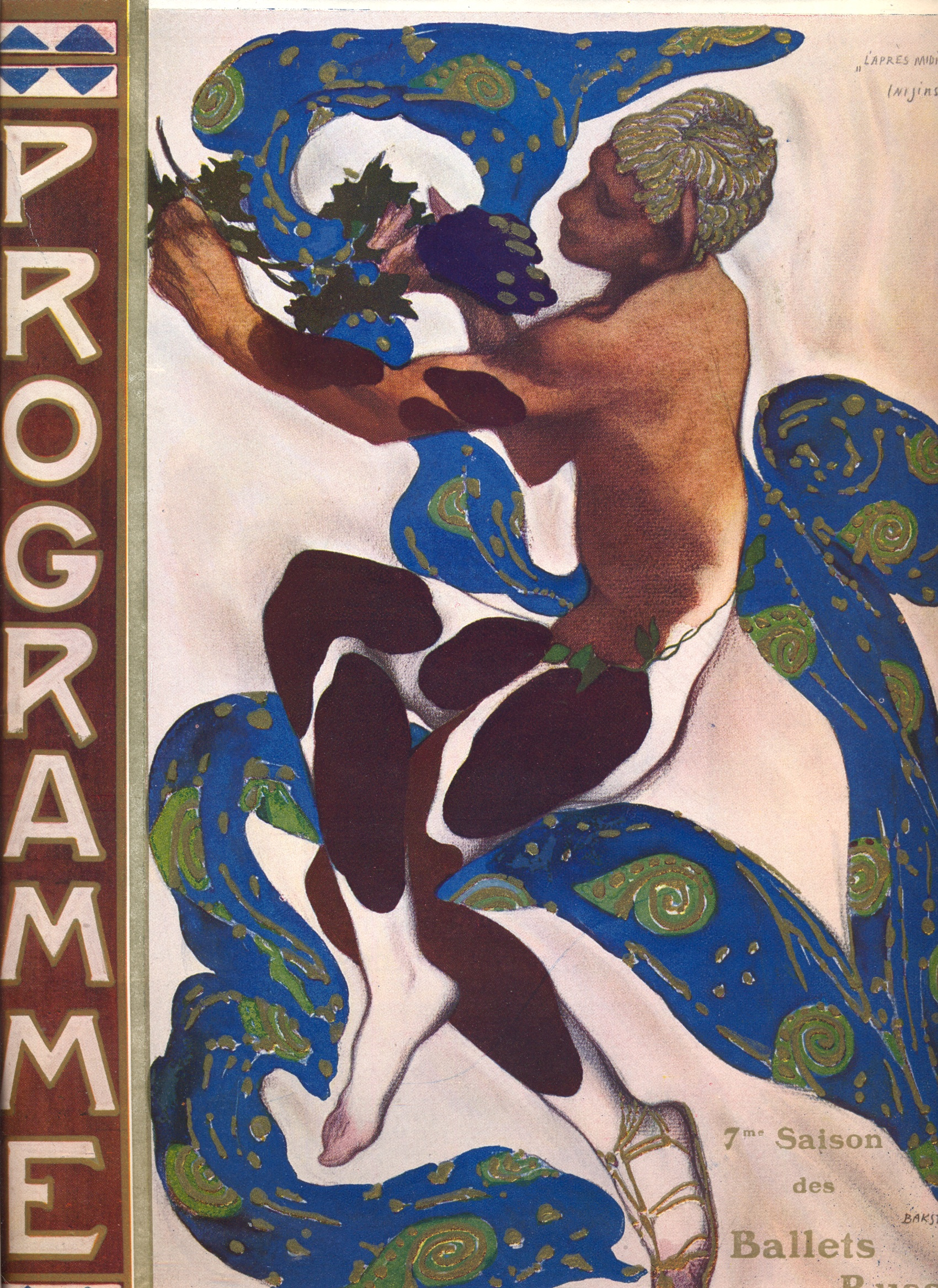
Orosz Balett programja Leon Bakst (1912)
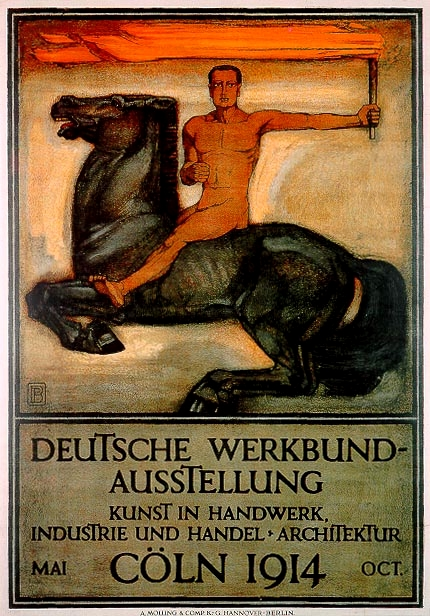
Deutscher Werkbund kiállítási posztere (1914) Peter Behrens
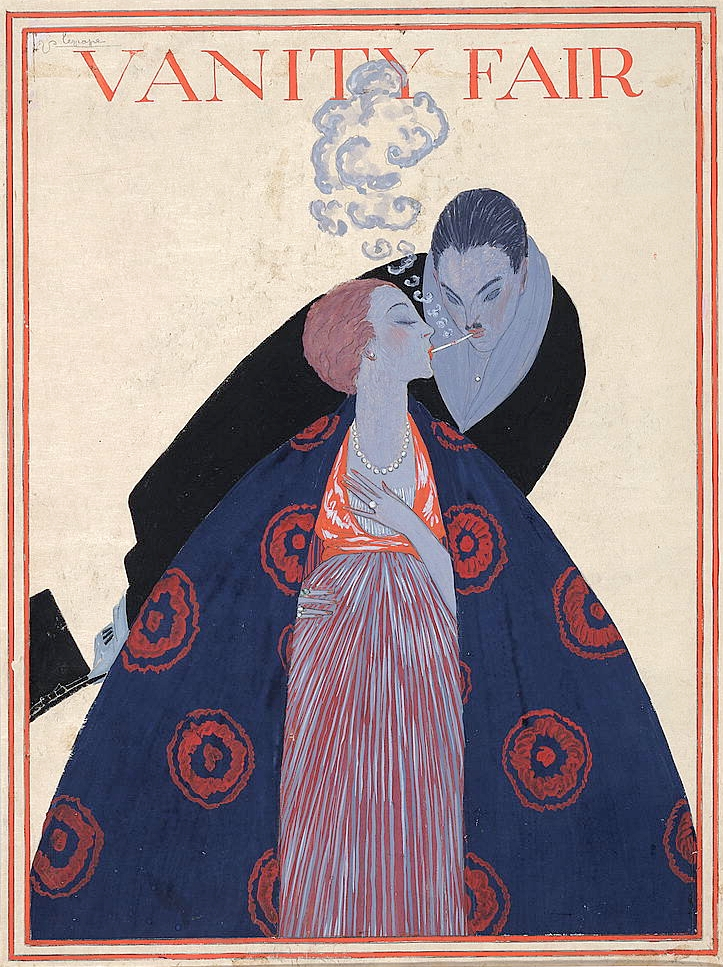
Az amerikai magazin, a Vanity Fair címlapja, Georges Lepape (1919)
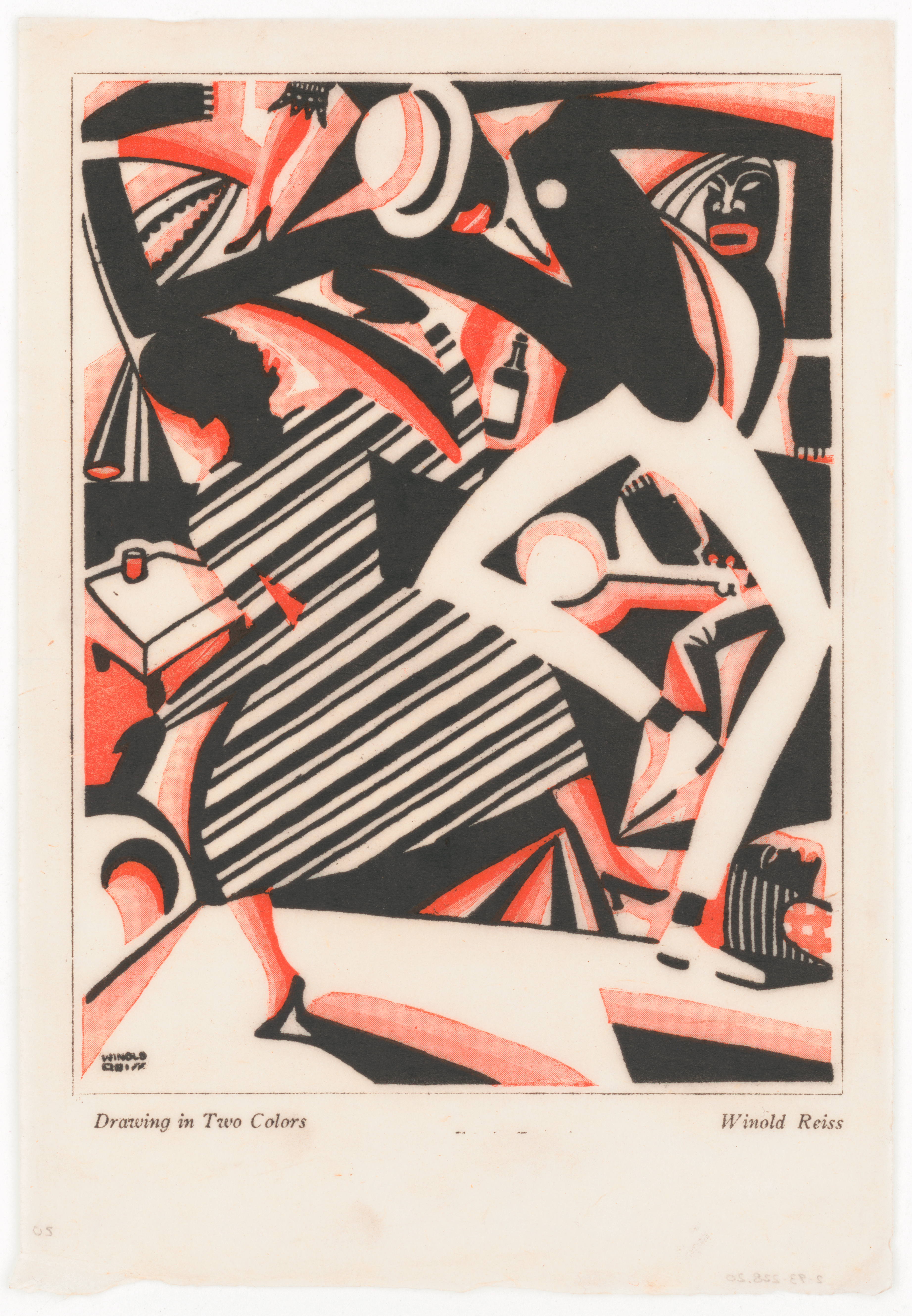
Harlemi dzsessz interpretáció, Winold Reiss (c.1920)
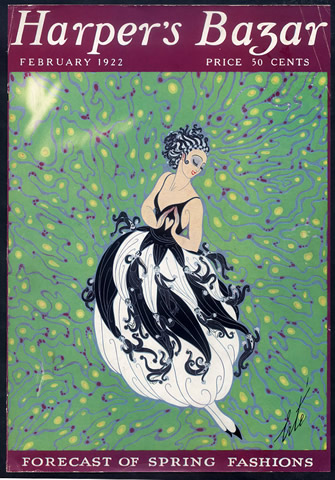
Az amerikai divatmagazin, a Harper's Bazaar címlapja, Erté (1922)
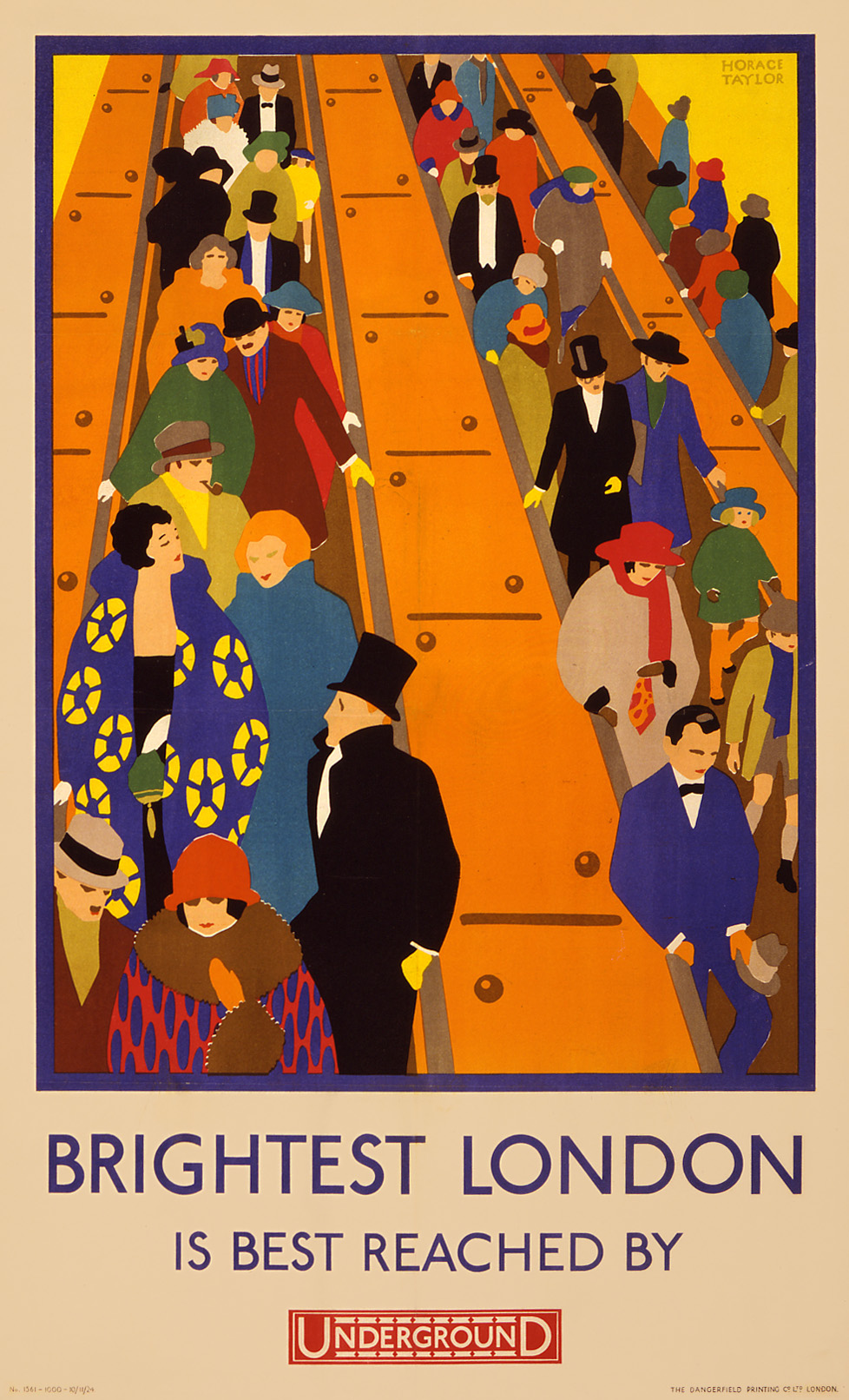
Egy londoni metró plakát Horace Taylor (1924)
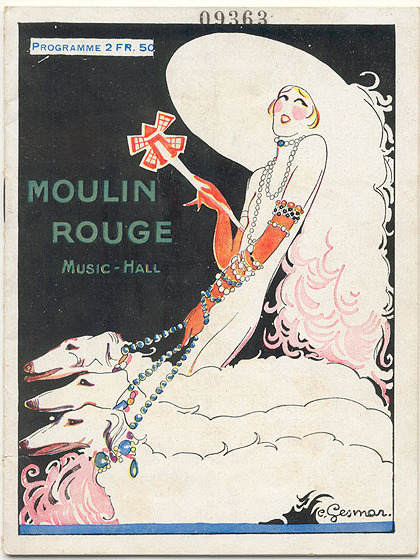
Moulin Rouge poszter Charles Gesmar (1925)

Az art déco elég korán, már az I. világháború előtt megjelent alkalmazottgrafikai alkotásokon is, posztereken, vagy Leon Bakst által az Orosz Balett számára tervezett kosztümökön, ill. Paul Poiret divattervező katalógusaiban. Georges Barbier és Georges Lepape illusztrációi a francia divatmagazinban – La Gazette du bon ton – elég jól megragadják a stílus eleganciáját. Az 1920-as években a megváltozott divatban több az alkalmi, a sportos és a merészebb, a női modellek gyakran cigarettáztak. Az amerikai divatmagazinok, a Vogue, a Vanity Fair és a Harper's Bazaar hamar átvették az új stílust és népszerűsítették az USA-ban is. Németországban Ludwig Hohlwein illusztrációira hatott, aki zenei fesztiválokra, sörmárkák reklámozására, később viszont a náci párt számára tervezett posztereket.
A szecesszió korszakában a poszterek leginkább színházi előadásokat, kabarékat reklámoztak, az 1920-as évekre az utazási témájú plakátok, repülőutak, hajóutak reklámjai váltak igen népszerűvé. Az ekkorra megváltozott stílus a reklámozott termékre fókuszált, leegyszerűsödött, precízebb, dinamikusabb lett, gyakran egyszínű háttérrel. A francia tervezők között Charles Loupot és Paul Colin Josephine Baker plakátterveivel vált ismertté, Jean Carlu Charlie Chaplin filmjeihez tervezett plakátokat, Charles Gesmar Mistinguett plakátterveit készítette, de többek között az Air France-ét is.

## Építészet

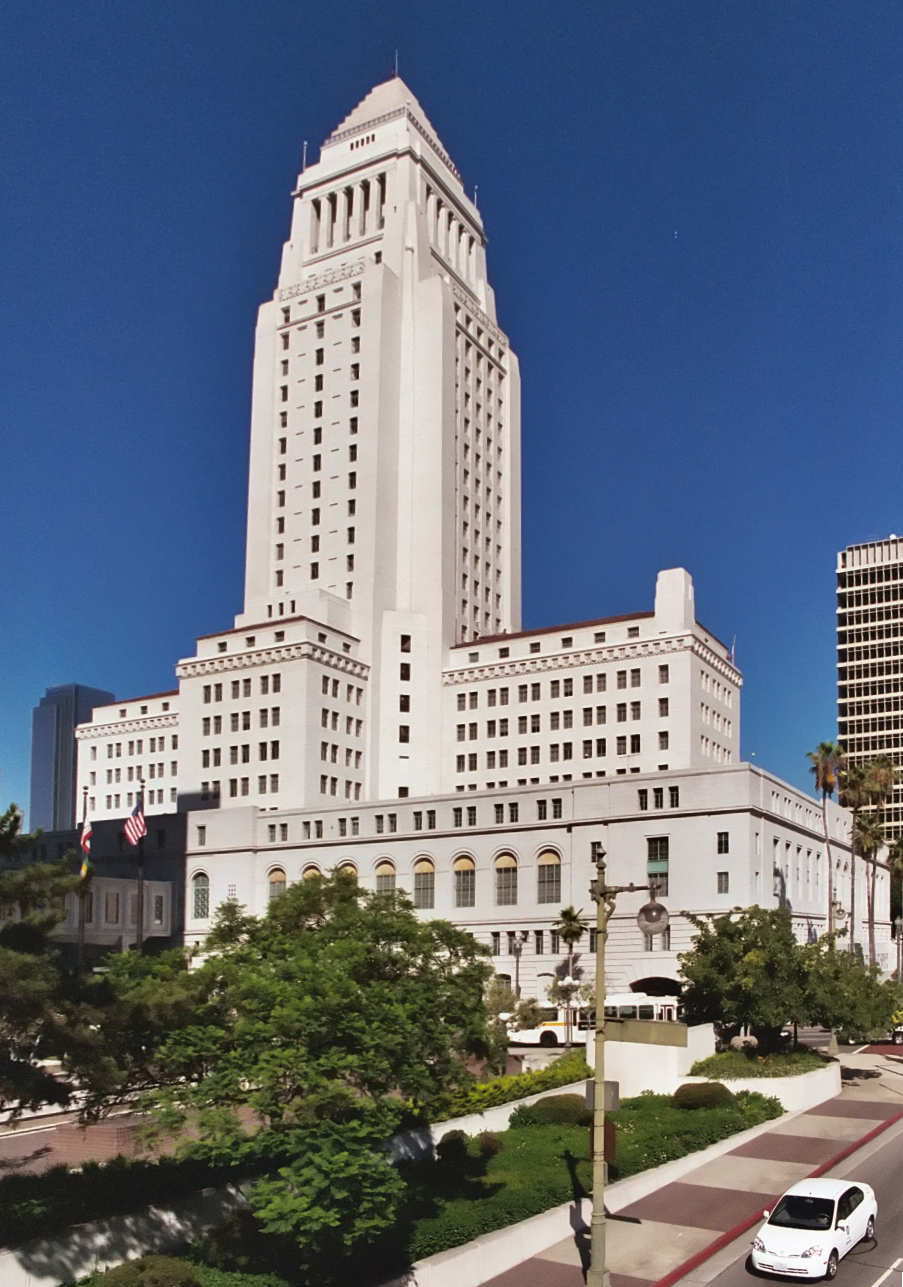
Los Angeles-i Városháza John Parkinson, John C. Austin és Albert C. Martin, Sr. tervezése (1928)
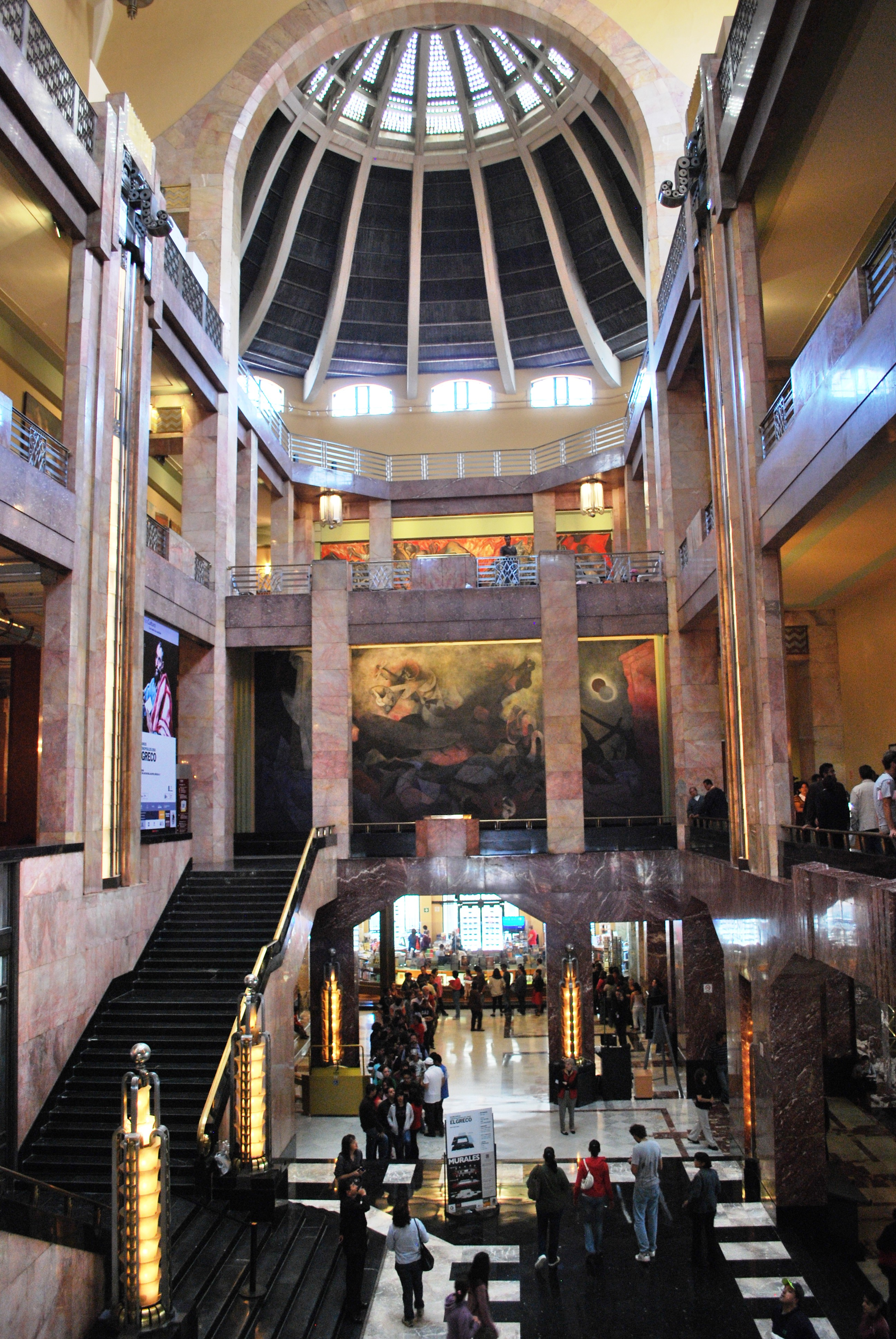
Szépművészeti Palota belső tere, Mexikóváros (1934)
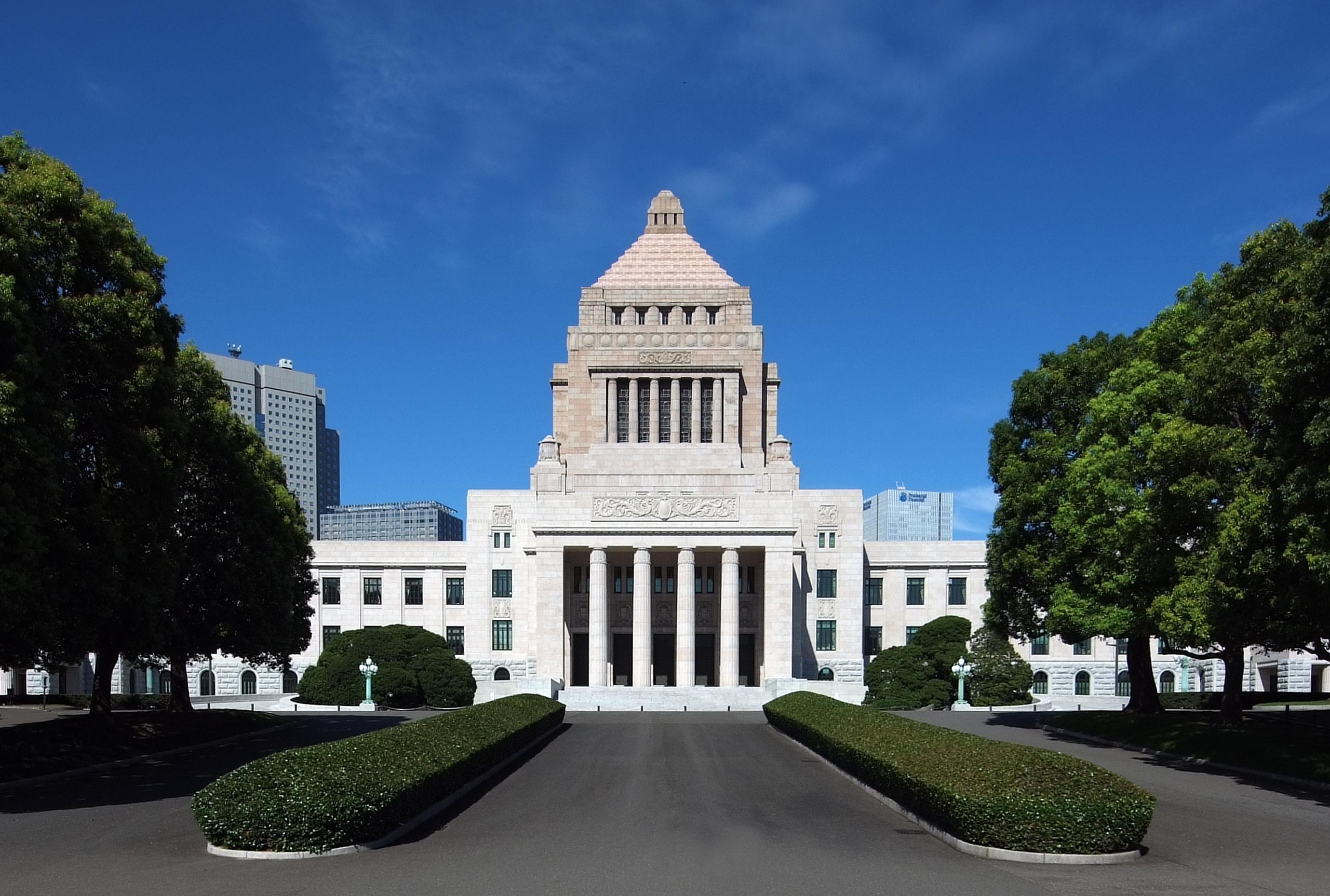
Parlament épülete, Tokió, Japán (1936)
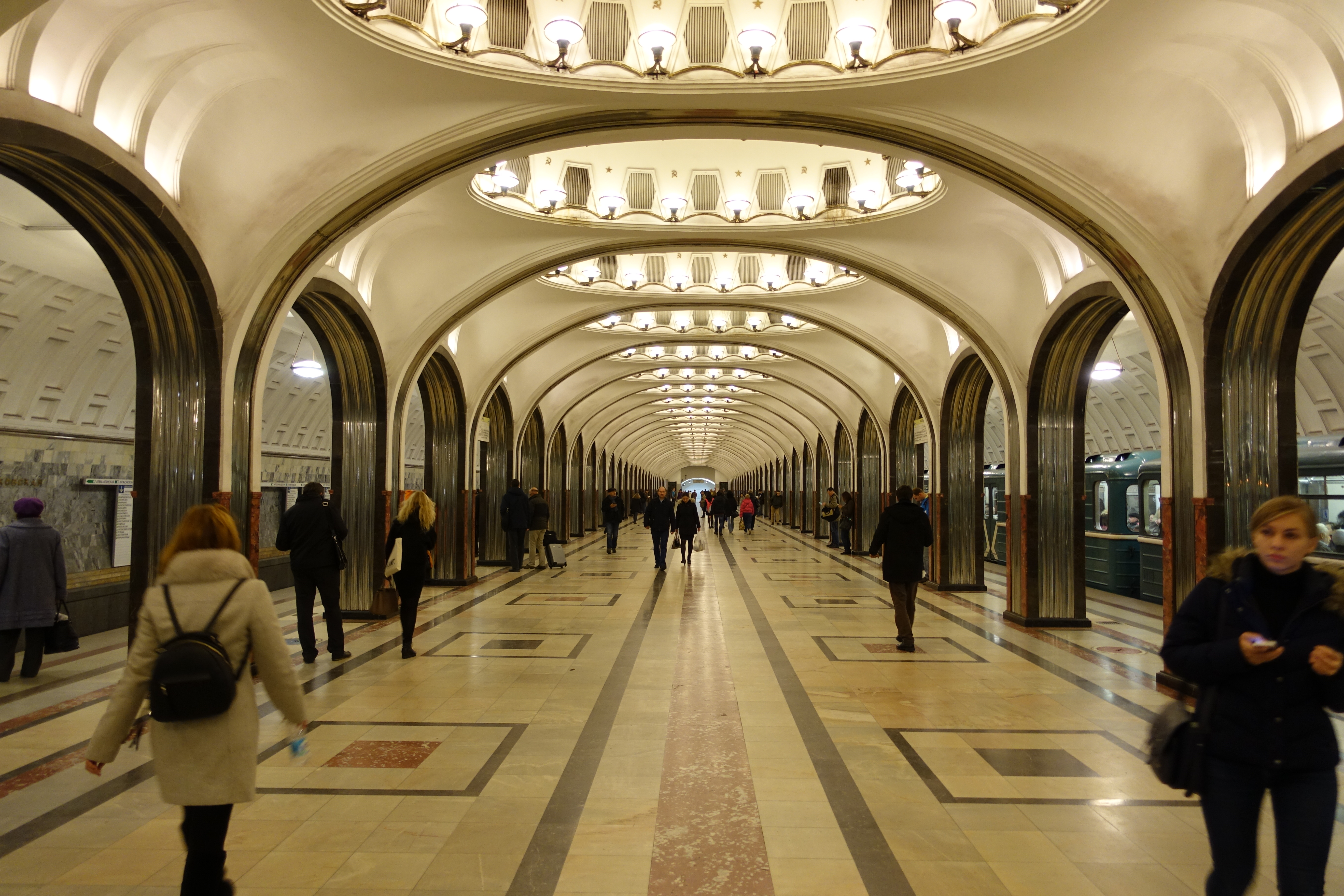
Majakovszkaja metróállomás Moszkva (1936)

A modernista törekvésekkel párhuzamosan bontakozott ki, számos technikai vívmányt átvett, többek között az acélvázas építkezés elvét. Ezzel a technológiával épültek a korszak reprezentatív épületei, a felhőkarcolók, melyek kifejezték a haladás eszményét. Art déco hatás mindenekelőtt a díszítésekben mutatkozik meg. Jellegzetesen ilyen stílusú a Los Angeles City Hall és a New York-i Chrysler Building, geometrikus elemek pedig az akkori világ legmagasabb épületén, az Empire State Buildingen is előfordulnak.

### A fogyasztás szentélyei

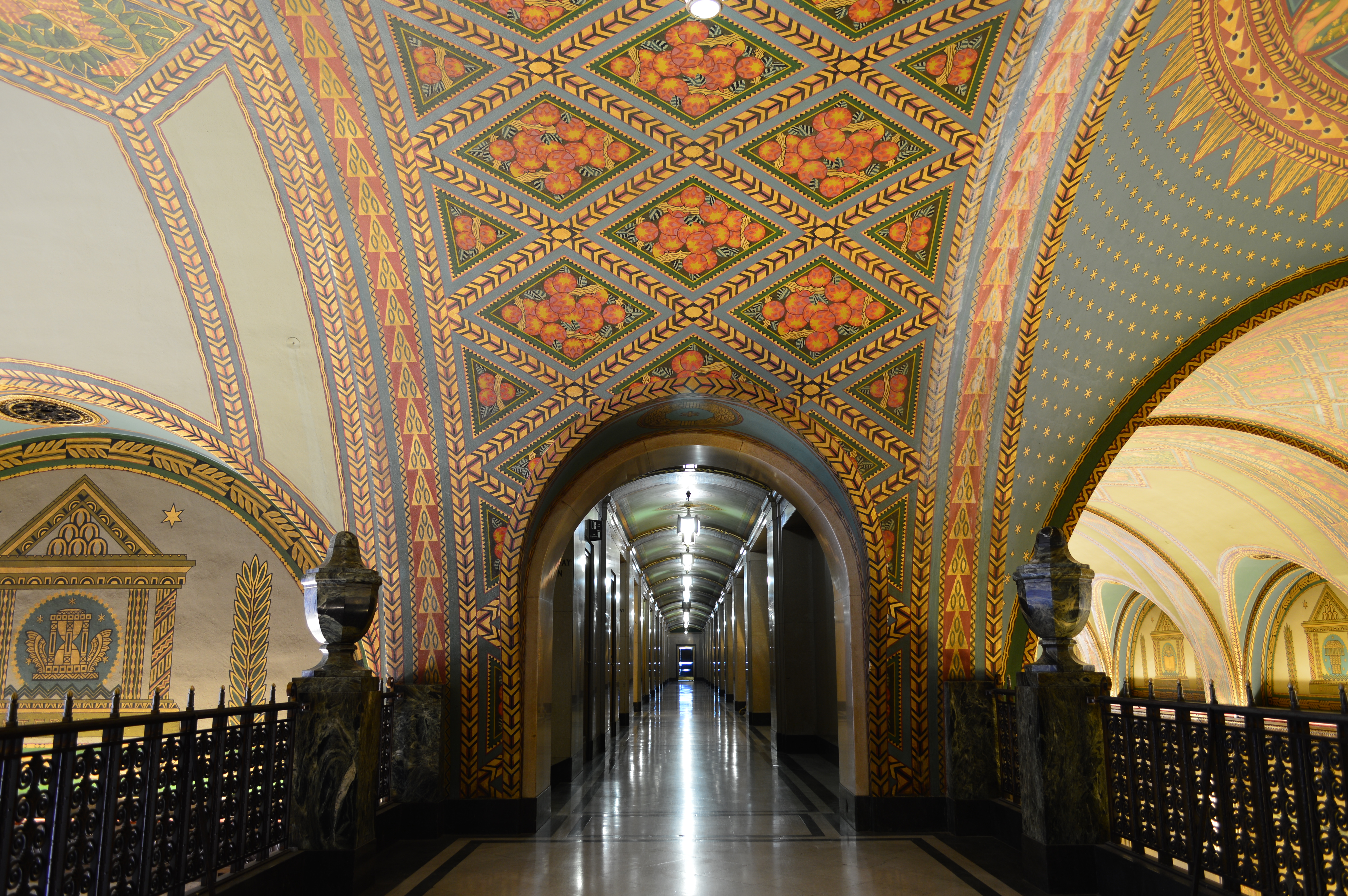
A Fisher Building Detroit, Joseph Nathaniel French tervezése (1928)
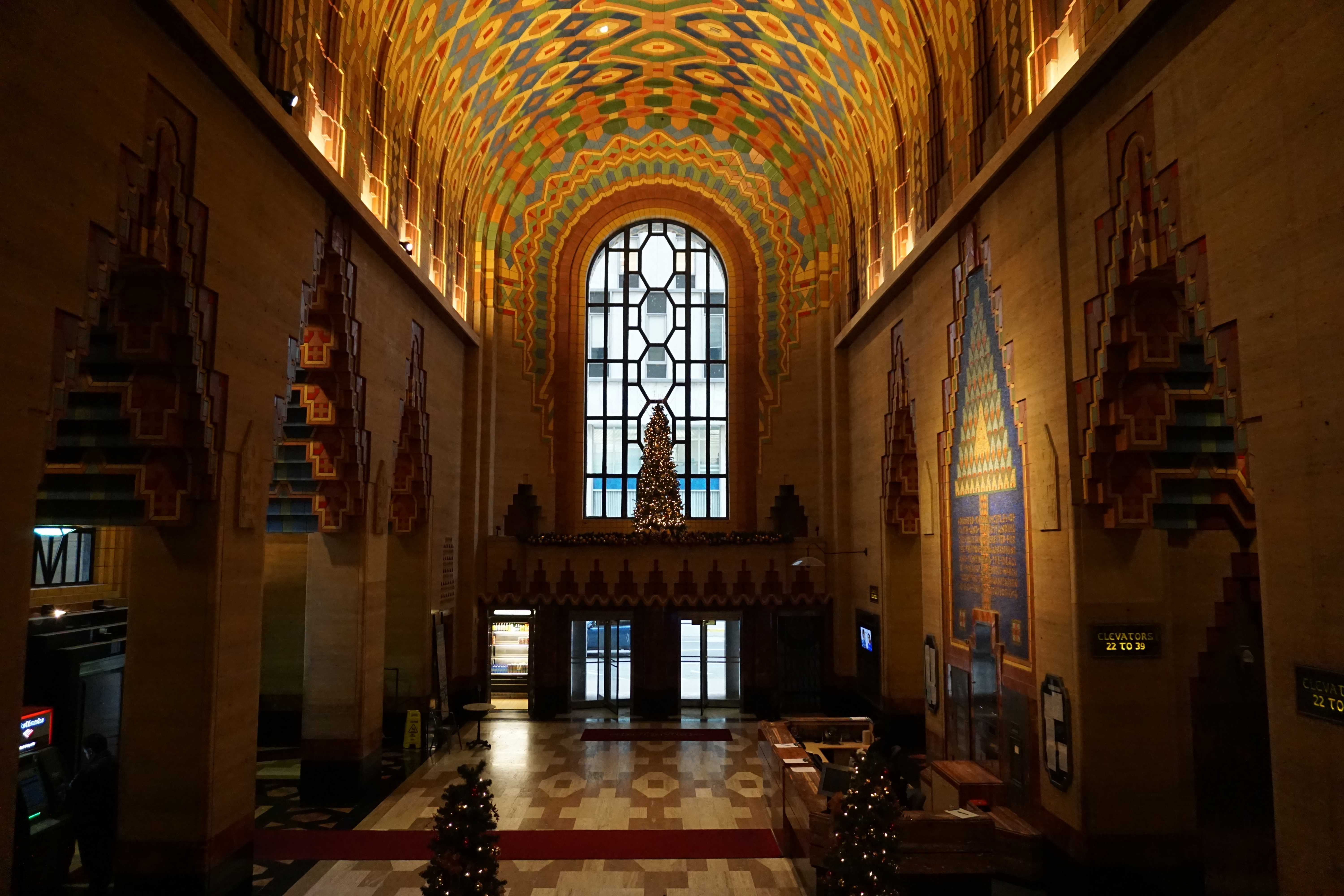
A Guardian Building előcsarnoka Detroit Wirt Rowland tervezése (1929)
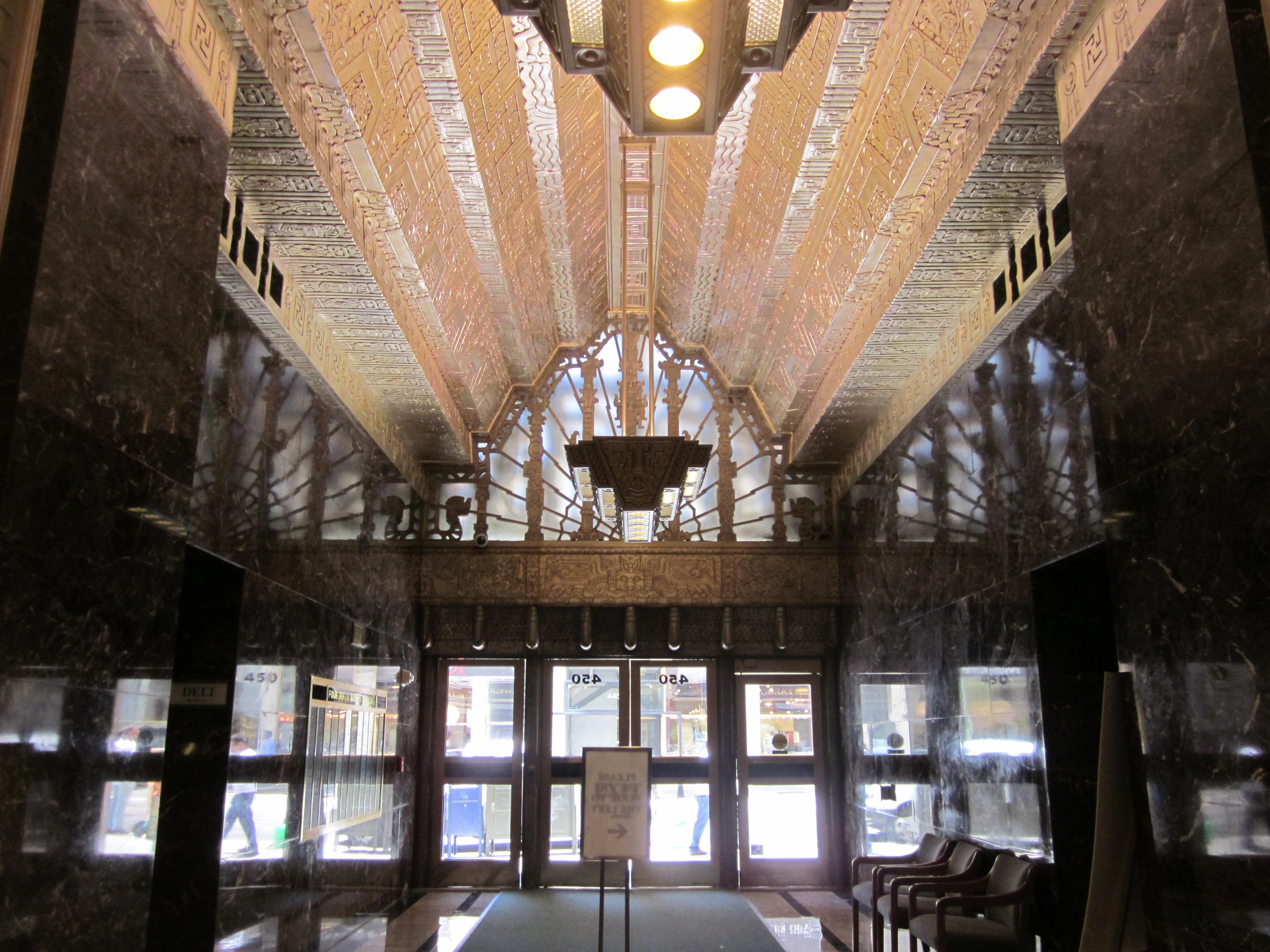
Egy kaliforniai felhőkarcoló maja stílusú előcsarnoka San Francisco, 450 Sutter Street, Timothy Pflueger tervezése (1929)
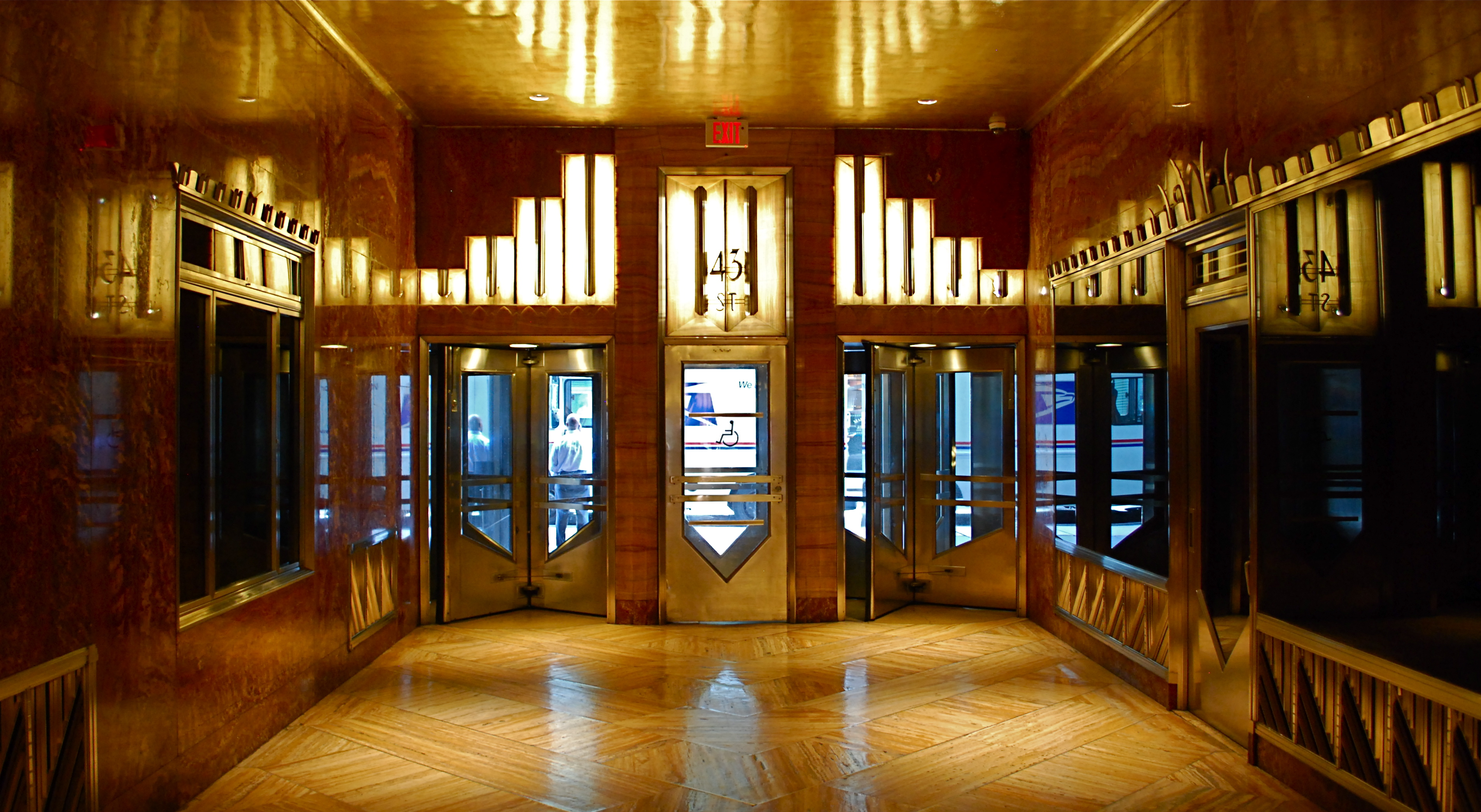
A Chrysler Building előcsarnoka William Van Alen tervezése, New York (1930)
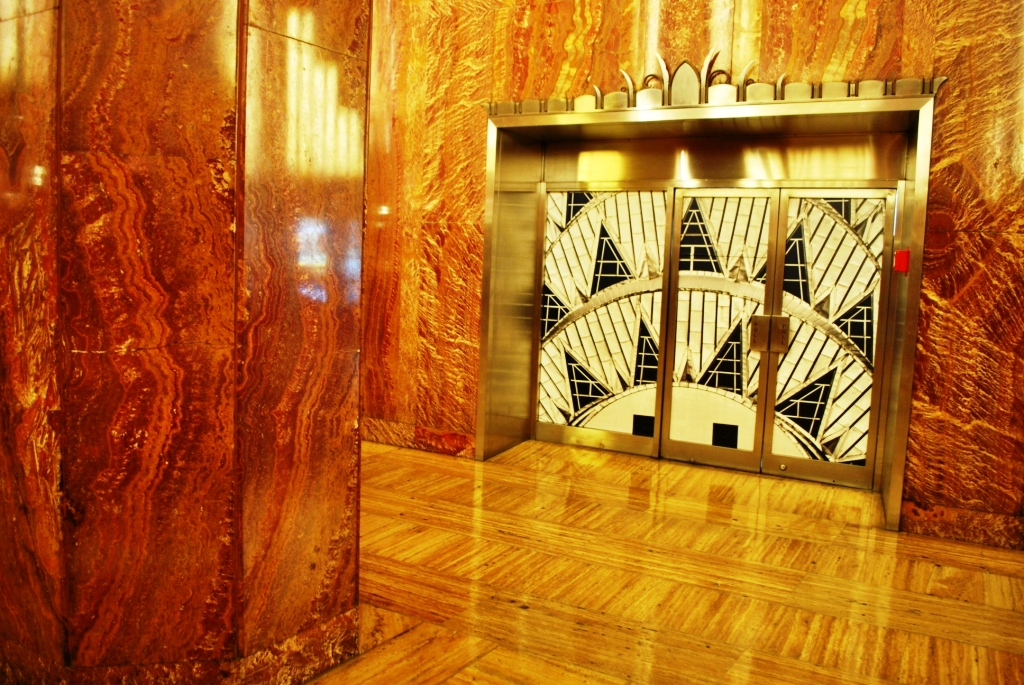
Lift a Chrysler Buildingben (1930)

Az art déco belsőépítészet nagy bemutatkozási lehetőségének tekintették a kormányzati épületek, színházak, irodaházak előcsarnokait. A belső teret rendkívül színesen, dinamikusan formálták, szobrokkal, falfestményekkel, a geometrikus ornamentikát márványból, üvegből, kerámiából, rozsdamentes acélból alakították ki.

### Felhőkarcolók

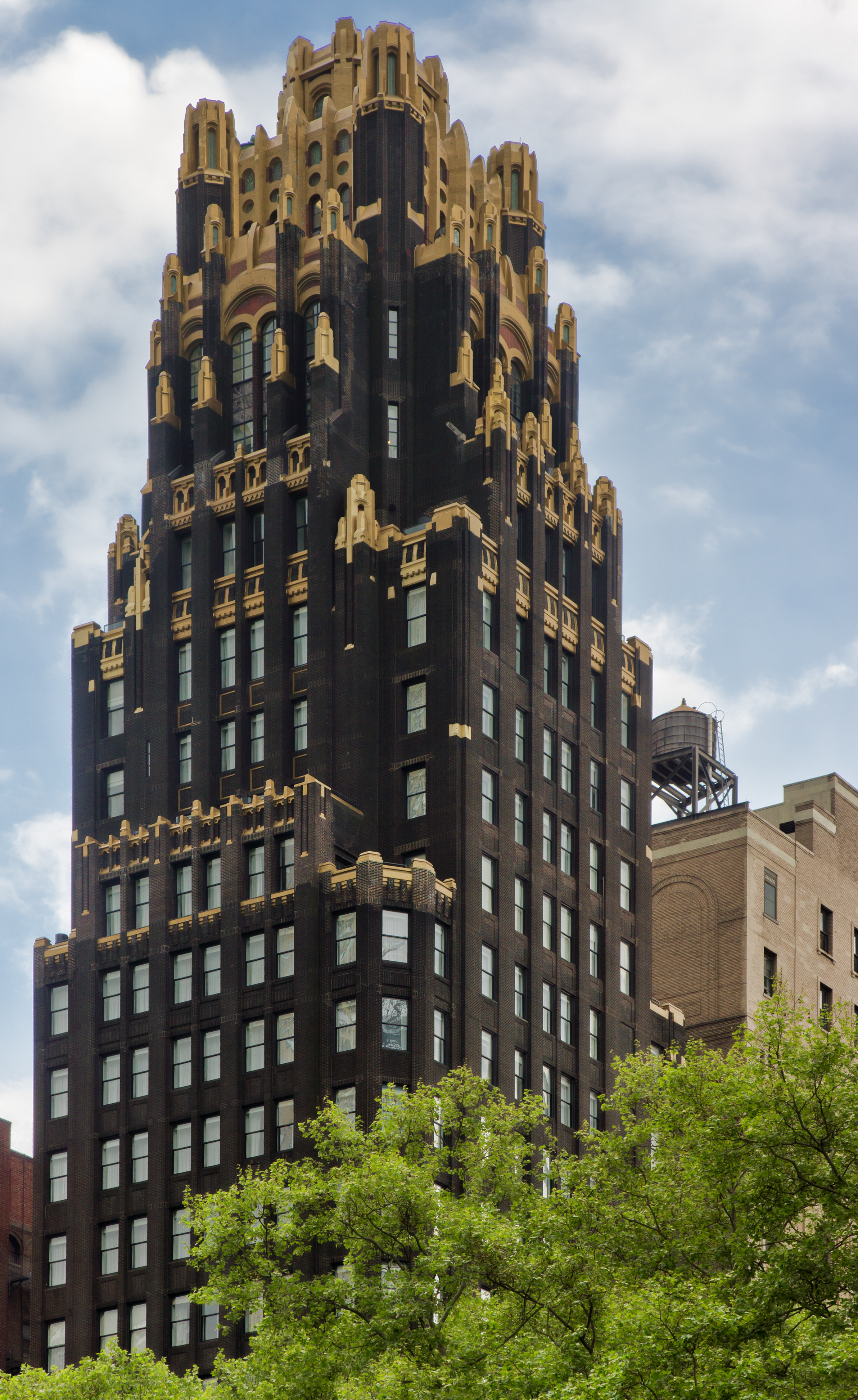
Az American Radiator Building, New York, Raymond Hood tervezése (1924)
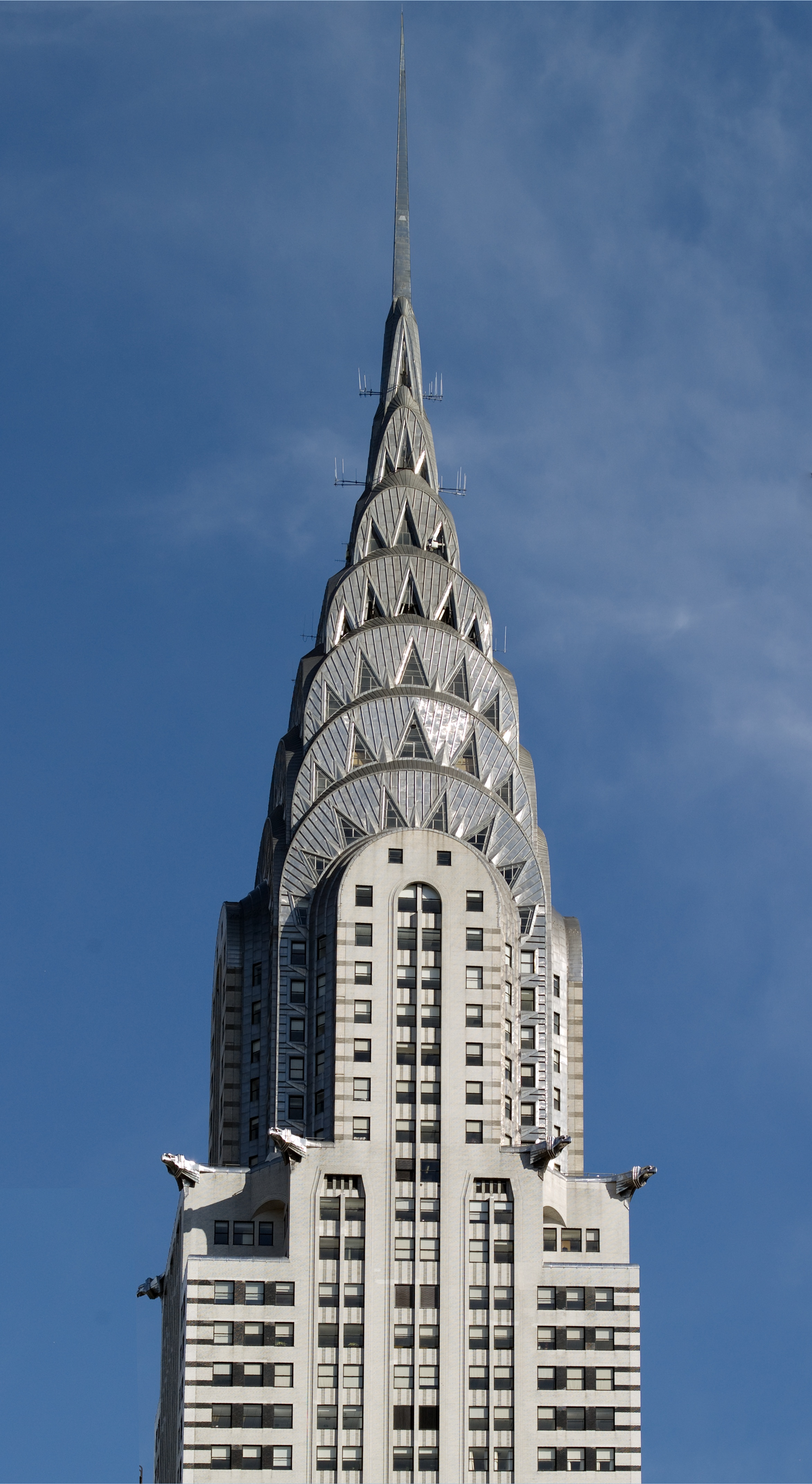
Chrysler Building, New York City, William Van Alen tervezése (1928–30)
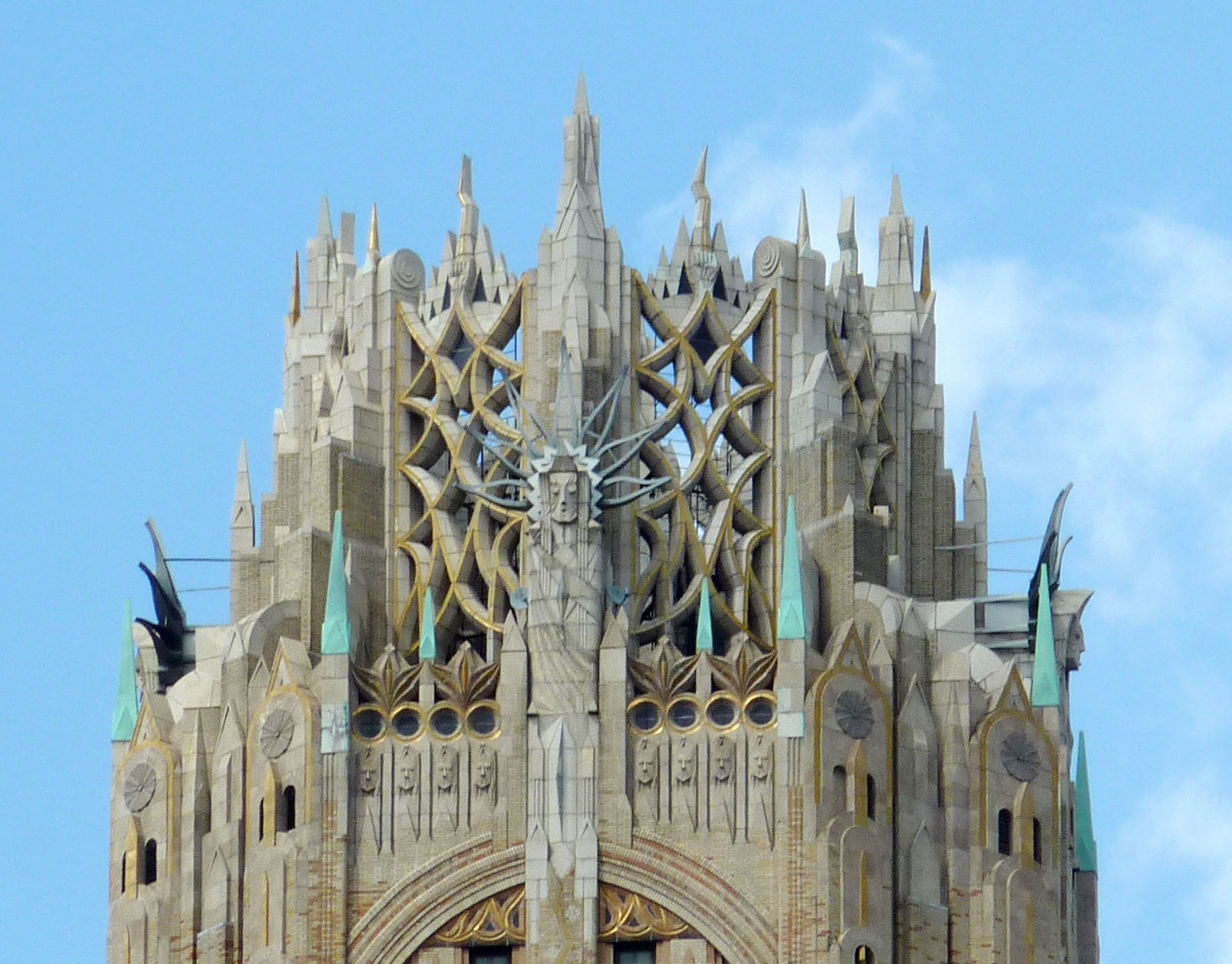
A General Electric épületének csúcsa, Manhattan Lexington Avenue 570
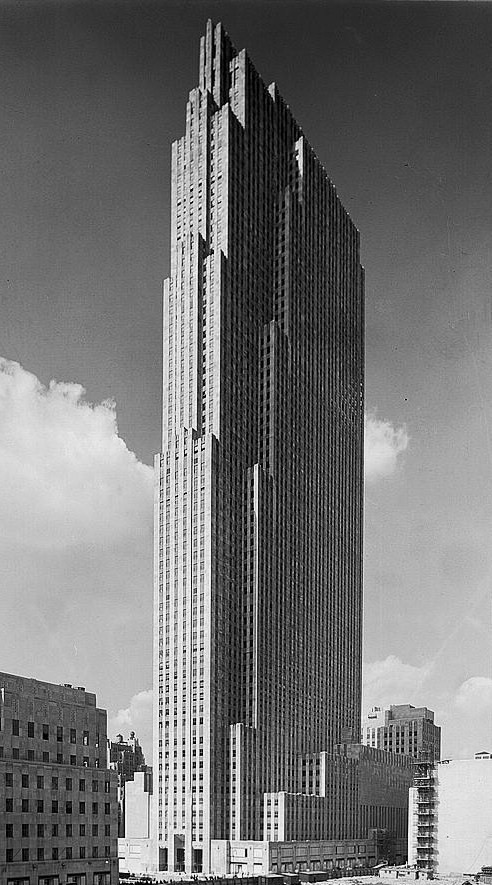
30 Rockefeller Plaza, jelenleg a Comcast épülete a Rockefeller Centerben. Raymond Hood tervezte (1933)

Az amerikai felhőkarcolók jelentették sokaknak az építészet csúcsát, ezek lettek a világ legmagasabb, legismertebb épületei. A Raymond Hood által 1924-ben tervezett American Radiator Building a gótikus és art déco elemeket vegyítette. A homlokzat fekete téglája a szenet szimbolizálta, a homlokzatot borító arany tégla a tűz szimbóluma, a bejáratot márvánnyal és fekete tükörrel díszítették. Egy másik korai art déco stílusú felhőkarcoló volt a Detroitban 1929-ben épült Guardian Building, melyet a modernista építész, Wirt C. Rowland tervezett. Az épületen alkalmazták először a rozsdamentes acélt díszítő elemként, emellett a hagyományos ornamentika helyett színes mintázatokat. Manhattanben az 1930-ban felépült William Van Alen által tervezett 77 emeletes Chrysler Building külső felületét rozsdamentes acél díszítette, a torony alapján autók hűtősapkáját formáló geometriai díszekkel, melyek a modernitást és egyúttal az autógyártást is szimbolizálták.

### Áramvonalas stílus

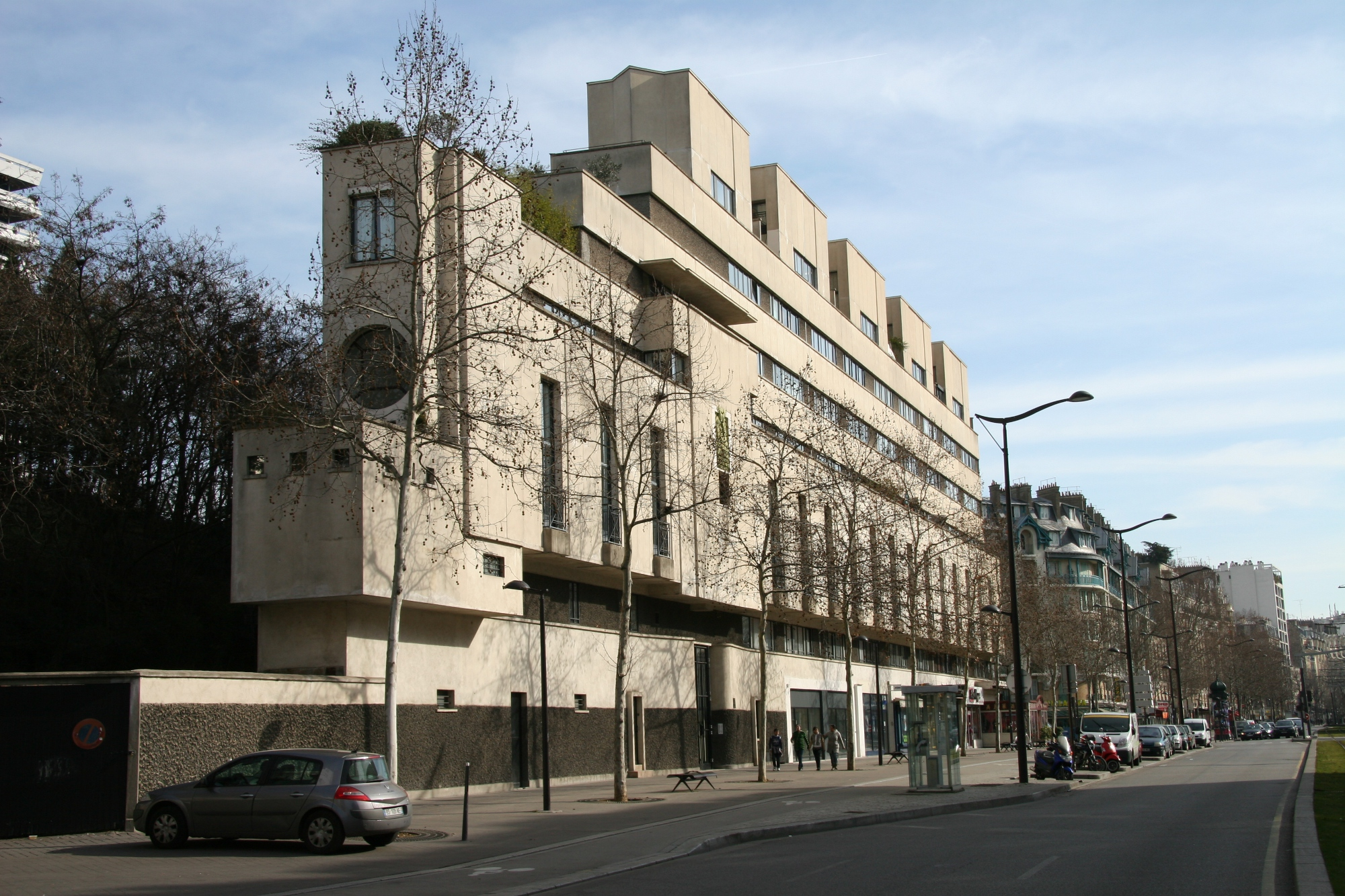
Egy paquebot, óceánjáró stílusú épület, Párizs, 3 boulevard Victor (1935)
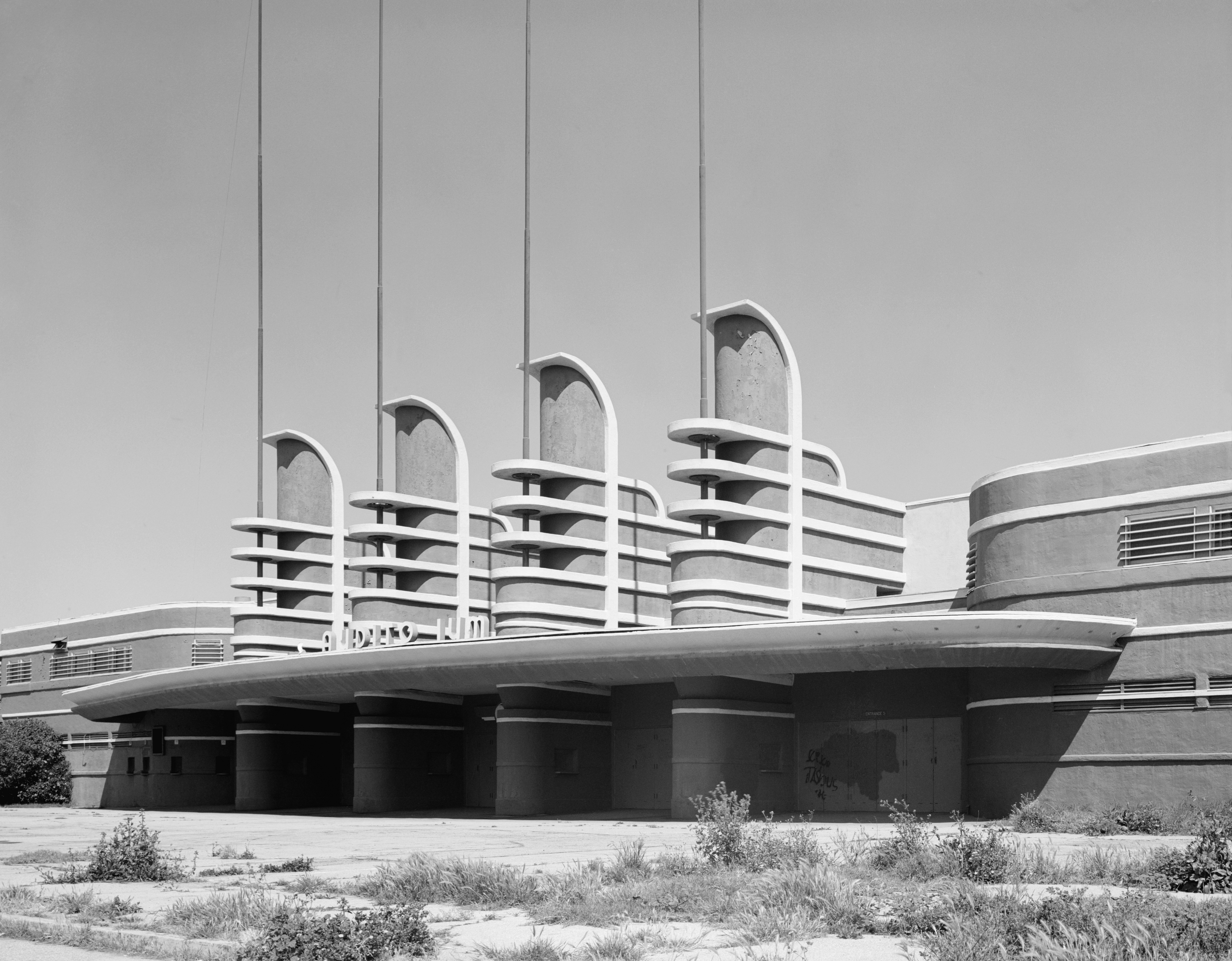
Pan-Pacific Auditorium – egykori sportcsarnok -, Los Angeles (1936)
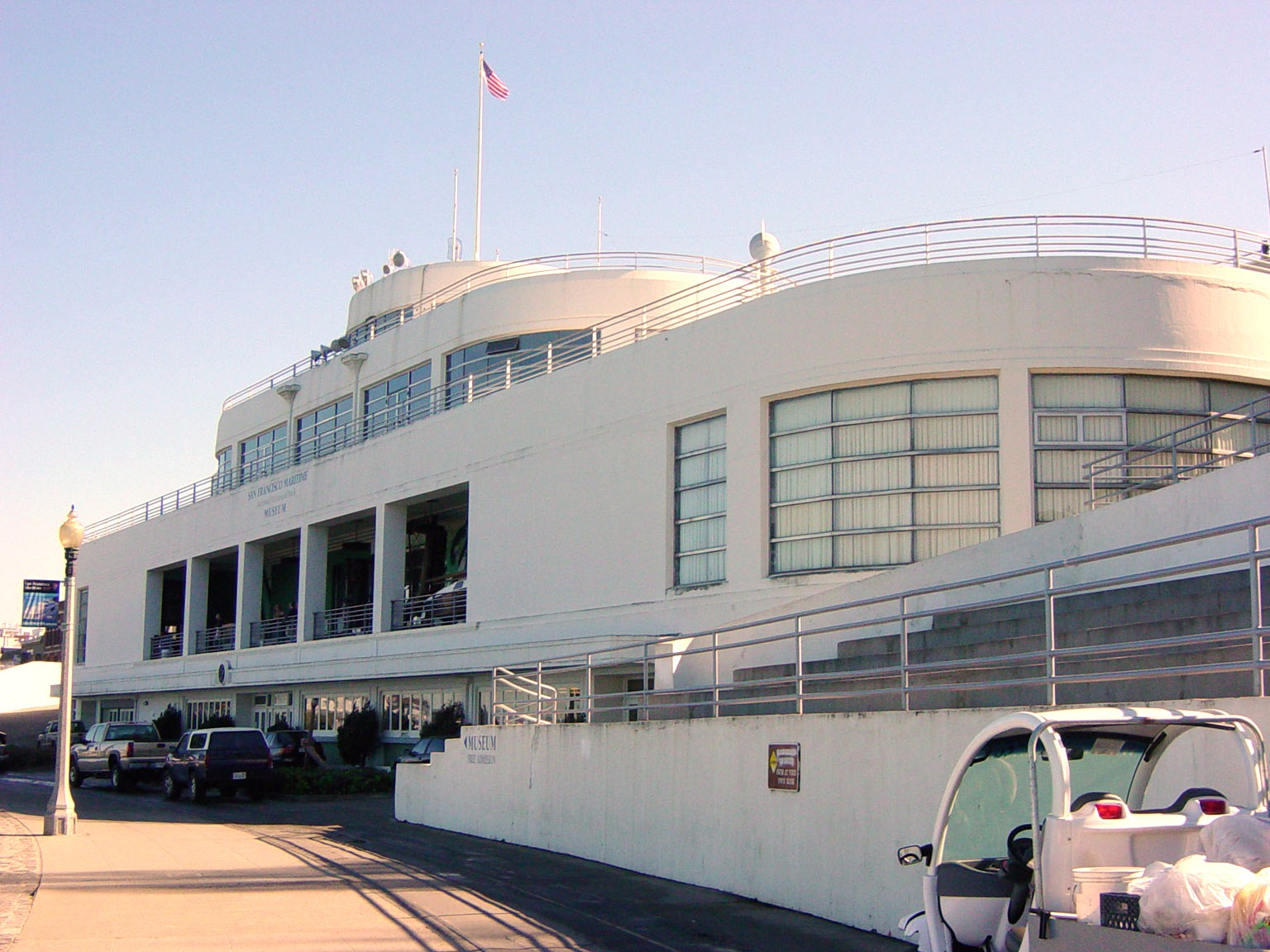
A San Franciscó-i Tengerészeti Múzeum, eredetileg fürdőépület volt (1936)
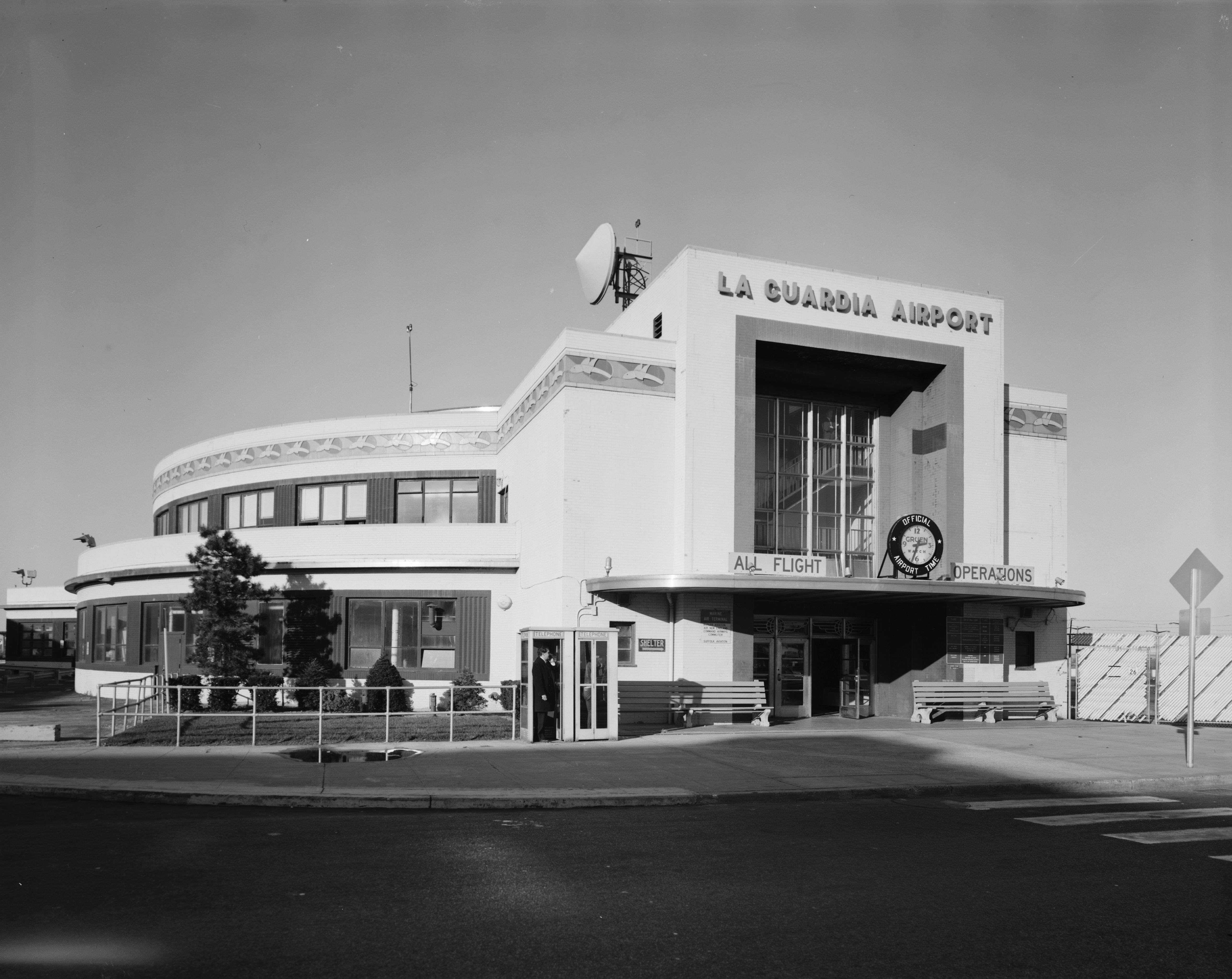
LaGuardia repülőtér Marine Air terminálja, a Pan Am európai járatai innen indultak, New York (1937)
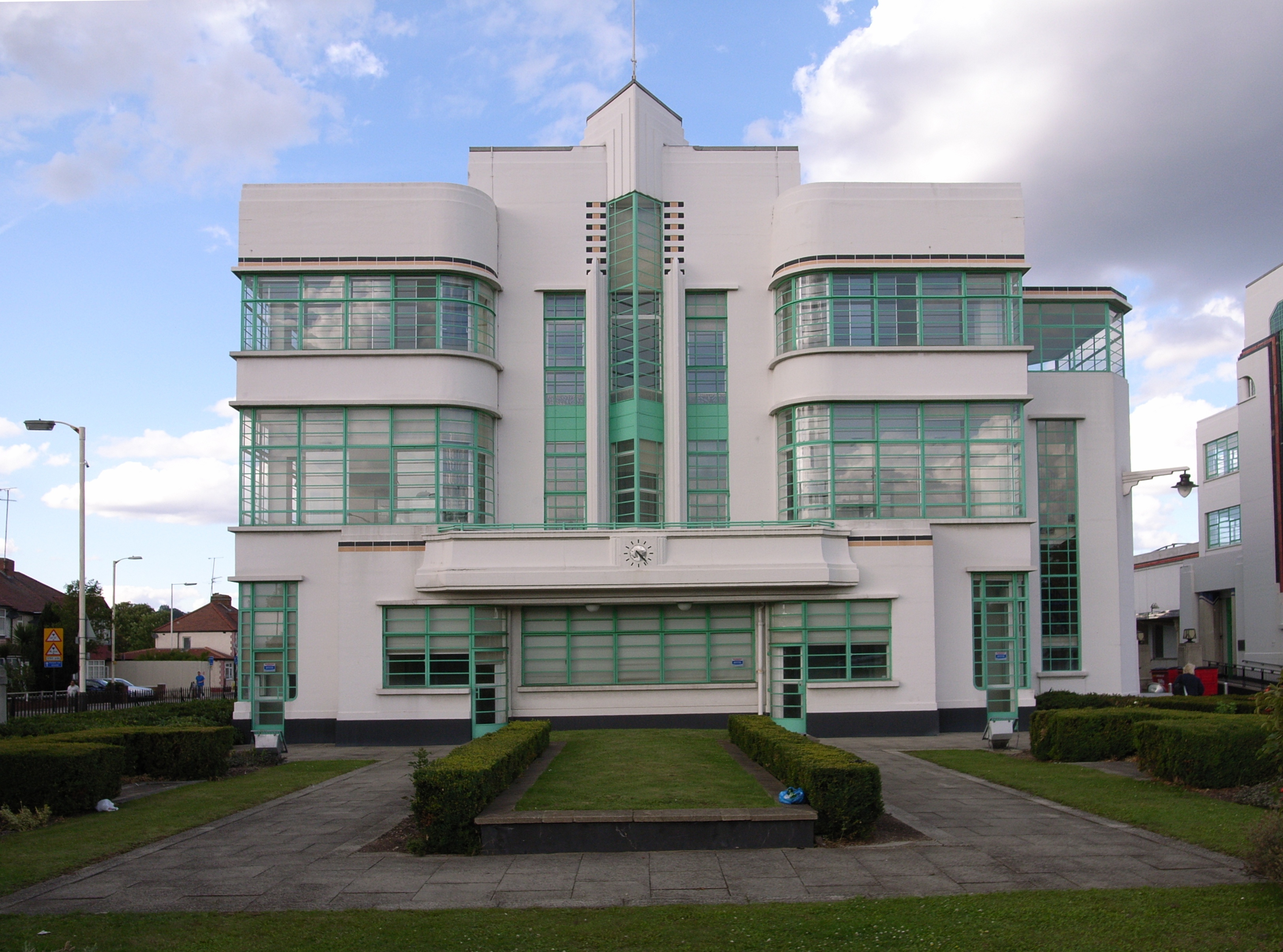
A Hoover Building, Wallis, Gilbert and Partners tervezése, London (1938)
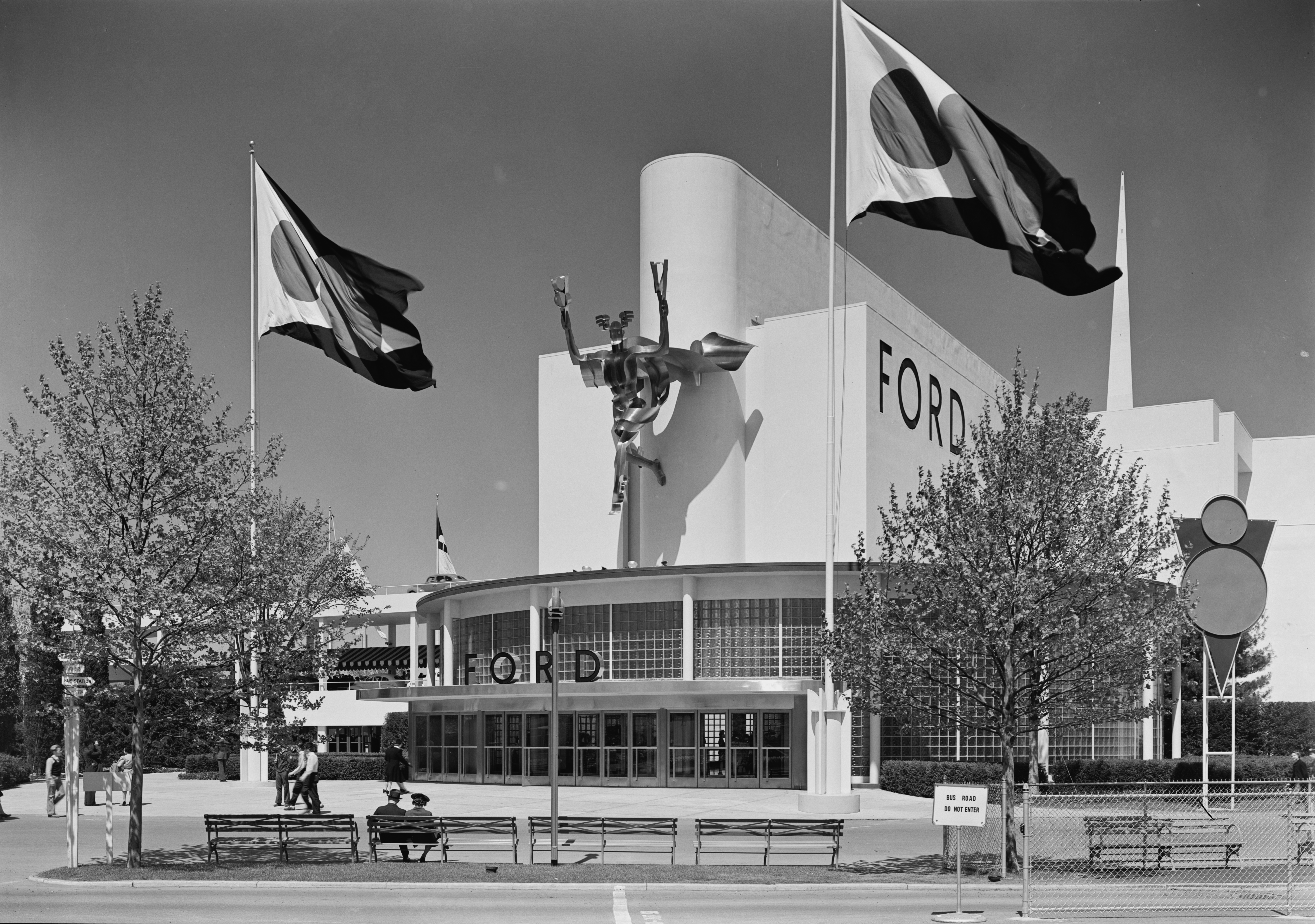
A Ford pavilon az 1939-es New York-i világkiállításon
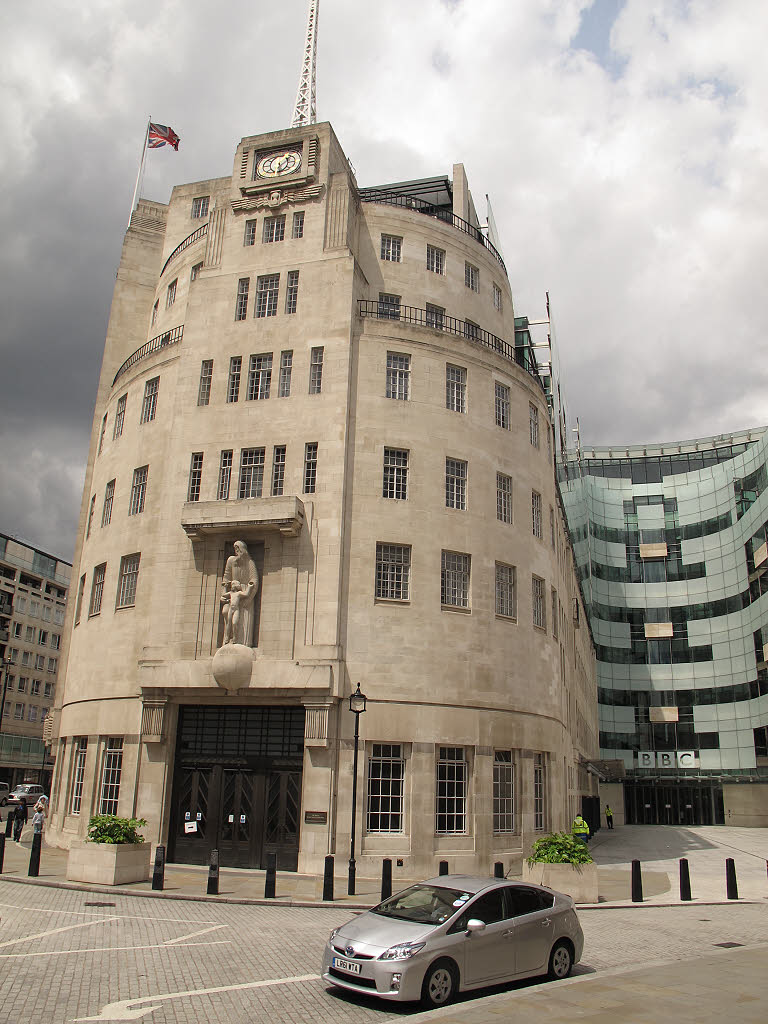
A BBC Broadcasting House, London (1931)

Az 1930-as években, az art déco építészetben egy új irányzat bukkant fel, az úgynevezett streamline modern, vagy egyszerűen csak streamline, ill. francia nevén a paqueboat, azaz az áramvonalas stílus. Jellegzetességei a lekerekített sarkok, hajóformájú épülettömeg, a hosszú vízszintes vonalak, a vasbeton épületek szinte mindig fehérek voltak; néha a tengerjárók funkcióval is díszítették az épületeket, mint például kerek kajütablakokkal, hosszan elnyúló, tömörmellvédű balkonokat vízszintes csőkorlátokkal. A szállók és magánvillák napozóteraszai néha hajófedélzethez hasonlítottak. A lekerekített sarok nem volt teljesen új; ez megjelent már 1923-ban Berlinben is az Erich Mendelsohn által tervezett Mosse-házban, vagy a Potsdamba tervezett Einstein-toronynál, majd később a Hoover Buildingben, mely London egyik külvárosának – Perivale – egy ipari komplexuma volt. Az Egyesült Államokban az áramvonalas stílus inkább a közlekedéshez volt kapcsolható, az irodaházakra nemigen volt jellemző, de gyakran használták repülőtéri termináloknál, mint például a LaGuardia repülőtér esetében New Yorkban, ahonnan a Pan Am első transzatlanti járatai szálltak fel, valamint a közúti építészetben, buszpályaudvaroknál, vagy benzinkutaknál. Az 1930-as évek végén egy sor éttermet korszerű vasúti kocsik mintájára rendeztek be, mint pl. New Englandben is, ahol legalább két példája megőrződött, ezeket már történelmi épületekként regisztrálták.

## Dekoráció, motívumok

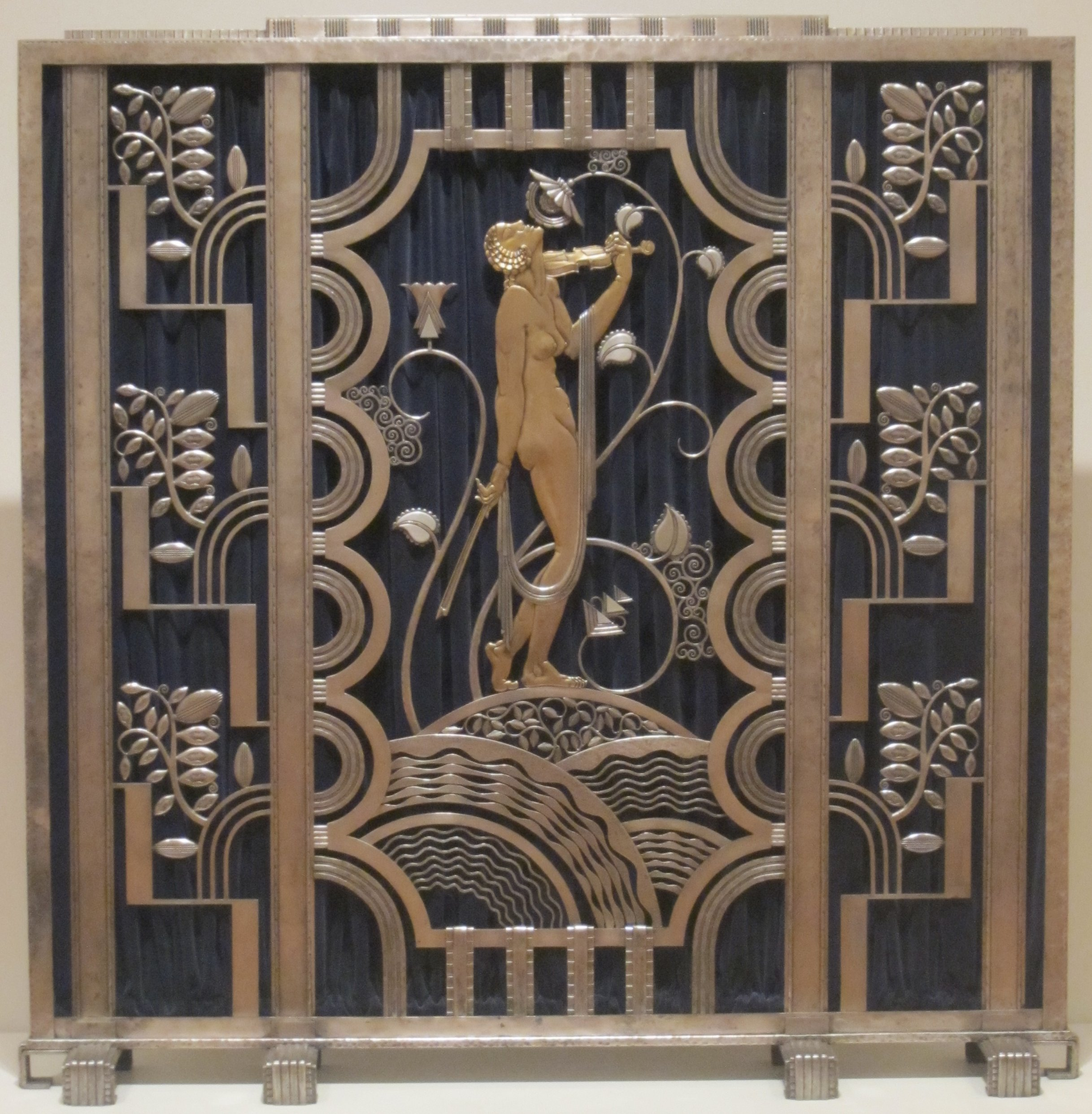
Vas kandallóelőlap lap Rose Iron Works, Cleveland (1930)
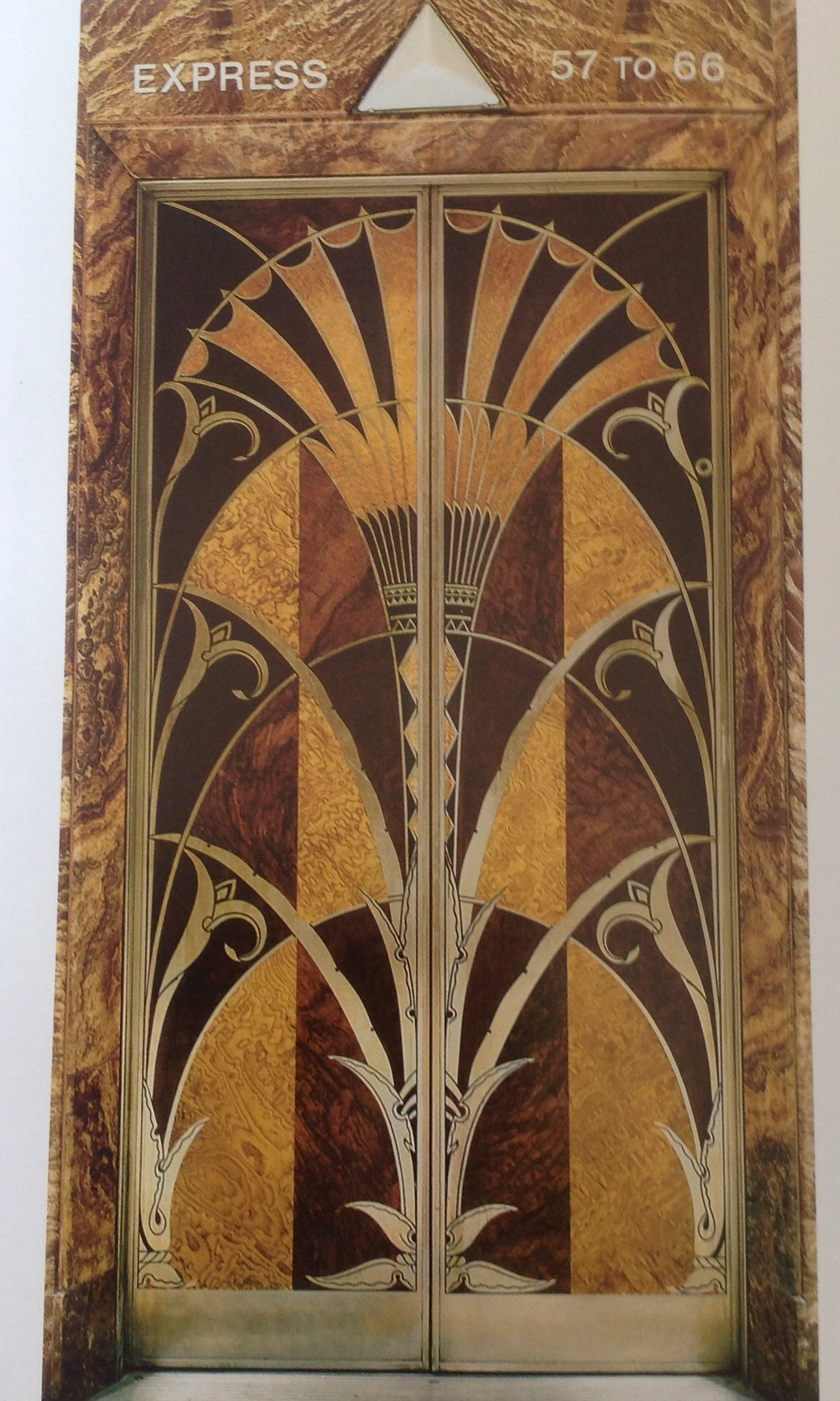
A Chrysler Building liftajtója William Van Alen (1927–30)
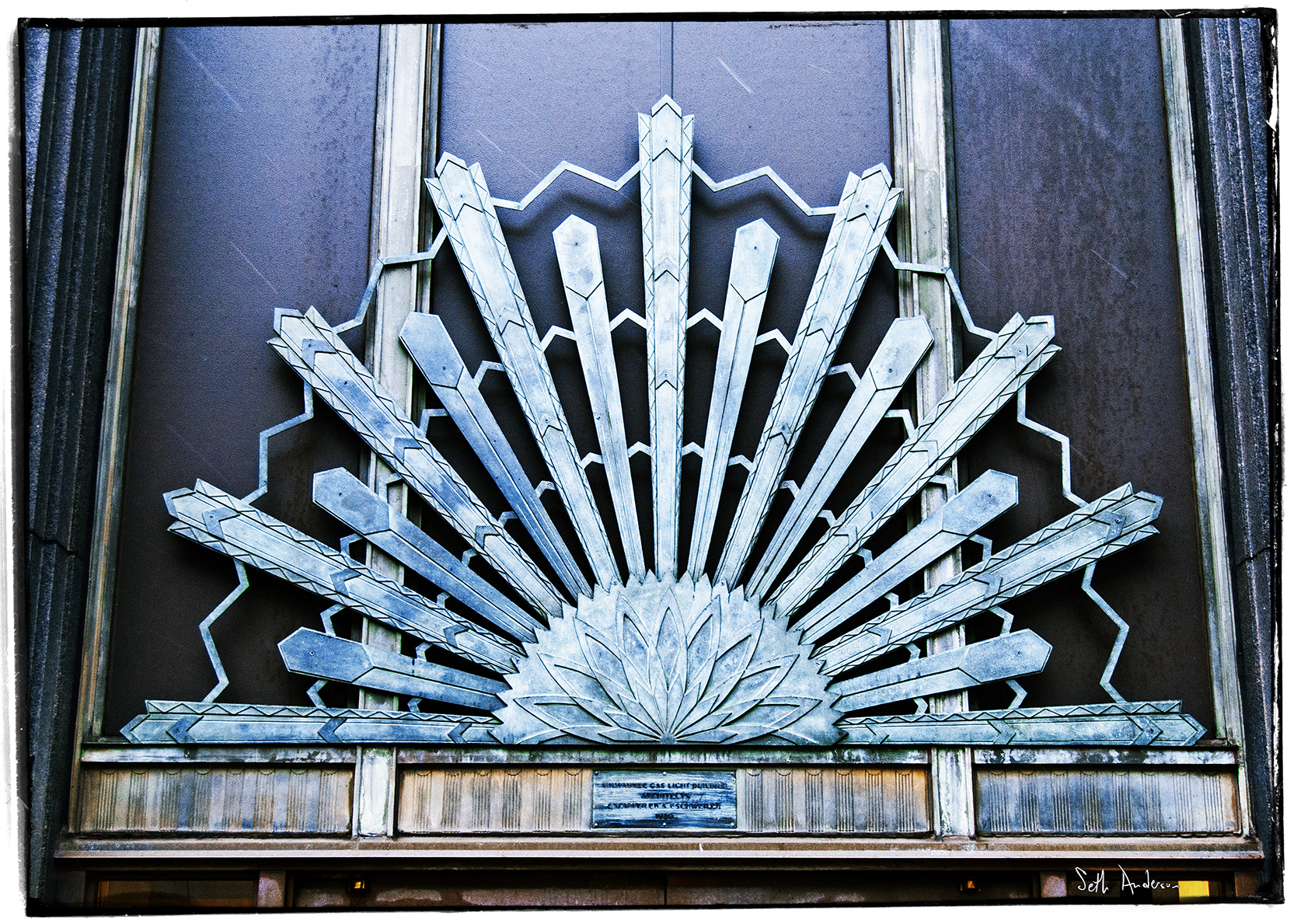
Napmotívum Wisconsin Gas Building (1930)
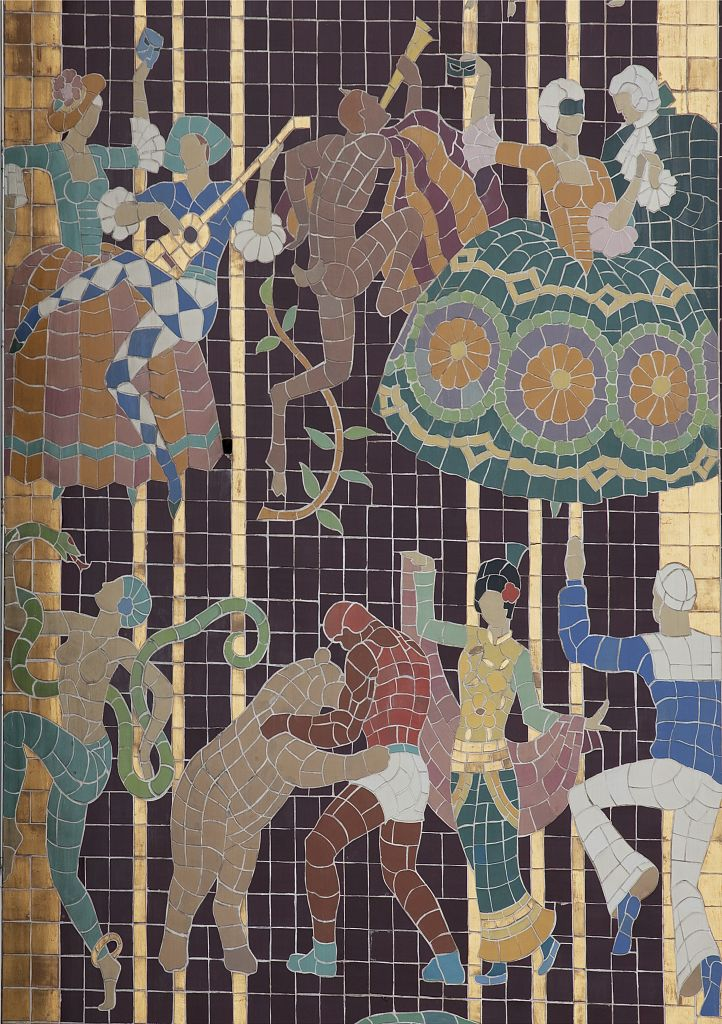
Egy Paramount-mozi mozaikhomlokzatának részlete Oakland (Kalifornia) (1931)

## Bútorok

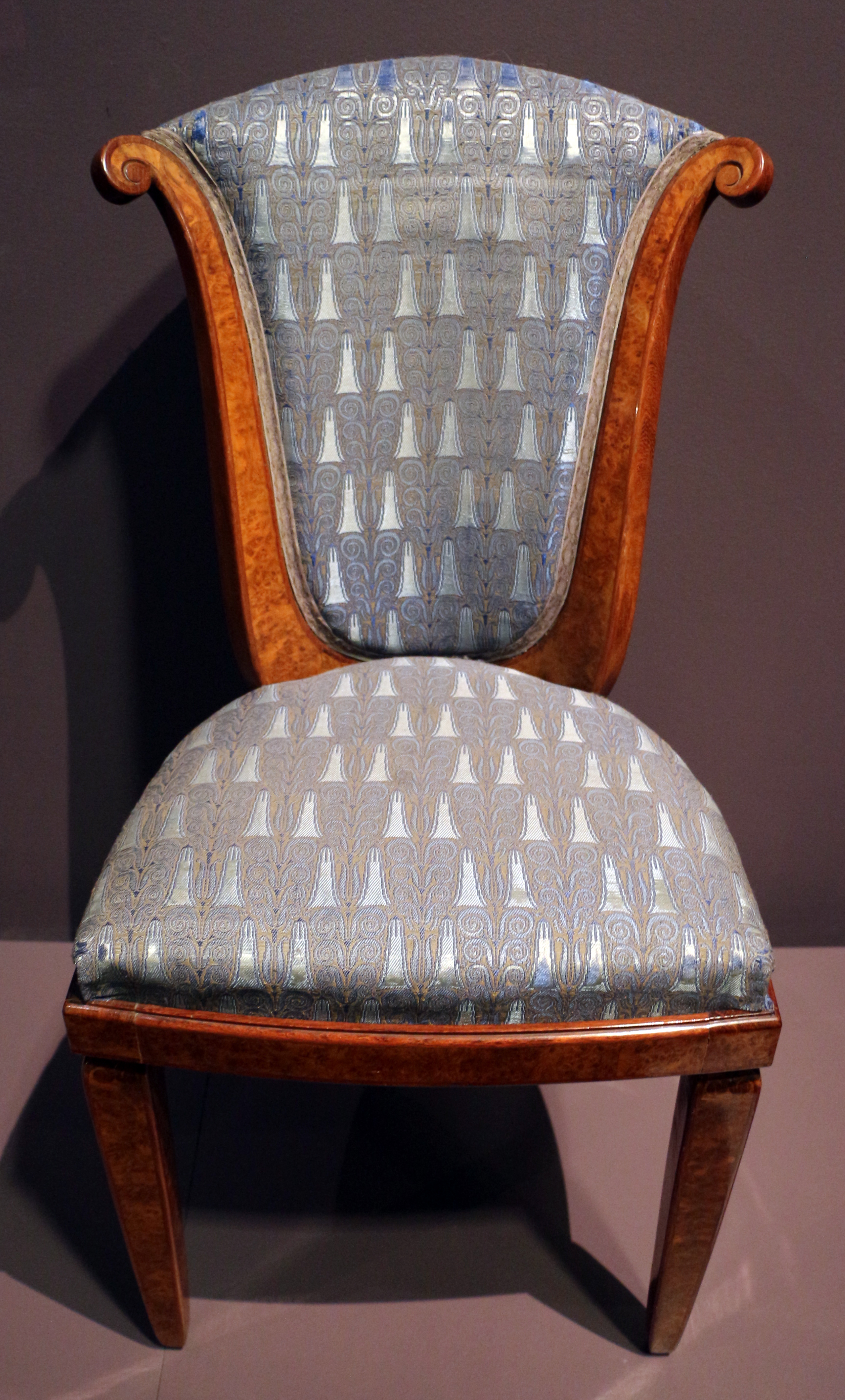
Paul Follot tervezte szék (1912–14)
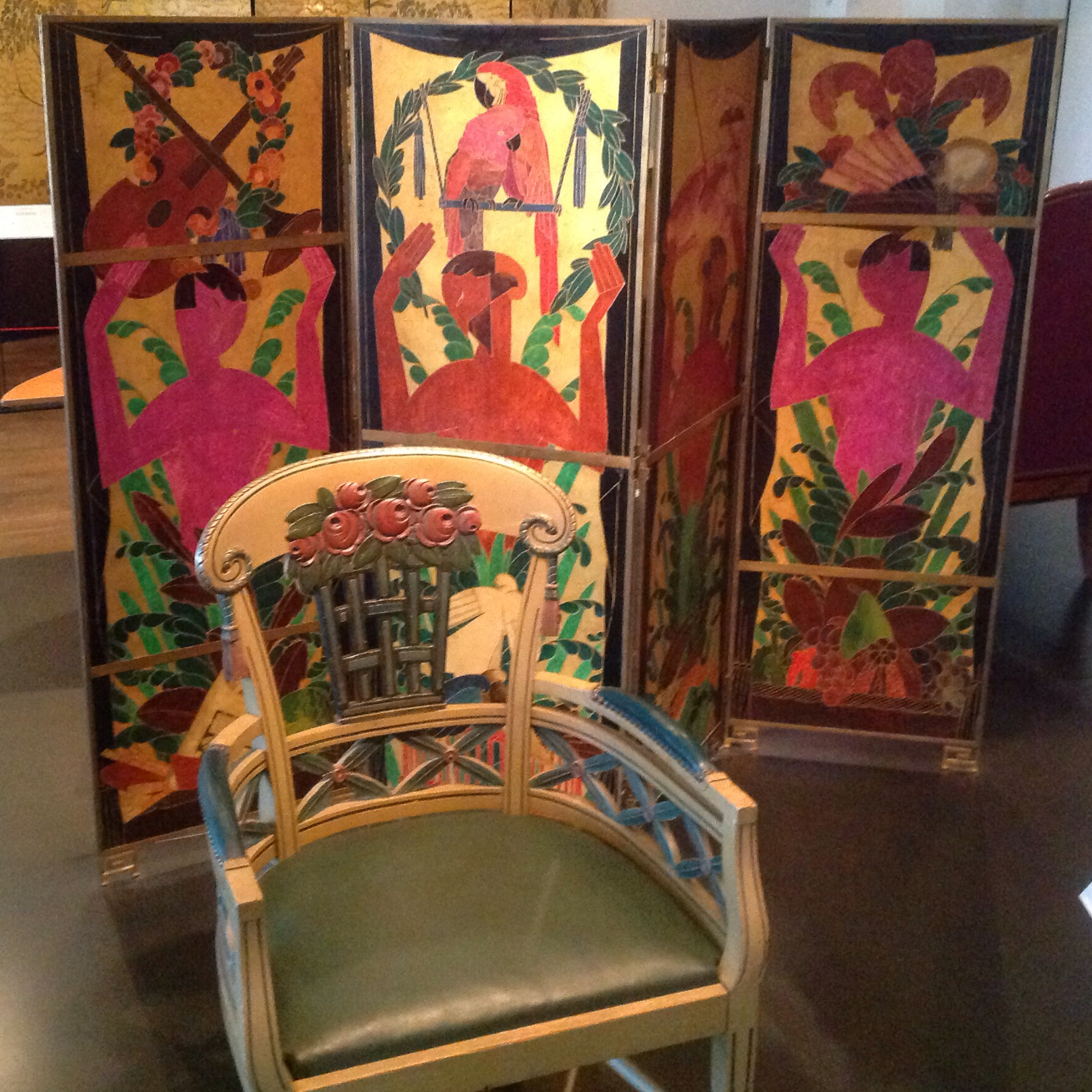
Karosszék Louis Süe (1912) André Mare festett paravánjaival (1920)
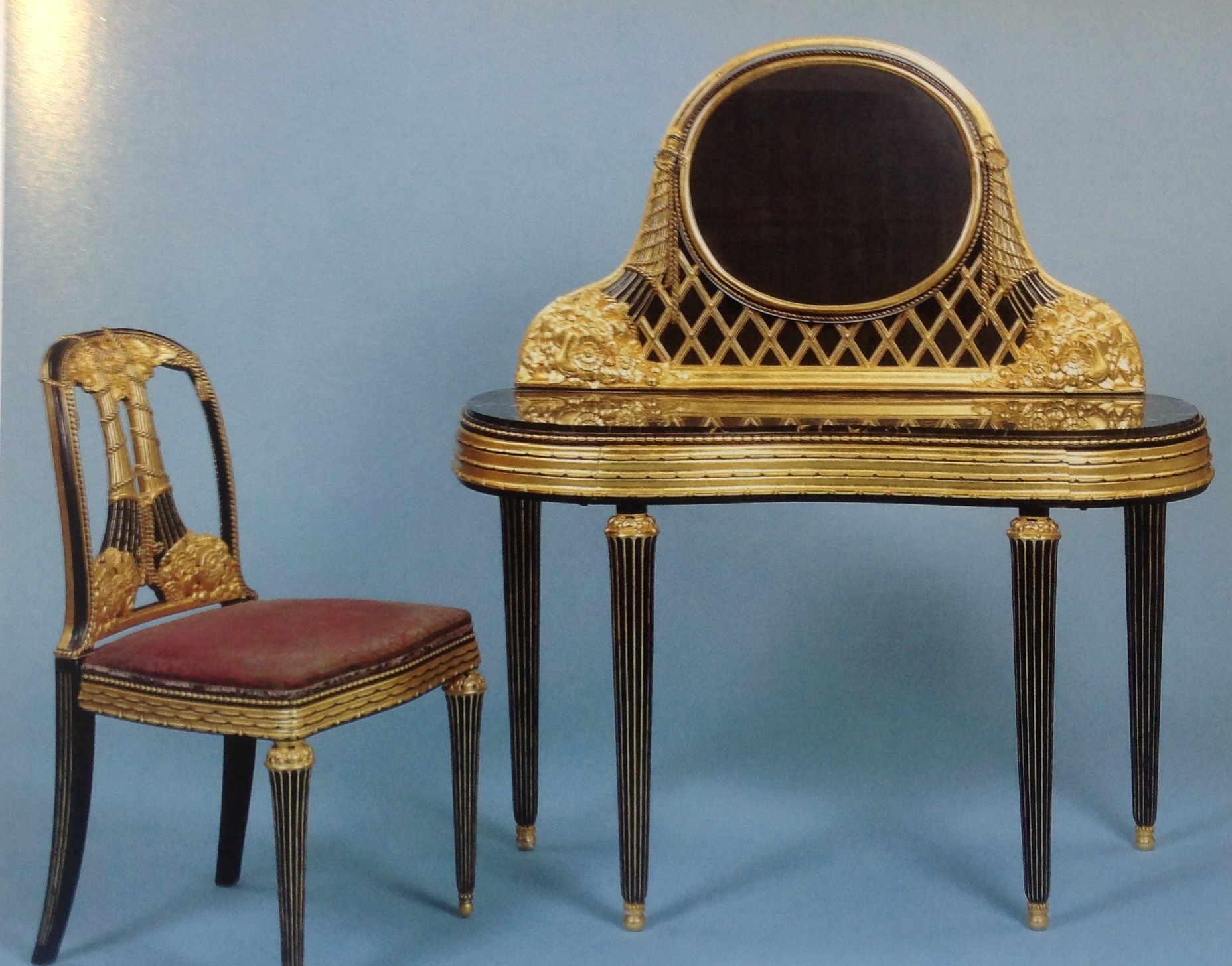
Öltözőasztal és szék márvány és lakkozott fa díszítéssel Paul Follot (1919–1920)
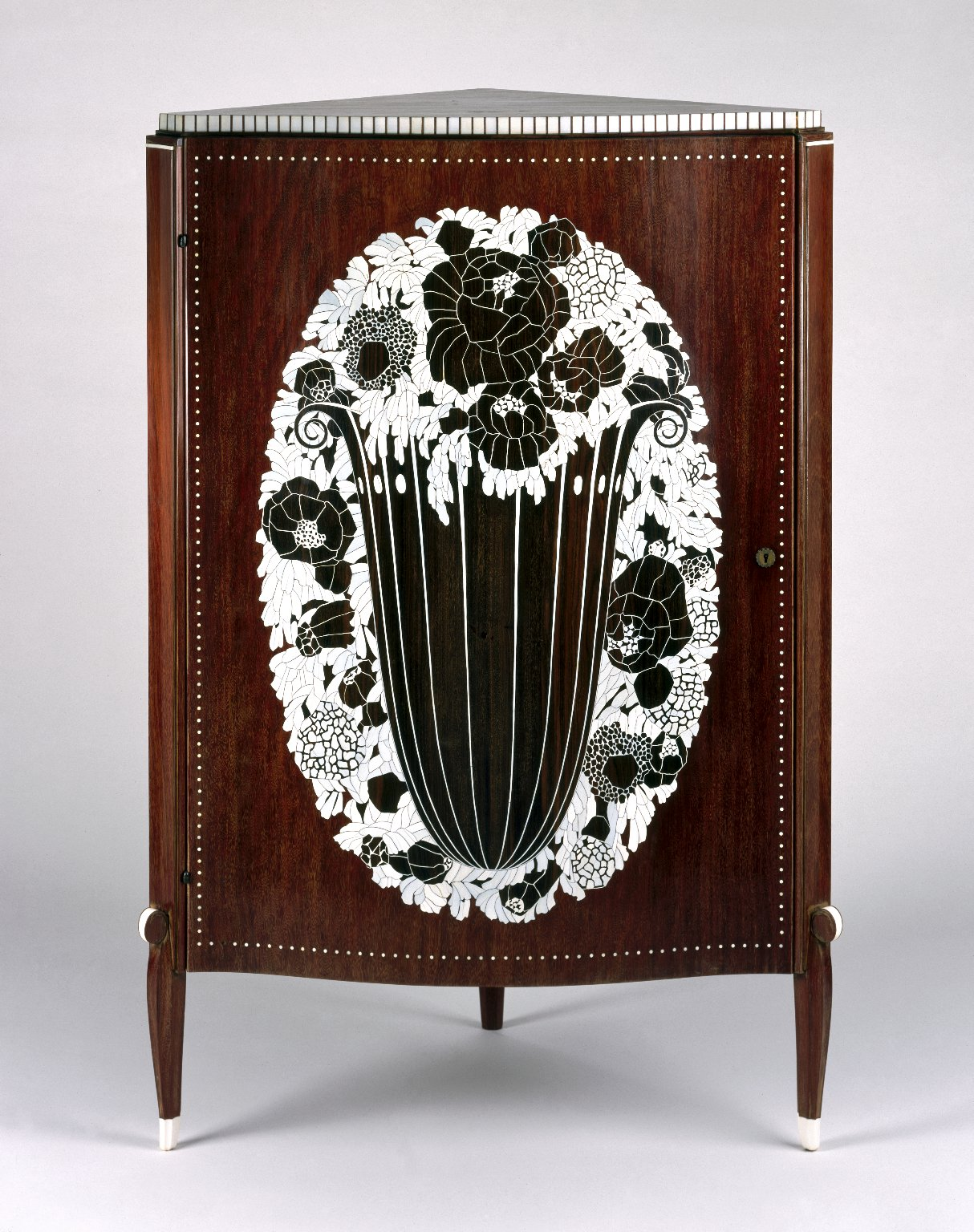
Mahagóni sarokszekrény elefántcsont rózsakoszorú díszítéssel Émile-Jacques Ruhlmann (1923)
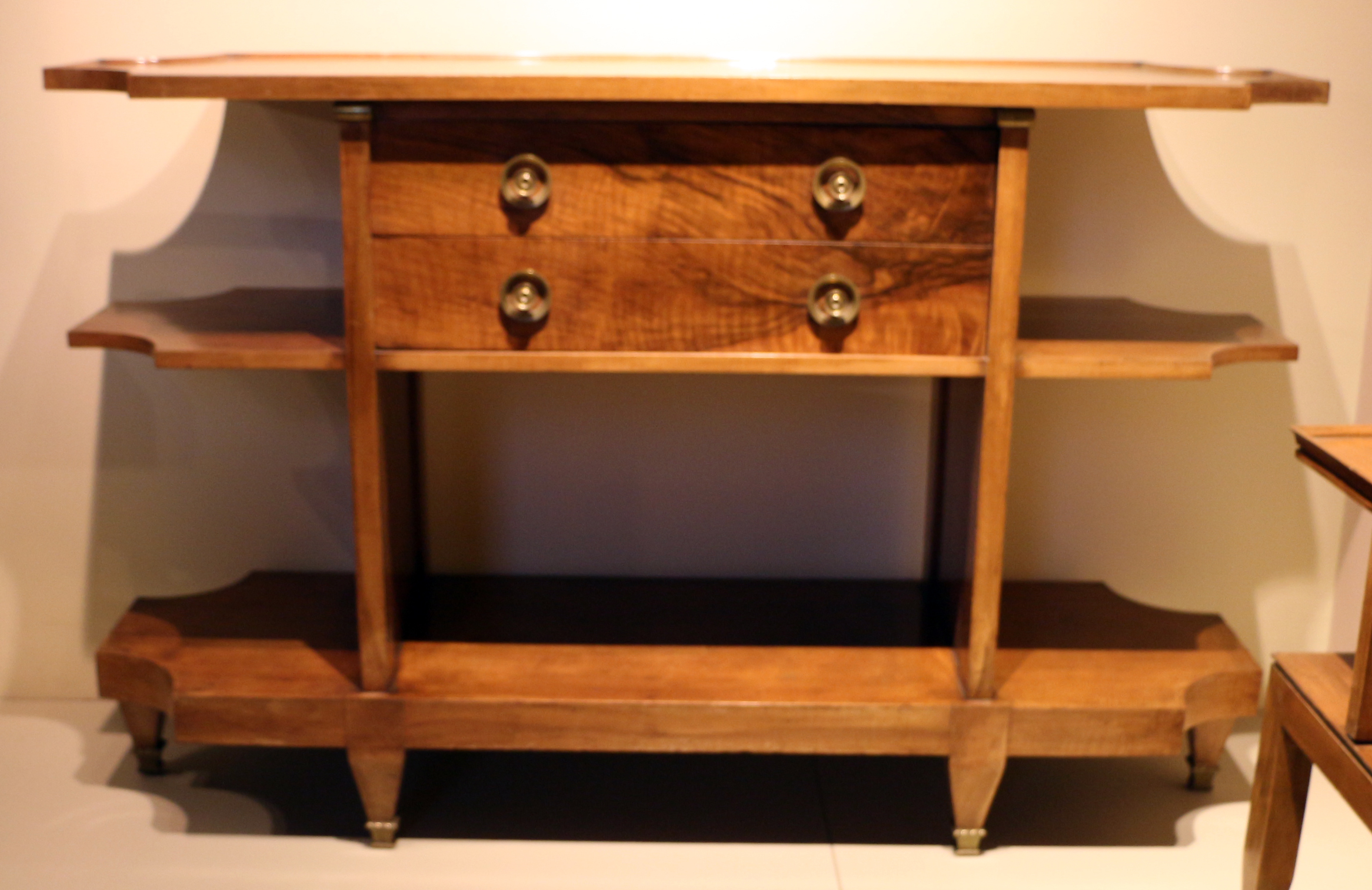
Gio Ponti bútor (1927)
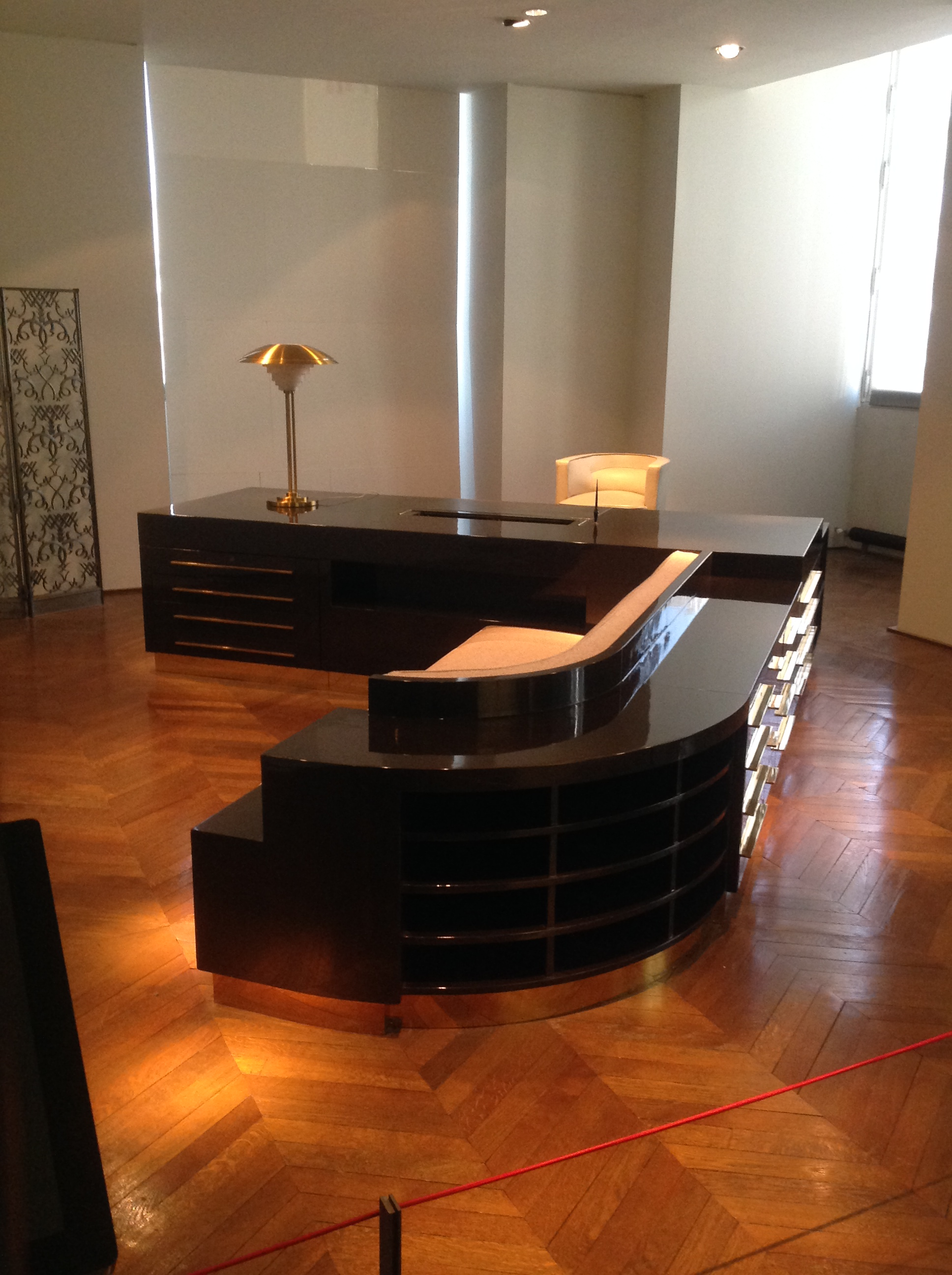
Michel Roux-Spitz tervezte íróasztal, 1930, Iparművészeti Szalon
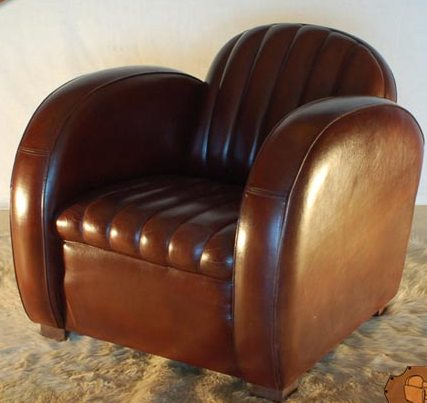
Egy art déco fotel (1930 körül)

## Ipari formatervezés

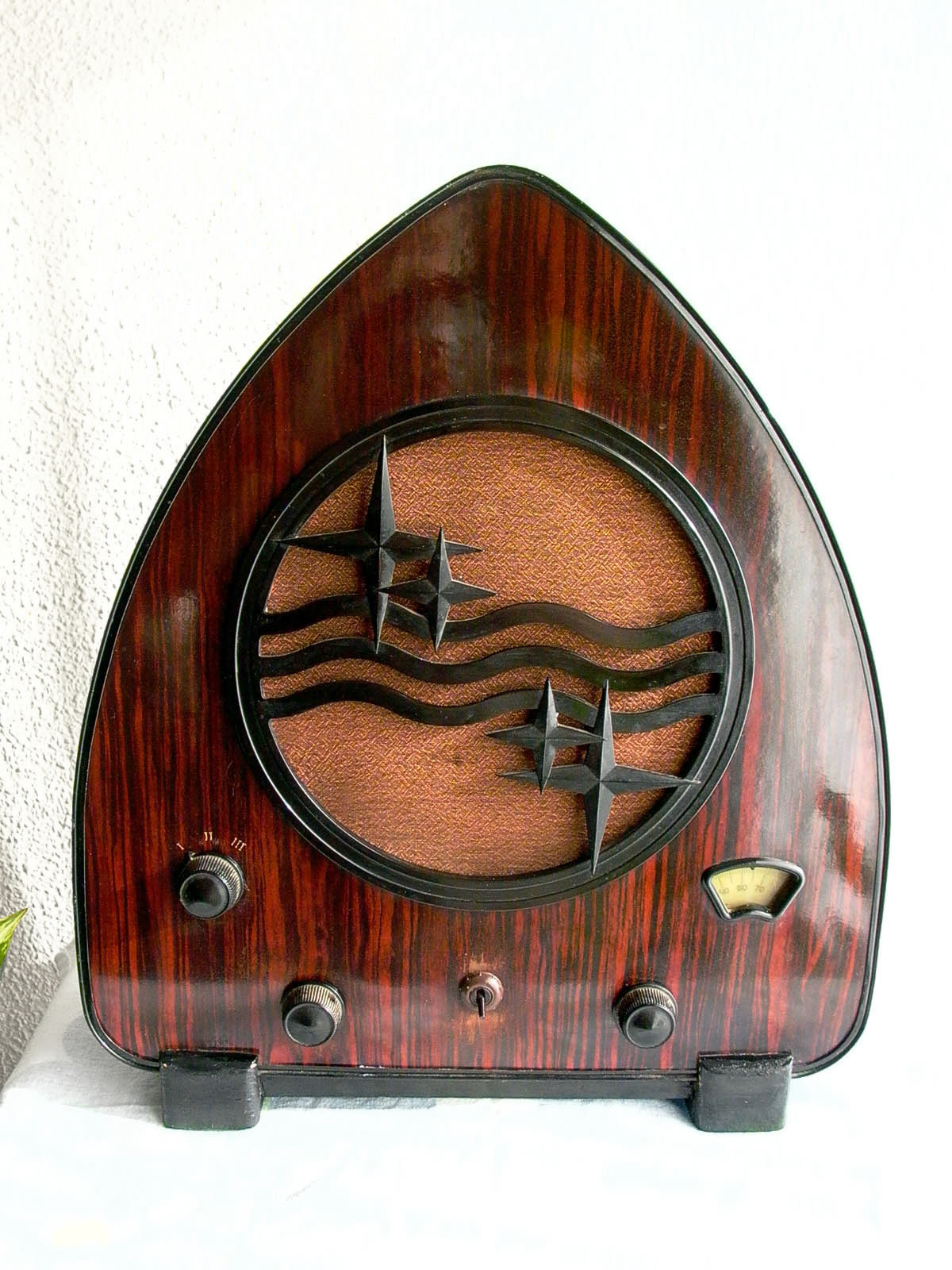
A Philips egyik art déco rádiókészüléke (1931)
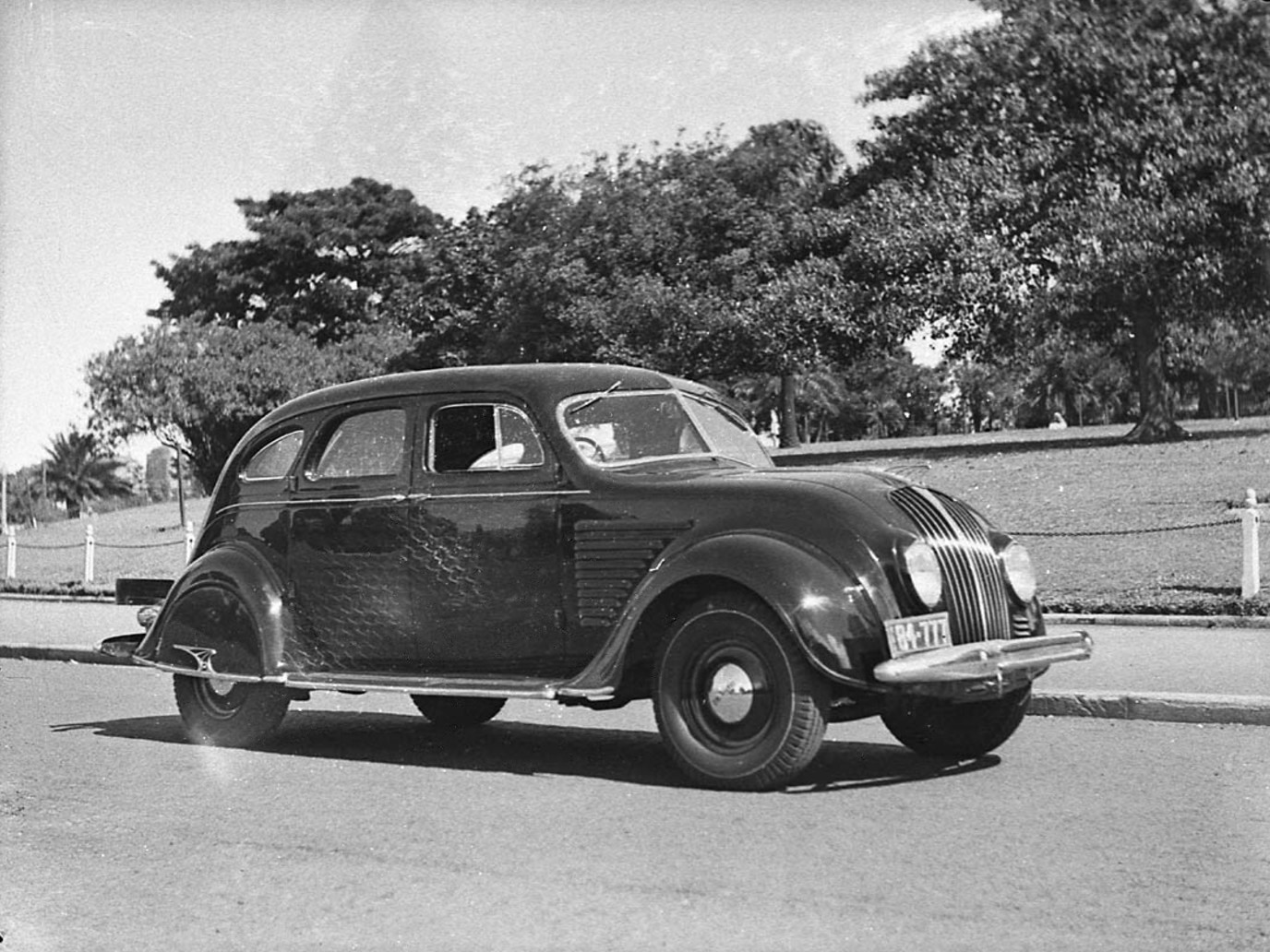
Chrysler Airflow sedan, Carl Breer tervezése (1934)
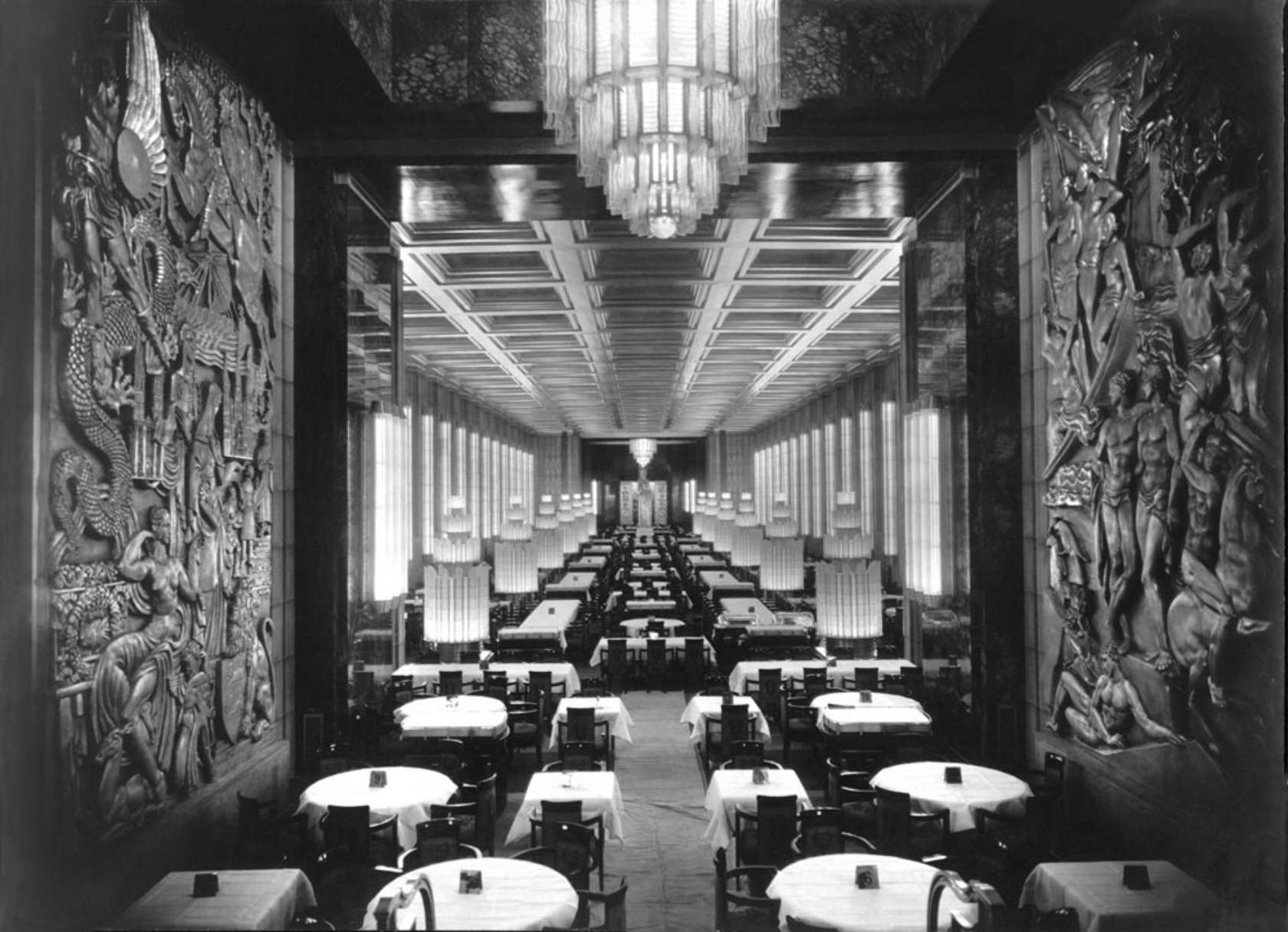
Az SS Normandie óceánjáró étkezője a reliefek tervezője Raymond Delamarre (1935)
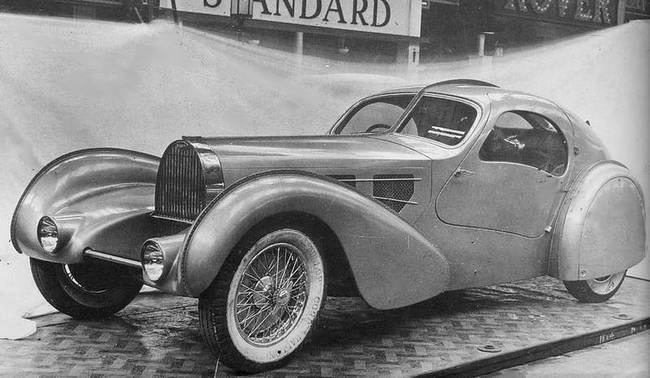
Bugatti Aérolithe (1936)
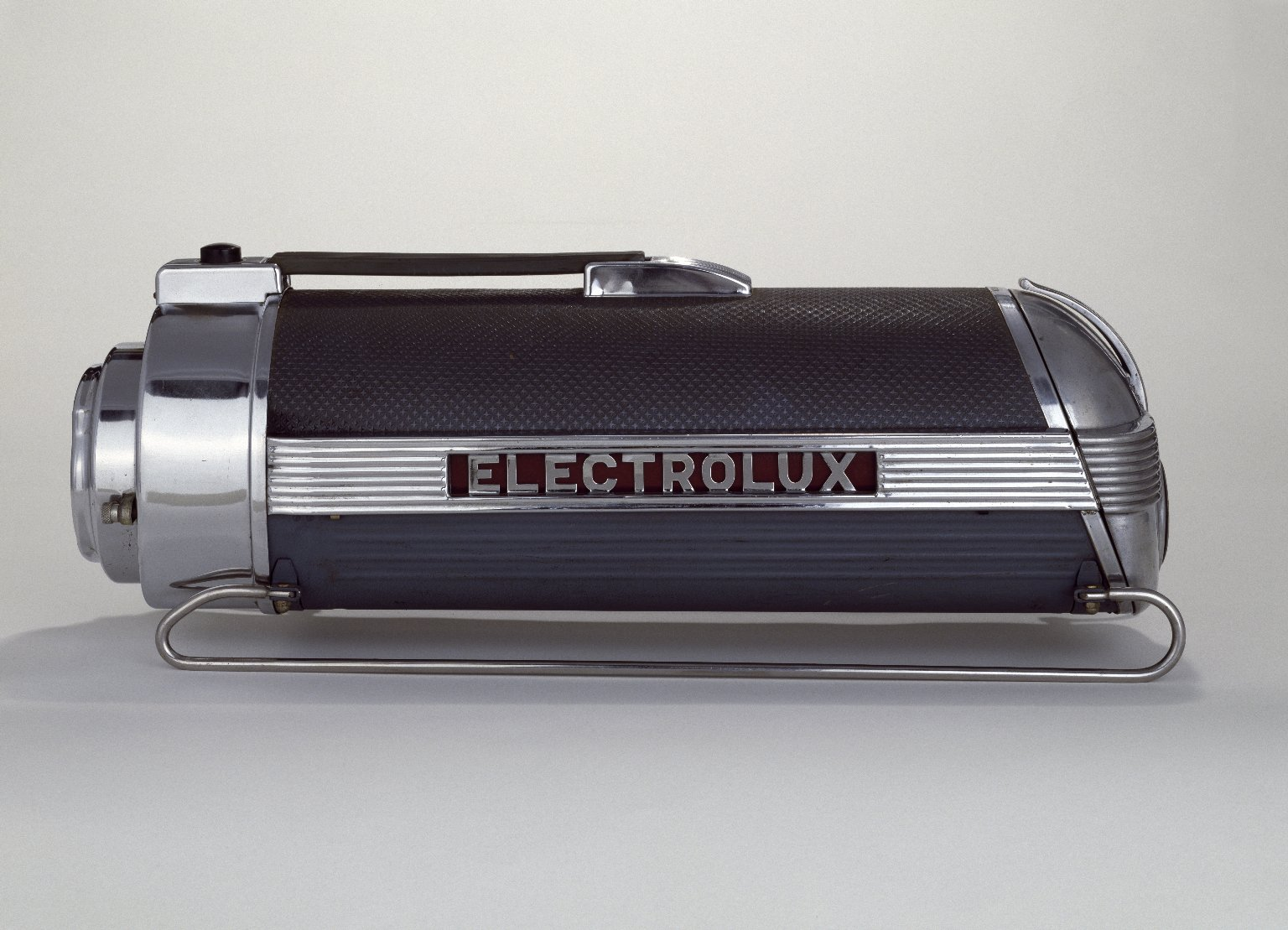
Egy Electrolux porszívó (1937)
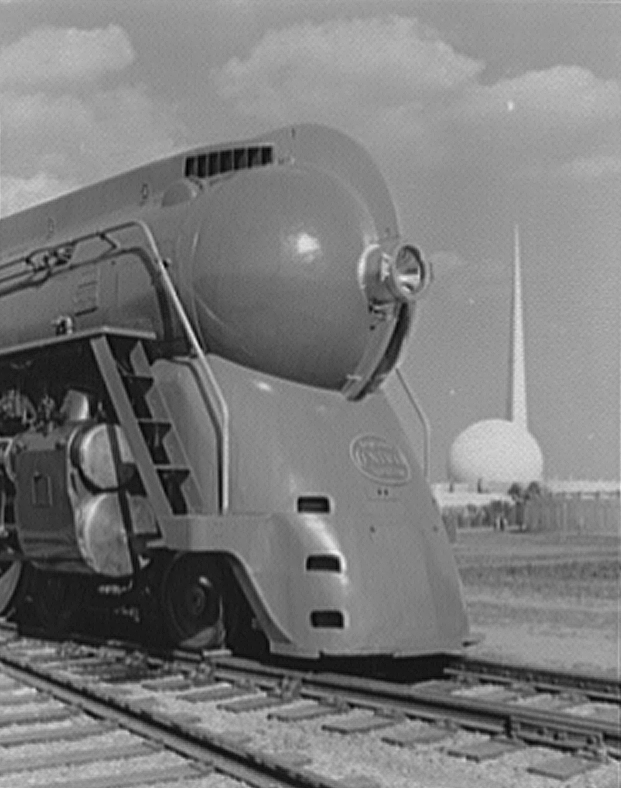
Streamline mozdony (1939)

## Ékszerek

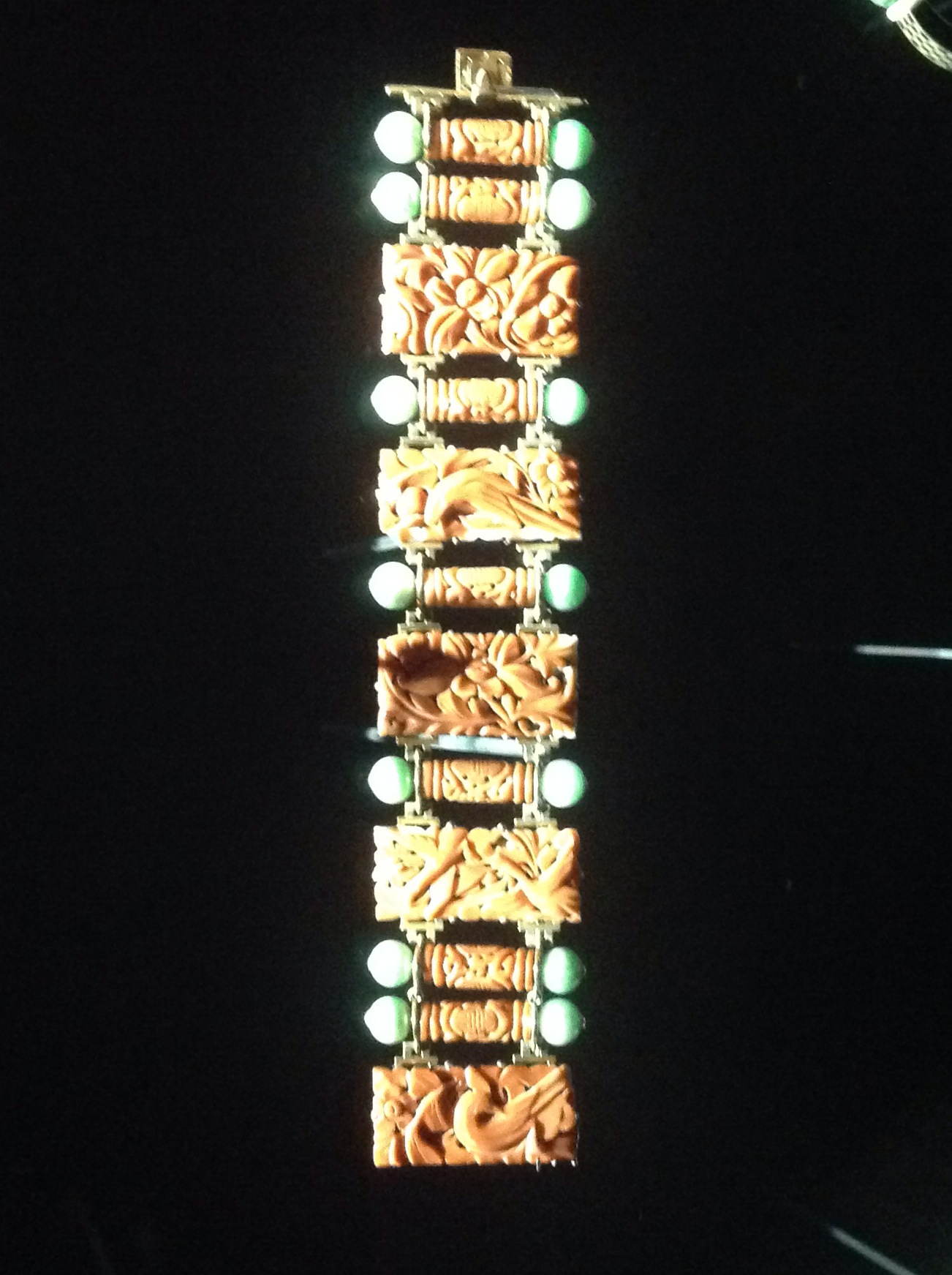
Art déco karkötő, arany, korál és jáde (1925) (Iparművészeti Múzeum, Párizs)
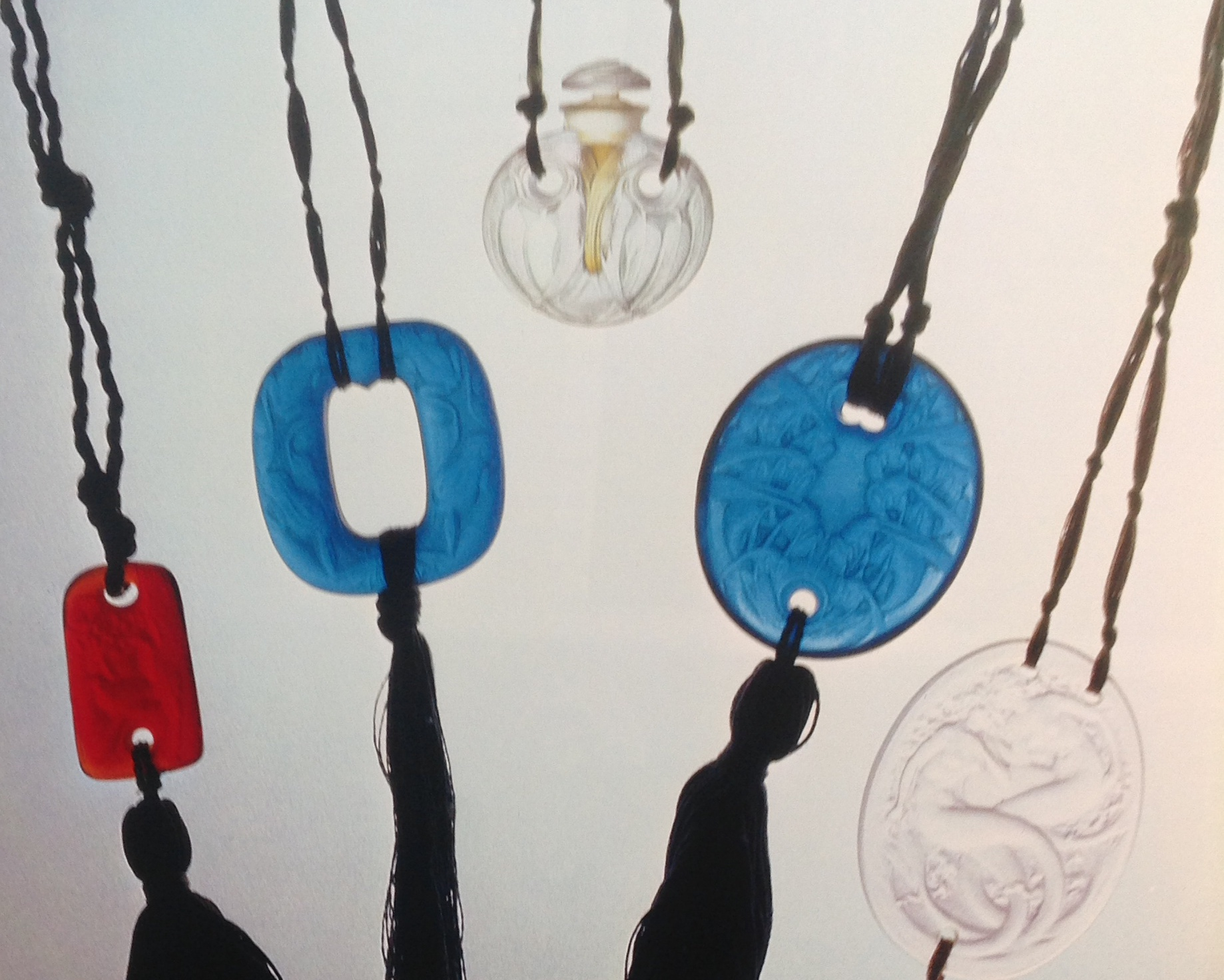
René Lalique selyemzsinórra függesztett, öntött üvegmedálok (1925–30)
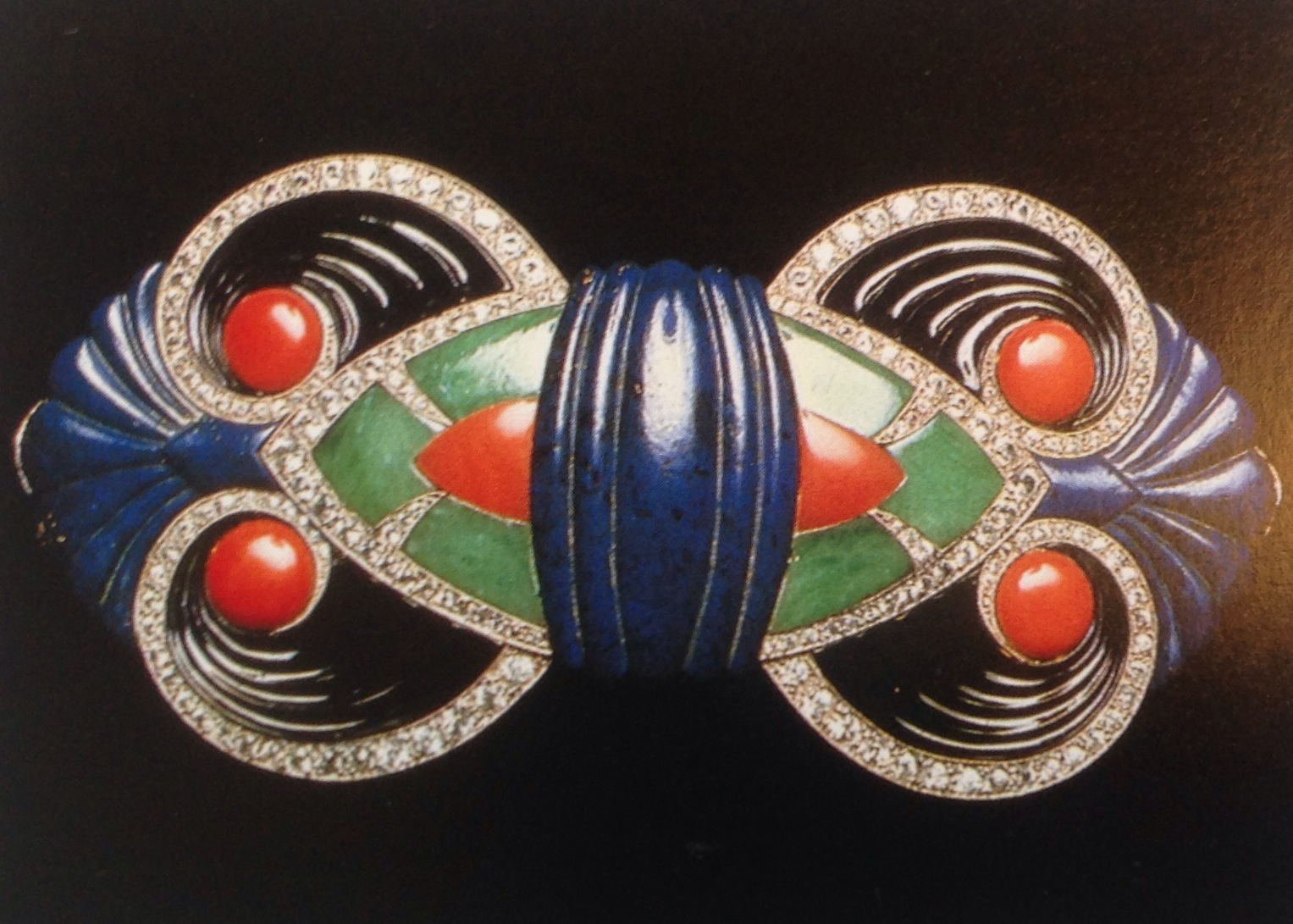
Egy Boucheron aranycsat, gyémánt, faragott ónix, lapis lazuli, jade és korall díszítéssel (1925)
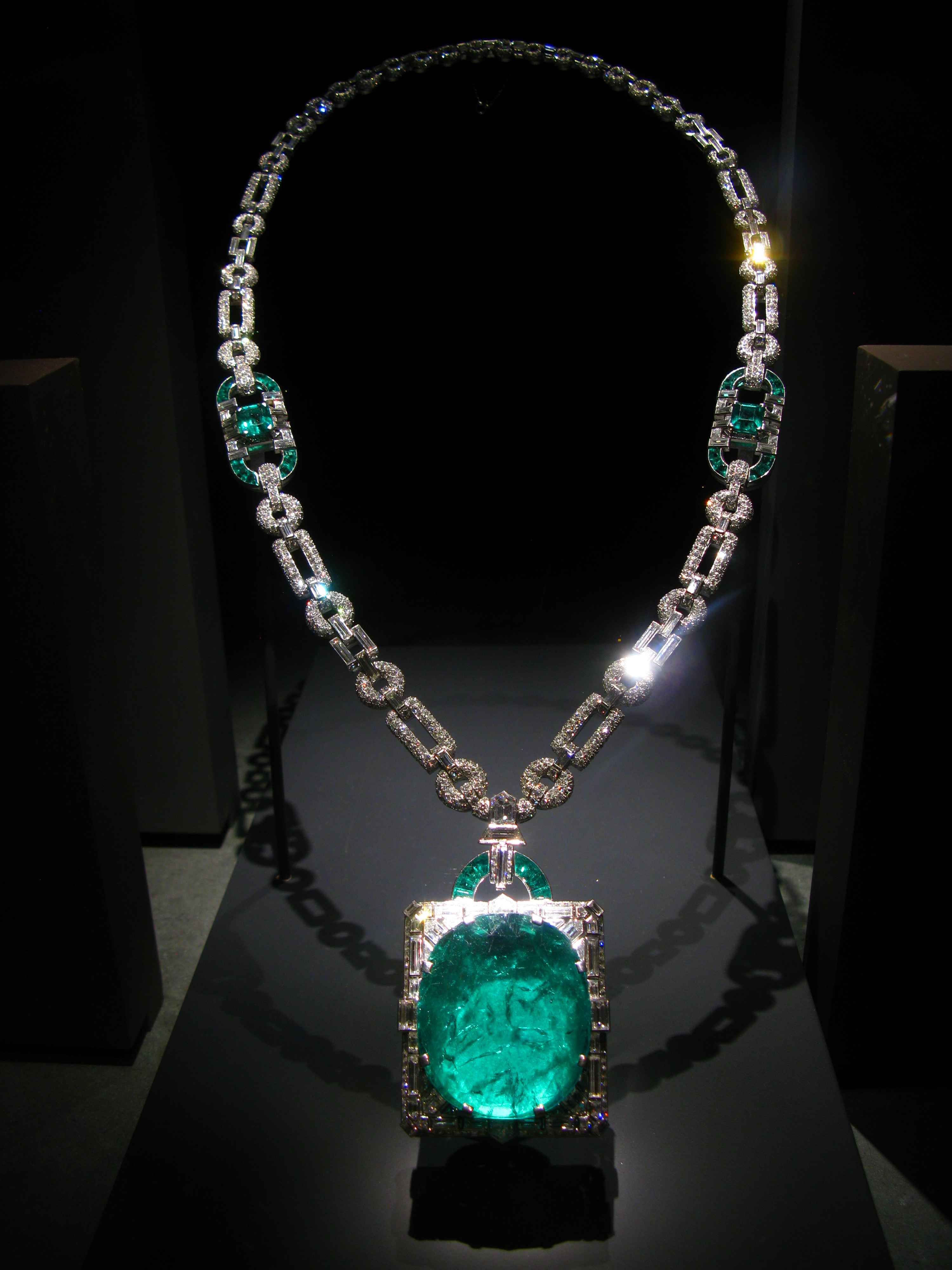
Egy Cartier, Mackay nyakék, smaragd, gyémánt, platina, Smithsonian Nemzeti Természettudományi Múzeum, USA (1930)

Az 1920-as, ’30-as években, a tervezők, köztük René Lalique, Cartier megpróbálták csökkenteni a gyémánt hagyományos dominanciáját több olyan színes drágakő bevezetésével, mint a smaragd, rubin, zafír. Szintén nagy súlyt helyeztek a kidolgozott, elegáns foglalatokra, melyeket kevésbé drága anyagokból készítettek, köztük pl. zománc, üveg vagy elefántcsont. A gyémántot kevésbé hagyományos formákban csiszolták; az 1925-ös kiállításon nagy számban jelentek meg gyémántok apró rudak vagy gyufaszál formájában. A gyémántok foglalata is megváltozott; egyre több ékszerész használt mind gyakrabban platinát arany helyett, mivel ez erős és rugalmas volt, több követ lehetett belefoglalni, emellett az ékszerészek elkezdtek sötétebb anyagokat is használni, mint a zománc, vagy a fekete ónix, ezek a gyémánttal élesebb kontrasztot biztosítottak.
Színekben sokkal gazdagabbak lettek az ékszerek, változatosabb stílusban készültek. Cartier és a Boucheron cég a gyémántot különböző színes drágakövekkel kombinálta, ezeket levél-, gyümölcs- vagy virágformába vágva, így készítettek brosst, gyűrűt, fülbevalót, klipszeket, medálokat. A távol-keleti témák is népszerűvé váltak; jádét és korallt kombináltak platinával, gyémánttal, az ezekből készült cigarettatárcákon, púderdobozokon levő japán, kínai tájképeket gyöngyházzal, zománccal, vagy lakkal díszítették.
A gyorsan változó női divat új stílusú ékszereket igényelt. Az 1920-as évek ujjatlan ruhái az egész kar díszítését lehetővé tették, a nők karkötőkkel díszítették az alkart és a felkarukat is, gyakran több karkötőt is viseltek. A tervezők hamar megjelentek lapis lazuli, ónix, korall és más színes kövekkel kirakott arany-, ezüst-, platinakarkötőkkel. A húszas évek rövid női hajviselete kiemelte az art déco fülbevalókat. Mivel a nők nyilvános helyen is elkezdtek dohányozni, a tervezők díszes cigarettatárcákat készítettek részükre is. Az I. világháború előtti találmány, a karóra, az ékszerészeket rendkívül díszített, gyémántokkal kirakott, krómozott, zománc, arany-, ezüstórák készítésére ösztönözte. De divatossá váltak a nyakba akasztható órák ékszerként is.

## Üvegművészet

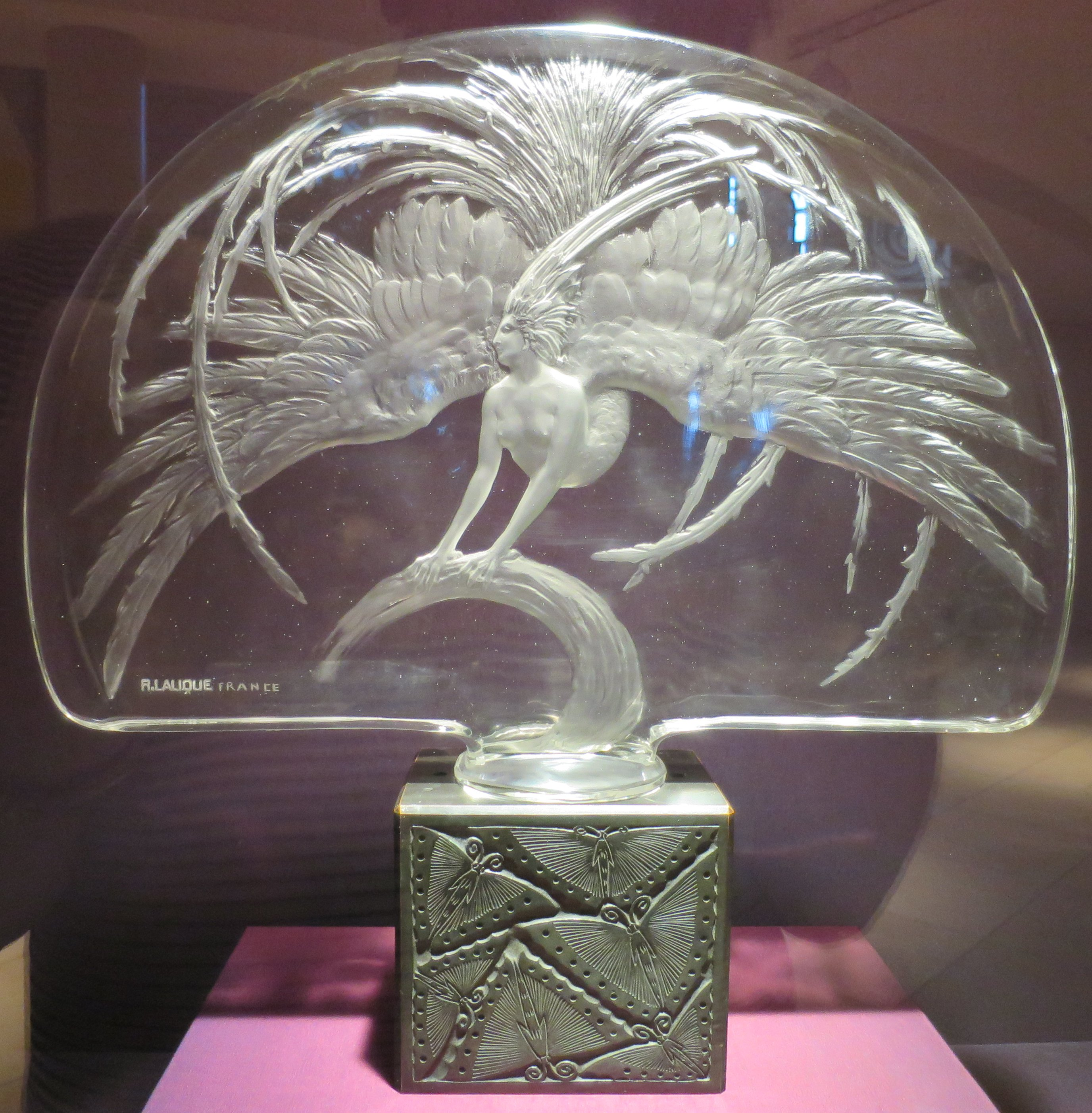
Tűzmadár René Lalique (1922)
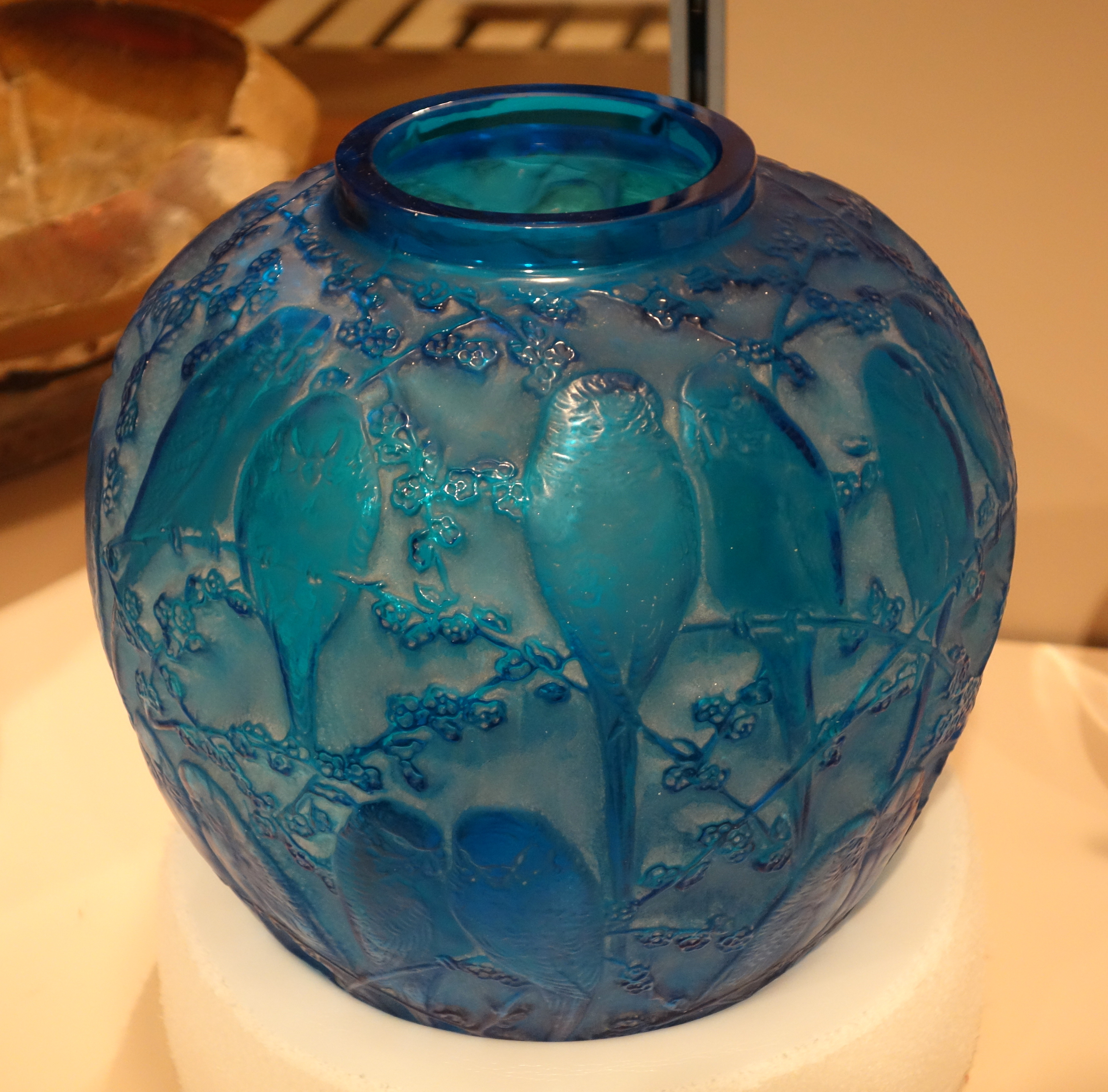
Papagáj váza, René Lalique (1922)
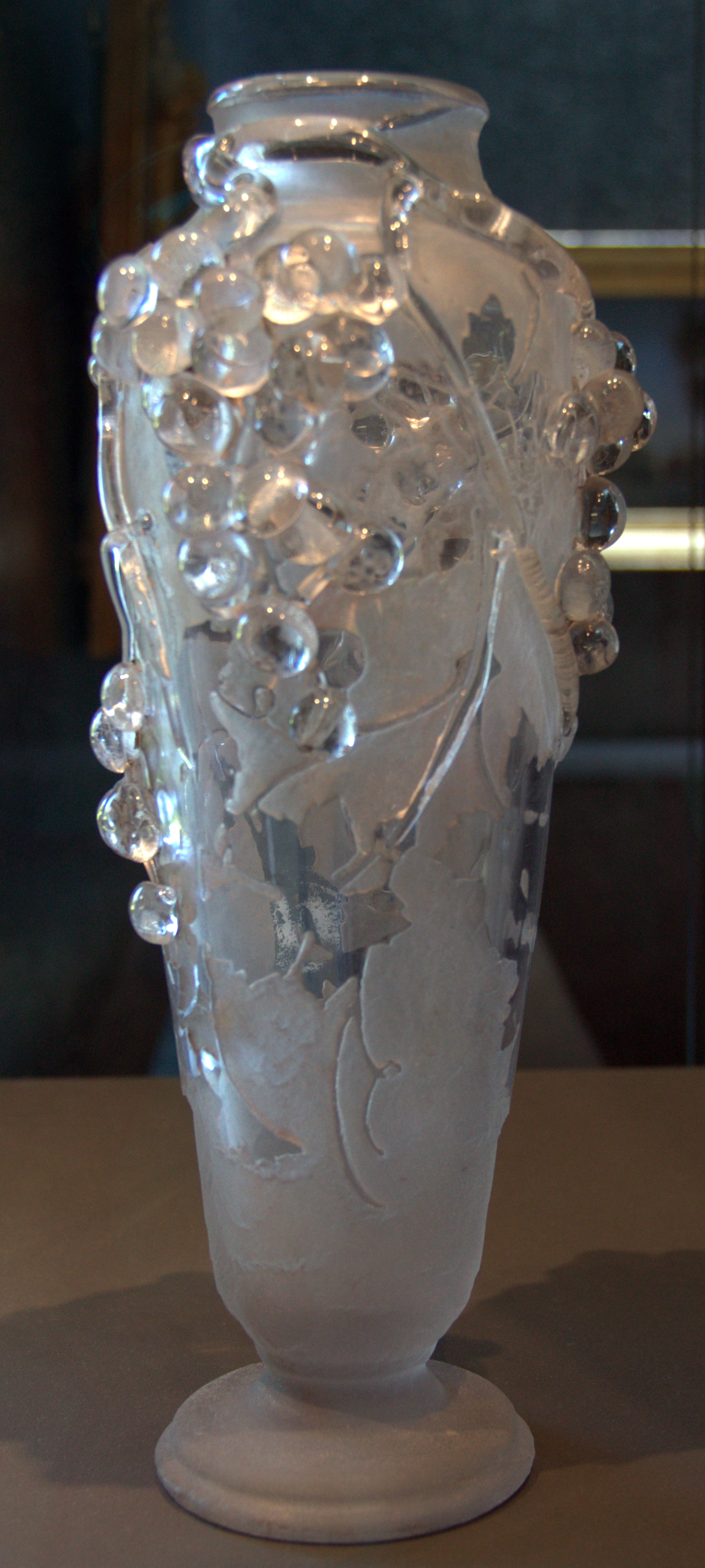
Egy Daum váza szőlődíszítéssel (1925)
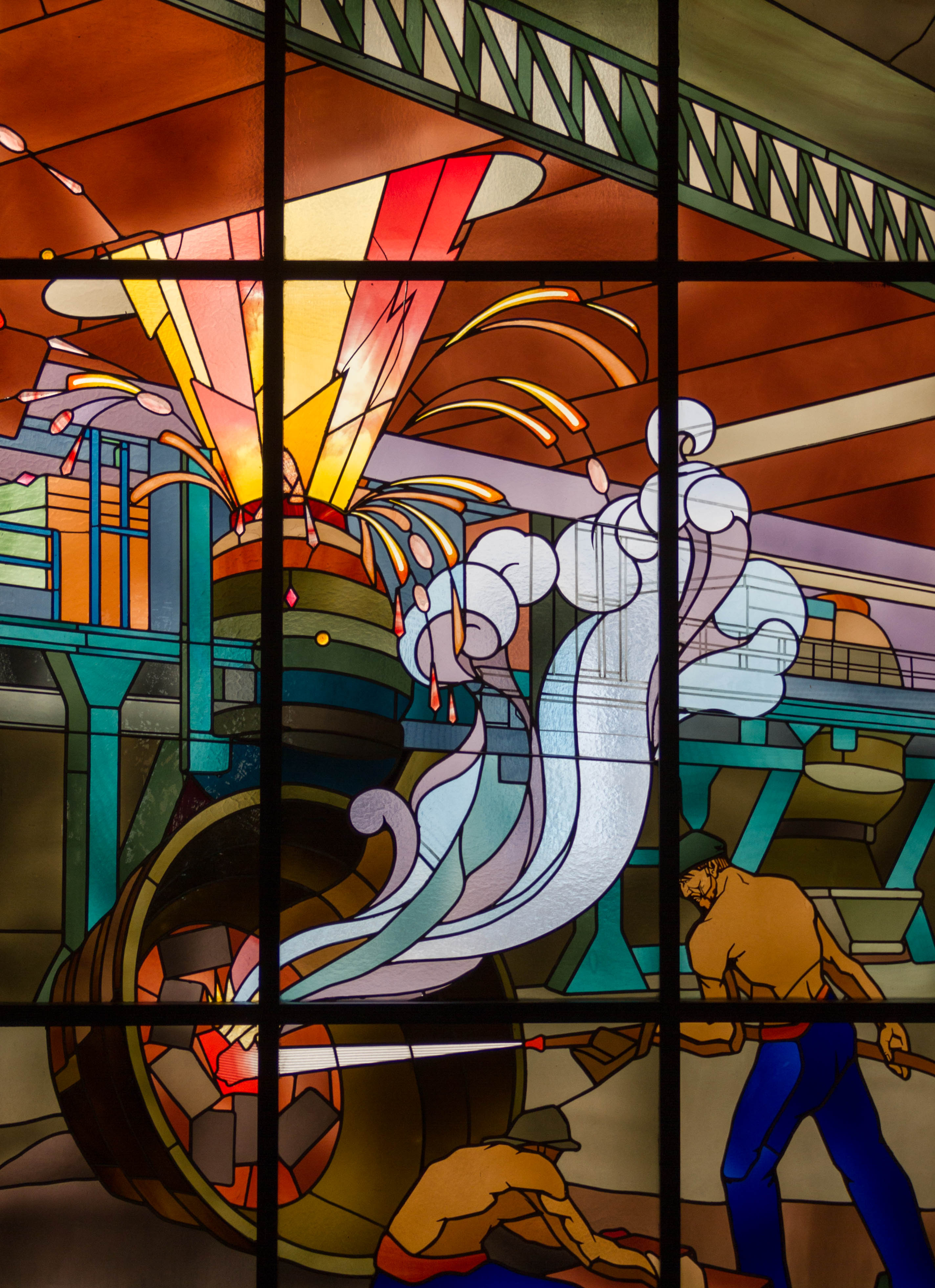
Egy acélmű irodájának ablaka, Louis Majorelle (1928)
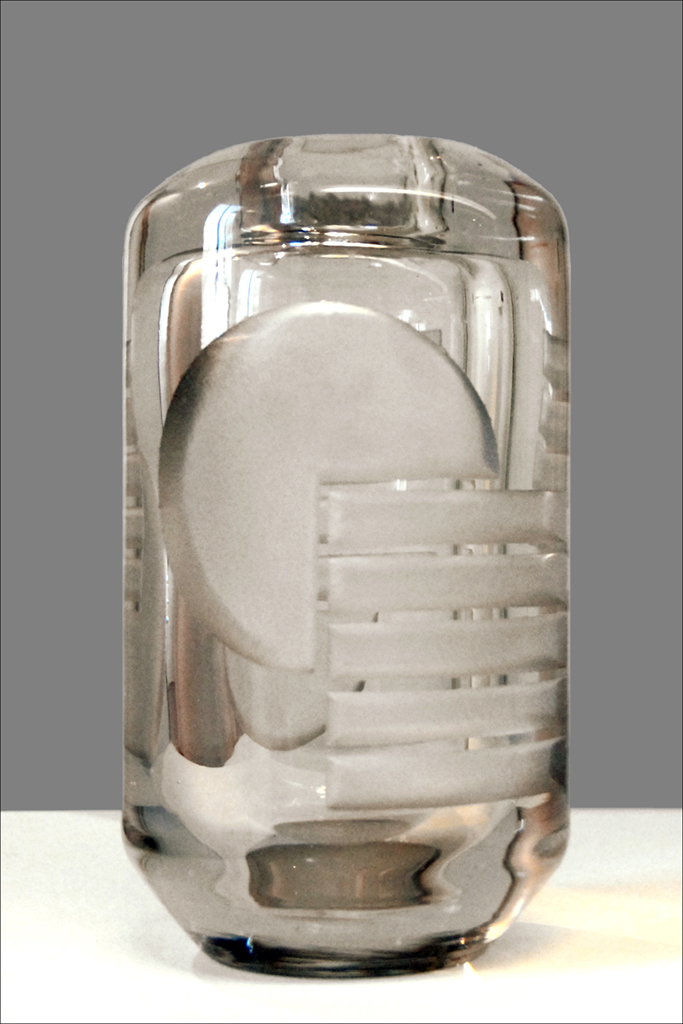
Egy Daum váza (1930–35)

## Fémművészet

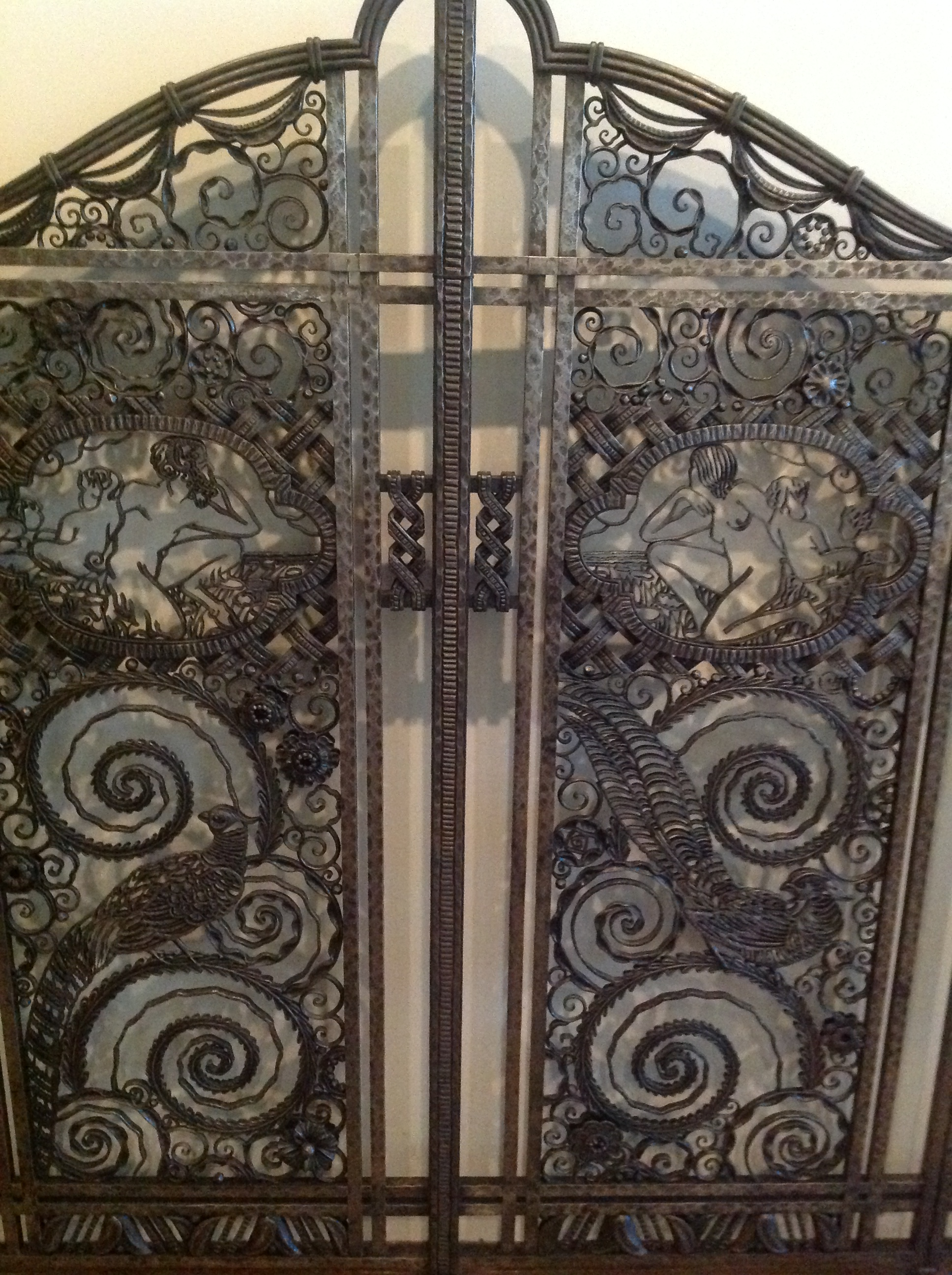
Fácánok kétszárnyú védőrács, Paul Kiss, 1925-ös Párizsi Iparművészeti Kiállítás
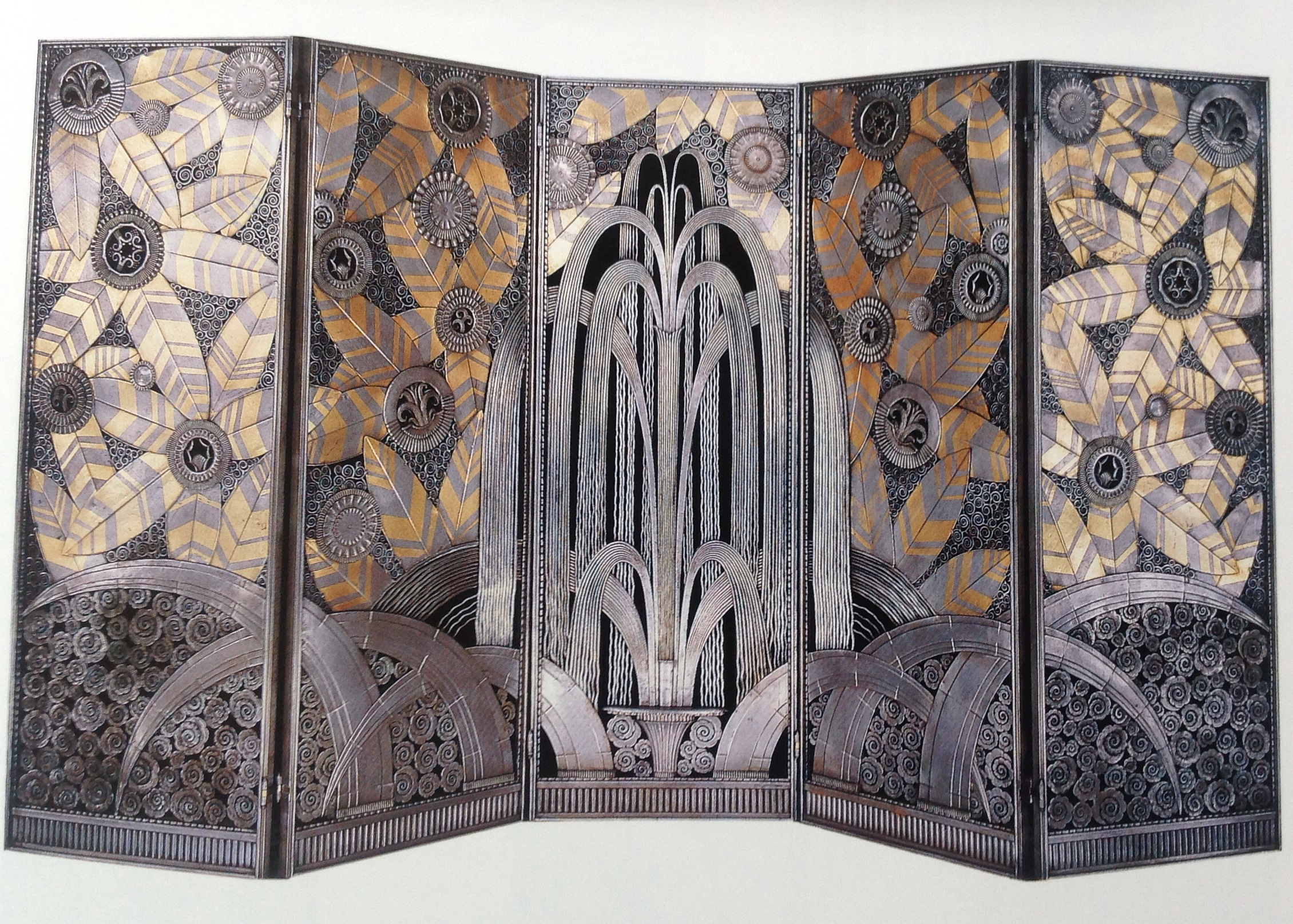
Oázis vas-réz paraván, Edgar Brandt, 1925-ös Párizsi Iparművészeti Kiállítás
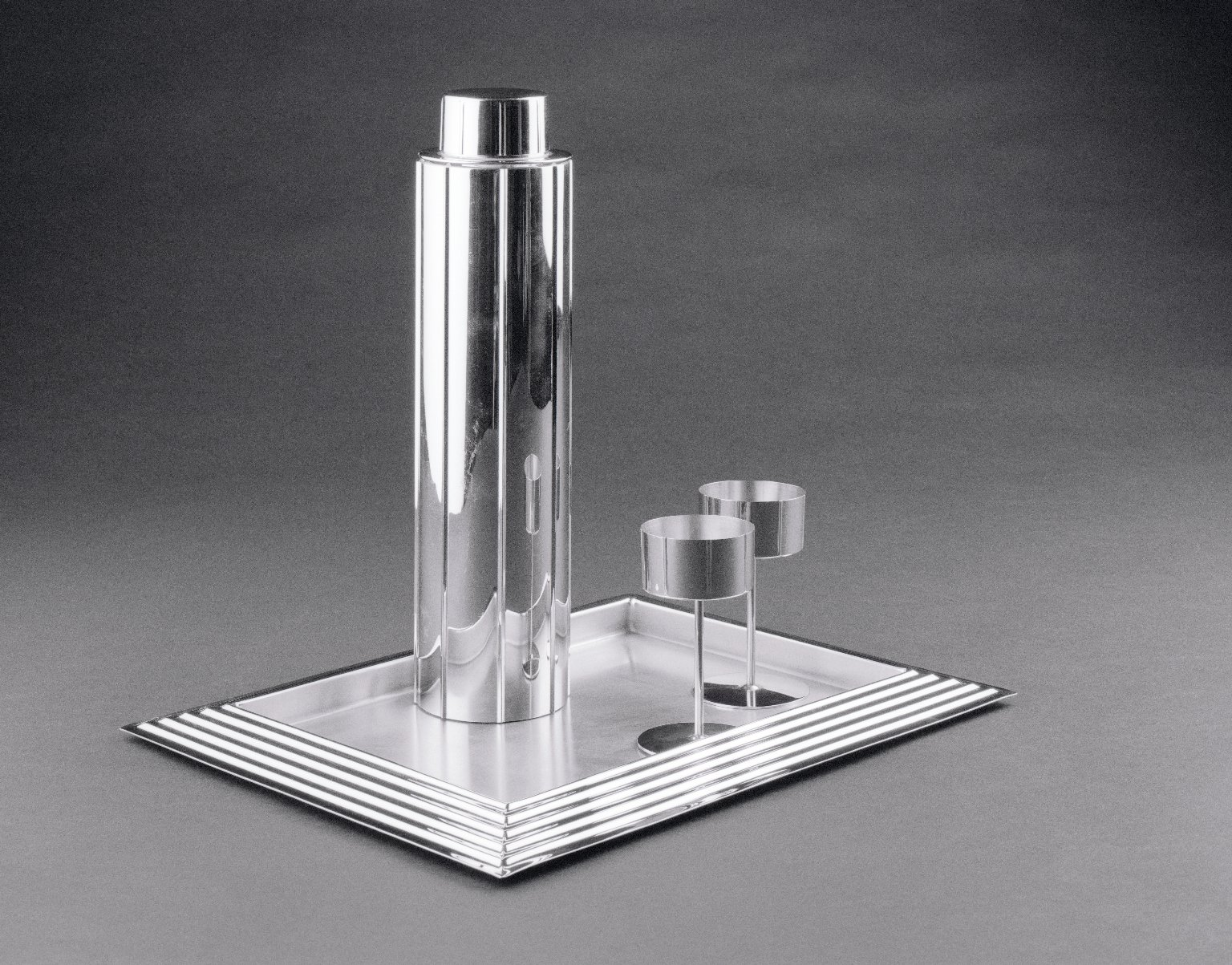
Krómozott acél koktélkészlet, Norman Bel Geddes (1937)

## Magyar art déco

### Festők
- Faragó Géza – főként kései művei, plakátok art déco stílusúak
- Vaszary János
- Gábor Jenő
- Bortnyik Sándor
- Scheiber Hugó

### Szobrászok
- Báthory Júlia – üvegszobrait „reliefs du verre” néven említették
- Kövesházi Kalmár Elza
- Vedres Márk
- Cser Károly
- Gorka Géza